# 게지 공원 시위

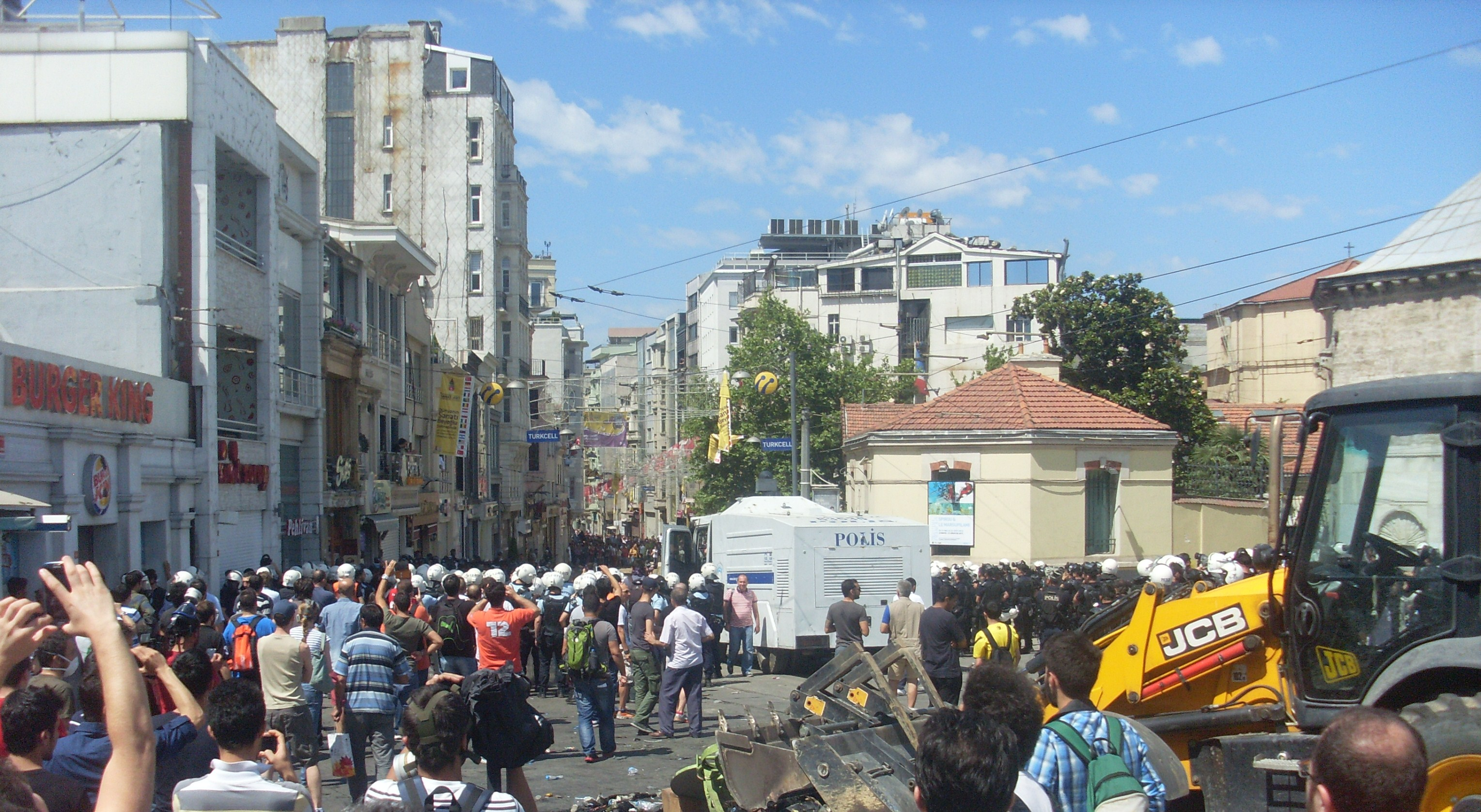
이스티클랄 거리(Istiklal Avenue)에서 경찰과 충돌하고 있는 시위대.

게지 공원 시위(튀르키예어: Gezi Parkı olayları)는 2013년 5월 28일에 시작된 튀르키예의 반정부 시위이다. 초기에는 이스탄불에서 탁심 게지 공원에서 1940년 철거된 역사적인 탁심 병영 재건과 쇼핑몰 건설을 위한 공원 재개발에 반대해 생태주의자들이 시위를 일으켰다. 공원이 튀르키예 보안방위부(General Directorate of Security)가 점령하기 위해 시위대를 공격하면서 탁심 게지 공원 개발 반대를 넘어 광역적인 반정부 시위로 발전했다. 또한, 시위가 튀르키예 다른 도시와 국외 튀르키예 거주지 등에 확산되었다.
시위자들은 이스탄불의 탁심 광장과 앙카라의 거리, 뿐 아니라 부르사, 안탈리아, 에스키셰히르, 이즈미르, 메르신, 아다나, 이즈미트, 코니아, 삼순, 하타이 주 트라브존, 리제(레제프 타이이프 에르도안 튀르키예 총리의 가족이 거주하는 도시), 테키르다, 보드룸, 마르딘에서 시위를 계속하고 있다. 시위대 중 일부는 자신을 #OccupyGezi로 칭했다.
시위대의 범위는 우익과 좌익 양쪽 모두 뿐 아니라 튀르키예인과 쿠르드인 등 정치 이념이나 민족을 가리지 않고 포괄적으로 참가하는 것으로 드러났다. 시위대의 불만은 원래 지역의 환경 문제와 음주 억제 문제, 공공장소의 입맞춤 문제, 시리아 내전 등에 관한 문제였다. 이스탄불 시장인 카디르 토프바시(Kadir Topbaş)는 환경 캠패인이 "정치적 의제"로 조작되었다고 언급했다. 각종 뉴스 소식에 따르면, 이 충돌은 총리 레제프 타이이프 에르도안의 10년 임기 중 가장 도전적인 충돌이라고 말했다. 이슬람 자유 운동의 기자인 무스타파 아크욜은 에르도안에 대한 누적된 불만으로 시위가 발생했다고 말했다.
2013년 5월 31일, 경찰들이 시위대에게 최루제로 진압하여 최소 60명이 부상을 입고 수백명이 체포되었다. 경찰의 이 행동은 온라인에서 많은 조명을 받았다. 시위대가 이스티클랄 거리에서 조직되면서 5월 31일 밤에는 수천 명까지 모였다.
정부의 발표에 따르면, 현재 900명 이상의 사람들이 수감되었으며 "이스탄불, 앙카라, 이즈미르, 안탈리아, 코니아, 에스키셰히르 및 기타 다른 지역에서 48개 주와 90개 도시에서 시위가 발생했다"라고 전했다.
6월 4일, 튀르키예 부총리 뷜렌트 아른츠(Bülent Arınç, 해외로 간 에르도안의 총리 대행)은 시위 초기 경찰이 사용한 "과도한 폭력"에 사과하지만 그 후의 경찰 폭력에 관해서는 사과하지 않았다.

## 배경

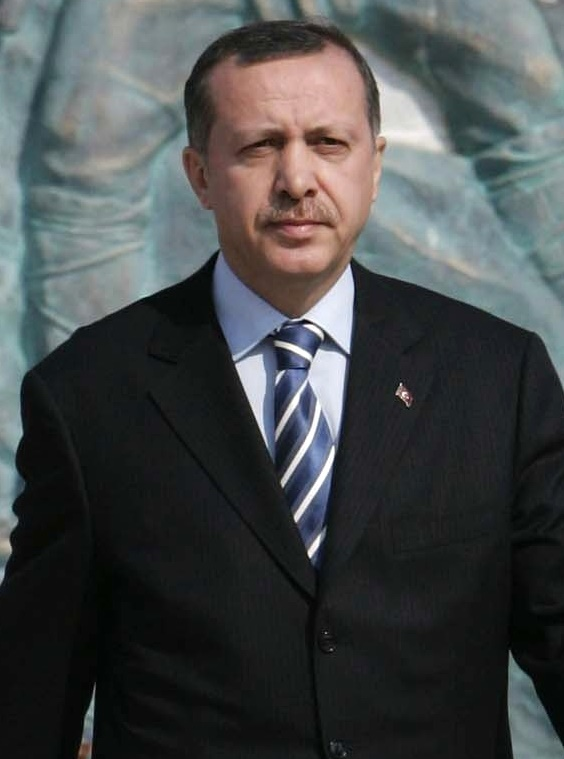
현 튀르키예 총리인 레제프 타이이프 에르도안.

레제프 타이이프 에르도안이 이끄는 정의개발당은 2002년 이래로 튀르키예의 여당이 되어 2002년 11월 3일 튀르키예 총선, 2007년 7월 22일 튀르키예 총선, 2011년 6월 12일 튀르키예 총선 등에서 계속 승리하였다. 2001년 금융 위기와 침체를 겪던 튀르키예의 경제는 에르도안 집권 이후 회복세가 되었다. 동시에, 특히 2011년 이후 여러 이슬람주의 의제들을 표방하며 튀르키예 육군의 세속적 영향력을 약화시켰다. 또한 같은 기간 동안 튀르키예의 유럽 연합 가입으로 인권이 개선되는 결과를 낳았지만 특히 집회의 자유 및 언론의 자유 등 인권 제한 범위가 늘어나게 되었다.
2011년 이래로, 총리 레제프 타이이프 에르도안이 이끄는 이슬람주의 정의개발당(AKP)은 언론과 출판, 인터넷의 자유를 제한하고 알코올 소비 제한, 텔레비전 콘서트 제한 등의 정책 뿐 아니라 집회의 자유를 제한했다. 또한, 여당 국회의원들은 5월 29일에 LBGT의 권리 제한 확대에 관해 논의했다. 정부는 점차 이슬람 권위주의로 돌아섰고 당 관계자는 2013년 4월에 당의 자유주의자 지원을 잃을 것을 기대했다고 말했다.

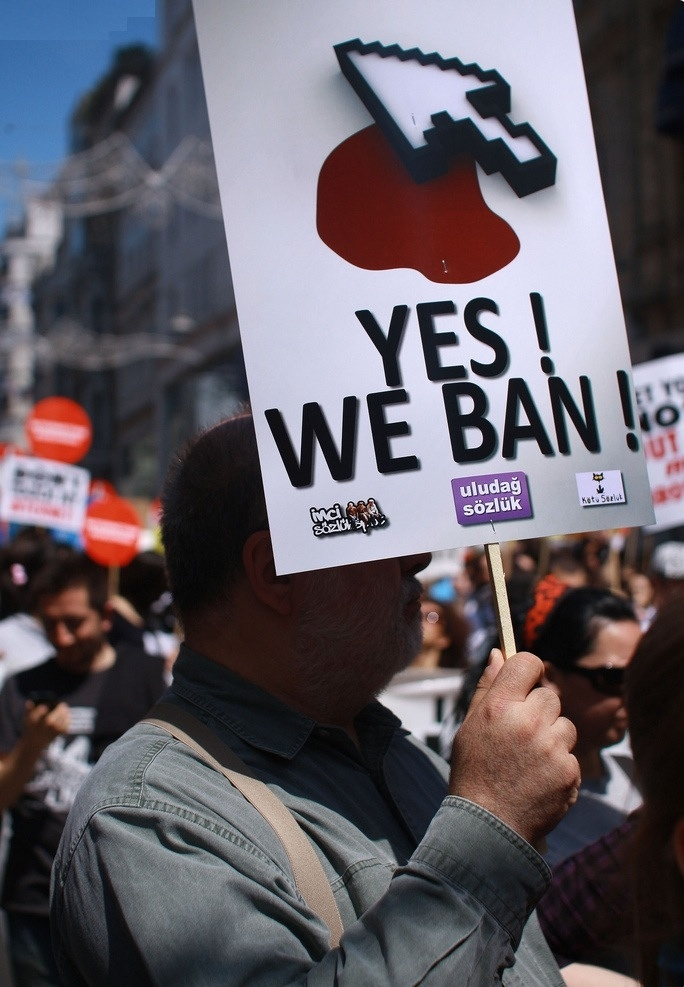
2011년 인터넷 검열 반대 시위의 모습.

에르도안은 5월 29일 야부즈 술탄 셀림 다리(Yavuz Sultan Selim Bridge) 기공식에서 다음과 같이 연설했다.
"당신이 무엇을 하든, 우리는 그것을 결정했고 그것을 구현할 것이다. 다시 말해, 정부는 탁심 광장 게지 공원의 나무들을 잘라 오스만 제국 시대의 탁심 막사(1940년 철거)를 복원하기로 결정했다."

튀르키예의 건축이 급속도로 발전하고 경제가 호황세인 동안, 이 작은 지역인 탁심은 상당한 영향력이 있었다. 예를 들어, 이스탄불의 주요 건축 프로젝트는 "다양한 이익 단체의 대폭적인 연합으로 반대되었다. 그러나, 모든 경우에 정부는 오만한 방식으로 프로젝트를 강요하고 있으며, 이를 좋아하지 않는 사람들이 많다는 것을 주장하는 것은 선거철에 AKP 당의 지지율이 얼마나 높은 지를 알아야 한다"라는 말이 오갔다. 또한 부패 문제, 특히 이스탄불 운하와 관련된 문제가 떠오르기 시작했다.
환경 문제로는 특히 2010년 이후 결정한 새로 건설될 시노프 원자력 발전소(Sinop Nuclear Power Plant)와 보스포르스의 3번째 다리 건설 문제로 이스탄불과 앙카라에서 시위가 발생했다. 흑해 지역은 폐기물 저장소, 원자력 발전소, 고속도로, 공장, 댐 건설 등에 대하여 수십 건의 시위가 일어났다. 2012년 24개의 지역 음악가 및 활동가들은 "디렌 카라데니즈"(Diren Karadeniz)라는 제목의 비디오를 만들었다.
시리아 내전에 관한 정부의 자세는 국가의 사회적 긴장에 관한 또 다른 원인이 되었다. 2011년, 튀르키예 민간인 34명이 튀르키예군의 F-16에 의해 튀르키예-이라크 국경 근처에서 사망한 우르데르 학살(Uludere massacre)은 튀르키예의 쿠드르족 외교 문제를 보여준다. 에르도안은 심각한 압력에도 불구하고 사과를 하지 않았으며, 이 결과 2011-12년 튀르키예 쿠드르족 시위가 발생했다.

### 게지 공원

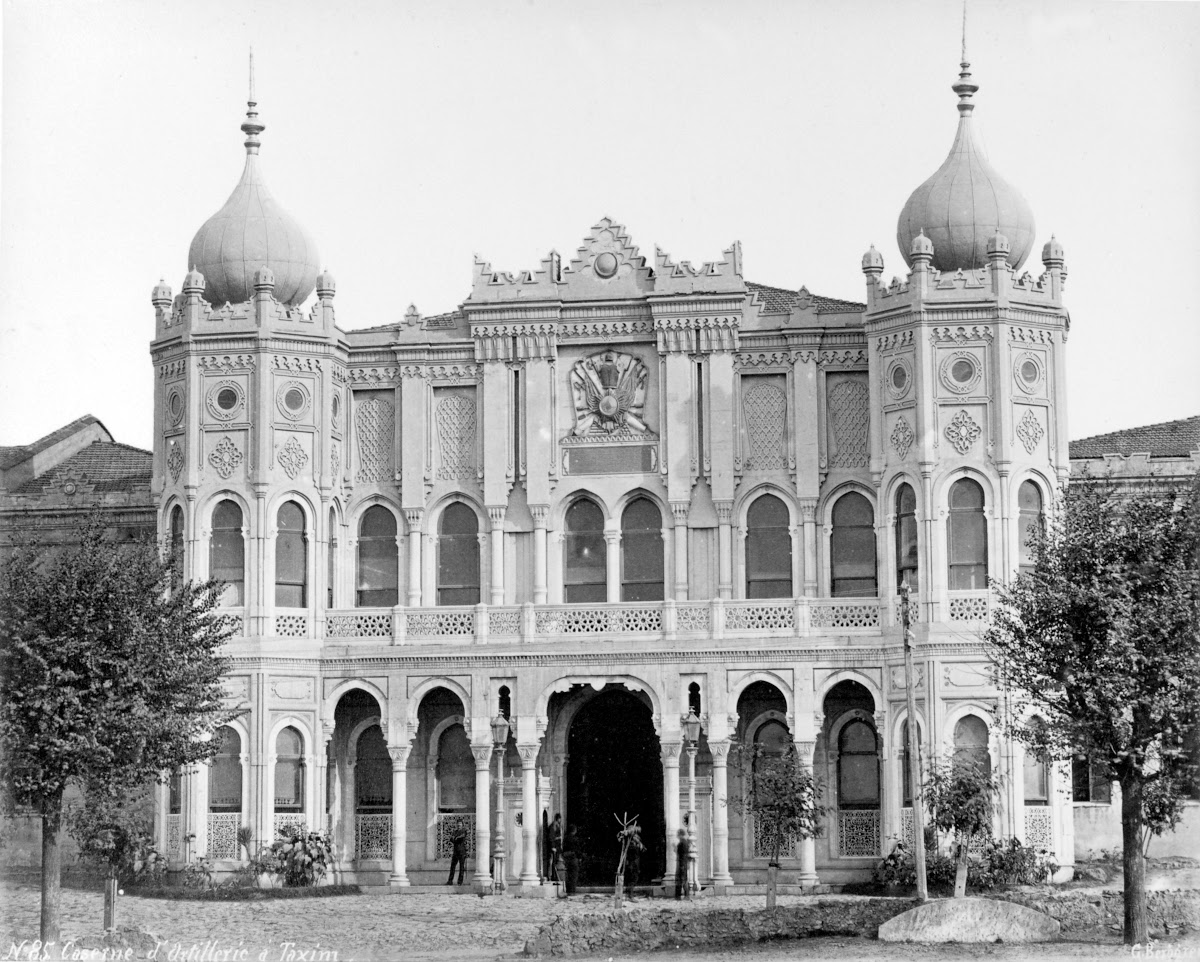
1806년 건설된 탁심 막사는 1921년 탁심 스타디움으로 개조되었으며 1940년 철거되었다.

이 시위의 원래 목적은 이스탄불에서 몇 남지 않은 녹지 중 하나인 게지 공원 철거 반대였다. 정부는 게지 공원의 오스만 제국 시대의 탁심 막사를 복원하고 쇼핑몰을 건축하기로 계획했었다. 탁심 막사 1층은 비록 쇼핑몰은 취소되었고 박물관으로 이용할 계획이었지만 원래는 쇼핑몰 및 상류층 아파트로 사용될 것으로 예상되었다.
게지 공원의 시위는 2012년 12월 청원을 시작하고 4월에 조용히 시작된다. 시위는 공원 점령 및 시위자들의 천막이 생긴 5월 27일부터 절정에 달했다. 이는 5월 29일 경찰의 천막 기습으로 인해 시위자들의 분노가 커진 이후 급속히 증가하였다.
이스탄불 보아지치 대학(Boğaziçi University)의 정치학자 코라이 찰리쉬칸(Koray Çalişkan)는 다음과 같이 말했다.
"이 시위는 AKP의 전환점이다. 에르도안은 매우 자신감있고 권위적인 정치인이지만 그는 더 이상 누군가의 의견을 듣지 않는다. 그러나, 튀르키예는 왕국이 아님을 이해해야 하고 그는 자신의 앙카라에서의 정치가 이스탄불을 배제할 수 없다는 것을 아는 것이 필요하다."

### 시위 이전 사건 연표
- 2월 초: 정부가 낙태가 거의 이루어질 수 없음을 재확인하다.[47] 에르도안은 2012년 6월 낙태 반대 운동 캠패인을 촉발시킨 이후, 이후 여성 단체 및 개인들의 시위가 이루어지기 시작한다.

- 2월 19일: 카디르 하스 대학이 실시한 설문 조사(81개 주 중 26개 주에서 20,000명의 인터뷰, 낮은 오차 범위)에서, 2014년 미국 방식의 대통령 중심 의회제를 에르도안이 강력하게 지지하여 대중 사이에서는 65.8% 반대, 21.2% 찬성 등 난해한 기색을 표했다.[48]

- 2013년 2월~3월: 튀르키예의 대형 은행인 튀르키예 공화국 농업 은행이 "T.C. Ziraat Bankası"에서 튀르키예 공화국이라는 뜻의 T.C.(Türkiye Cumhuriyeti)를 뺀 "Ziraat Bankası"로 개명했다. 튀르키예 보건부 또한 튀르키예 공화국이라는 말을 쓰지 않게 되었다. 이에 항의하여, 수천 명의 사람들이 침묵 시위로 트위터와 페이스북의 자기 이름 앞에 T.C.를 붙이기 시작했다. 몇몇 사람들은 AKP가 나라 이름이나 체제를 변경하려고 하고, 이에 대한 뜻으로 편지에 TC를 누락시키고 은행이나 병원을 민영화시킬 것이라고 주장했다.

- 3월 말: 튀르키예 대국민의회의 정식 로고에서 튀르키예의 국기가 사라졌다. 많은 사람들이 이것을 공화국과 의회에게 모욕된다고 생각했다. 의회 회의실에는 개인적으로 국기를 가져오는 의회 국회의원의 시위가 있었다.[49] 이 움직임으로, AKP 지역 지부에서 약 2000명이 사임한다.

- 4월 2일: AKP의 튀르키예 지부 당수 아지즈 바부쉬르는 자신의 정당이 자유주의자들의 지원을 잃을 것이라고 경고했다.[50]

- 4월 3일: 상당히 거대한 논란이 벌어진 이스탄불의 캐믈리카 모스크 건설의 굴착이 시작되었다.[51] 이 건설은 에르도안 정부의 큰 야망적 정책의 하나로, 57,511m²의 크기 및 최대 첨탑의 크기는 1,071m(베지야트 전투에서 튀르키예군의 승리의 연도), 최대 30,000명이 동시 참배할 수 있는 크기로 계획되었다. 이스탄불의 주민들은 긴 프로젝트는 불필요하며, 관련 기록에 따르면 스카이라인 및 환경 미관을 해칠 것이라며 반대했다. 심지어 매우 많은 종교적인 로비와 그림들은 하나의 보수적이고 종교적이란 지적으로 2012년 말 블루 모스크의 "값싼 복제품"이라는 반대 여론이 형성되었고 이에 에르도안은 "꼴 사나운 일"에 오는 세대애 당황하지 말라고 반박했다.[52]

- 4월 15일: 세계적으로 유명한 튀르키예 피아니스트 파질 세이가 "사회적으로 한 부분에 열려진 신앙 모욕"이라는 죄명으로 10개월간의 실형해 처해지자, 튀르키예 및 세계 전역에서 항의 및 반대 반응이 촉발하며 논란이 불어졌다.[53]

- 5월 1일: 폭동 경찰이 노동절 행진을 방해하기 위해 탁심 광장에서 물대포 및 최루탄을 발사했다. 정부는 광장 보수를 이유로 탁심 광장을 폐쇄시켰다.[54]

- 5월 11일: 시리아 국경 근처 레이한리(Reyhanlı)에서 차량 두 대가 폭발하여 52명이 사망하고 140명이 부상당했다.[55] 정부는 시리아 정부가 개입되어 있다고 주장하지만, 많은 지역 주민들은 정부의 정책을 비난했다.

- 5월 16일: 에르도안이 다른 문제 가운데 시리아 내전에 관해서 논의하기 위해 미국 대통령 버락 오바마를 방문했다. 양측 지도자들은 튀르키예 국민들 사이에서 정책의 인기가 거의 없음에도 불구하고 아사드 정부를 정복시킨다는 목적을 재확인했다.[56]

- 5월 18일: 레이한리에서 경찰과 시위대 간 충돌이 일어났다.[57]

- 5월 22일: 튀르키예의 해커 그룹 레드핵이 튀르키예 헌병대의 비밀 문서를 공개했다. 비밀 문서에 따르면, 튀르키예 국가정보부, 헌병대, 튀르키예 국가경찰은 한달 앞서서 공격할 것을 알고 있었다.[58]

- 5월 22일: 튀르키예 여당 AKP의 마흐무트 마시트는 자신의 트위터 계정에서 "무신론자의 종말"이라는 트윗을 올린 이후 상당한 논쟁이 벌어지게 되었다.[59]

아르메니아계 튀르키예인 작가인 세반 니샤니엔이 무함마드를 모욕했다는 혐의로 58주동안 감옥에 구속되게 되었다.
- 5월 24일: 정부가 오후 10시부터 다음날 새벽 6시까지 상점에서 알코올 판매를 금지하며, 모스크 100m 이내에서 음주를 금지하는 법안을 상정했다. 이 법은 공개 토론 없이 법안 공개 이후 2주 내에 시행될 예정이다.[61]

- 5월 25일: 에르도안이 공공장소에서 키스하는 커플들에 대해서 경고하자, 앙카라 지하철역에서 커플 수십명의 항의하기 위해 모여들었다. 경찰이 신속하게 개입하여 폭력적으로 진압하였다.[62]

- 5월 27일: 3번째 보스포러스 다리 이름을 셀림 1세 술탄 이름을 딴 야부츠 술판 셀림 다리로 정한 것에 대해 튀르키예 인구의 15~30%를 차지하는 알레비가 셀림 1세 술탄이 찰디란 전투에서 엘레비 수만명을 죽인 것에 대한 항의로 명칭에 반대했다.[63] 또한, 일부 튀르키예 언론 및 해외 언론(이란의 나스르 TV 등)이 미국 정부와 동맹인 에르도안의 대알아사드 정책과 관련하여 셀림 1세 술탄이 마르 다비크 전투 이후 오스만 제국이 시리아를 점령하게 된 것과 연관된다고 비판했다.[64] 몇몇 "민주주의자와 자유주의자"들은 정치적으로 중립적인 이름인 마리오 레비가 제안한 루미나 에므레 등을 다리 이름으로 제안했다.[65]

- 5월 28일: 에르도안이 알코올 제한법에 관한 논란에 대해 "두 술주정뱅이가 만든 법이 존중되는 것을 감안할 때, 왜 종교의 이름으로 명령하는 법률을 당신들이 거부해야 하는가"라면서 조롱했다. 많은 이들에게 이 "두 술주정뱅이"는 튀르키예 공화국의 창시자인 무스타파 케말 아타튀르크와 이스메트 이뇌뉘로 여겨지고 있다.[66]

- 5월 29일: 의회 토론에서, 튀르키예 정부는 LGBT 권리 확장을 반대했다.[67]

## 연표

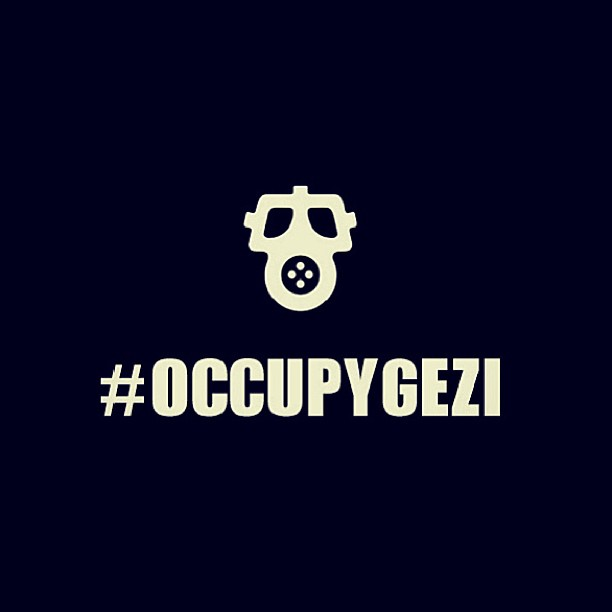
시위대 중 일부는 그들 스스로를 #OccupyGezi(게지 점거 운동)으로 칭했다.

### 5월 27일
게지 공원의 3m 높이 벽의 일부가 오후 10시 무너졌다. 동시에 나무 5그루가 뽑혔다. 탁심 연대 운동(Taksim Dayanışma Bileşenleri Platformu)의 회원들이 철거 기계를 막지 못해 더욱 많이 진출하였다. 이날 50명이 다음날까지 철야를 서기로 결정하였다.

### 5월 28일 - 시위의 시작
5월 28일 아침, 50명의 사람들이 광장 파괴를 막기 위해 광장 경비를 섰다. 공원 벽은 불도저로 파괴되고 있었으며 사람들은 이를 막고자 했다. 평화민주당 의원 스르 쉬레야 왼데르(Sırrı Süreyya Önder)의 도움으로 불도저는 정지되었다. 나중에 불도저는 자지체 경찰의 도움으로 다시 밀기 시작했다. 물리적 저항은 없었지만 경찰은 최루탄을 이용했으며 시위대 천막은 경찰에 의해 불질러졌다. 스르 쉬레야 왼데르는 불도저 앞에 서서 법적인 철거 허가장 공개를 요구했다. 스르 쉬레야 왼데르는 특히 가난한 사람들에게 제공되는 중요한 휴식 공간을 내줄수 없다며 나무를 자를 수 없다고 말했다.

### 5월 29일
5월 28일의 사건에 대한 항의 시위대가 커진 이후, 이들은 천막에 남아 하룻밤을 보내고 공원에서 계속 경비를 섰다. 그들은 5월 29일 12시 30분에 기자 회견을 가지고, 오후 6시에 콘서트를 열었으며 오후 10시에는 영화를 상영했다. 이 시위대들은 소셜 미디어로 성장을 계속했다. 공화인민당 의장 귀르셀 테킨(Gürsel Tekin), 가수 칸 보노모(Can Bonomo), 배우 곤자 웨슬라테리(Gonca Vuslateri), 메메트 알리 알라보라(Memet Ali Alabora), 오칸 바웨르겐(Okan Bayülgen), 셰브넴 쇤메즈(Şebnem Sönmez) 등 저명한 다른 사람들도 왼데르와 합류했다. 《페티 1453》의 주연이었던 데브림 에빈(Devrim Evin)은 5월 29일 트위터로 시위 초연에 참여하지 않았다고 말했다.

### 5월 30일

5월 28일, 게지 공원에서 한 여인이 몸으로 최루탄을 막는 모습. 이 사진은 "붉은 옷의 여인"이라 불리며 튀르키예 시위의 상징이 되었다.

경찰은 오전 5시 이후 연좌 시위 지역을 급습했다. 두 번째 급습은 오전 10시 보도 중 시작되었다. 경찰 단속에 반대한 온라인 활동가들의 지원은 시위대의 수를 늘리게 했다.

### 5월 31일 - 시위의 확대

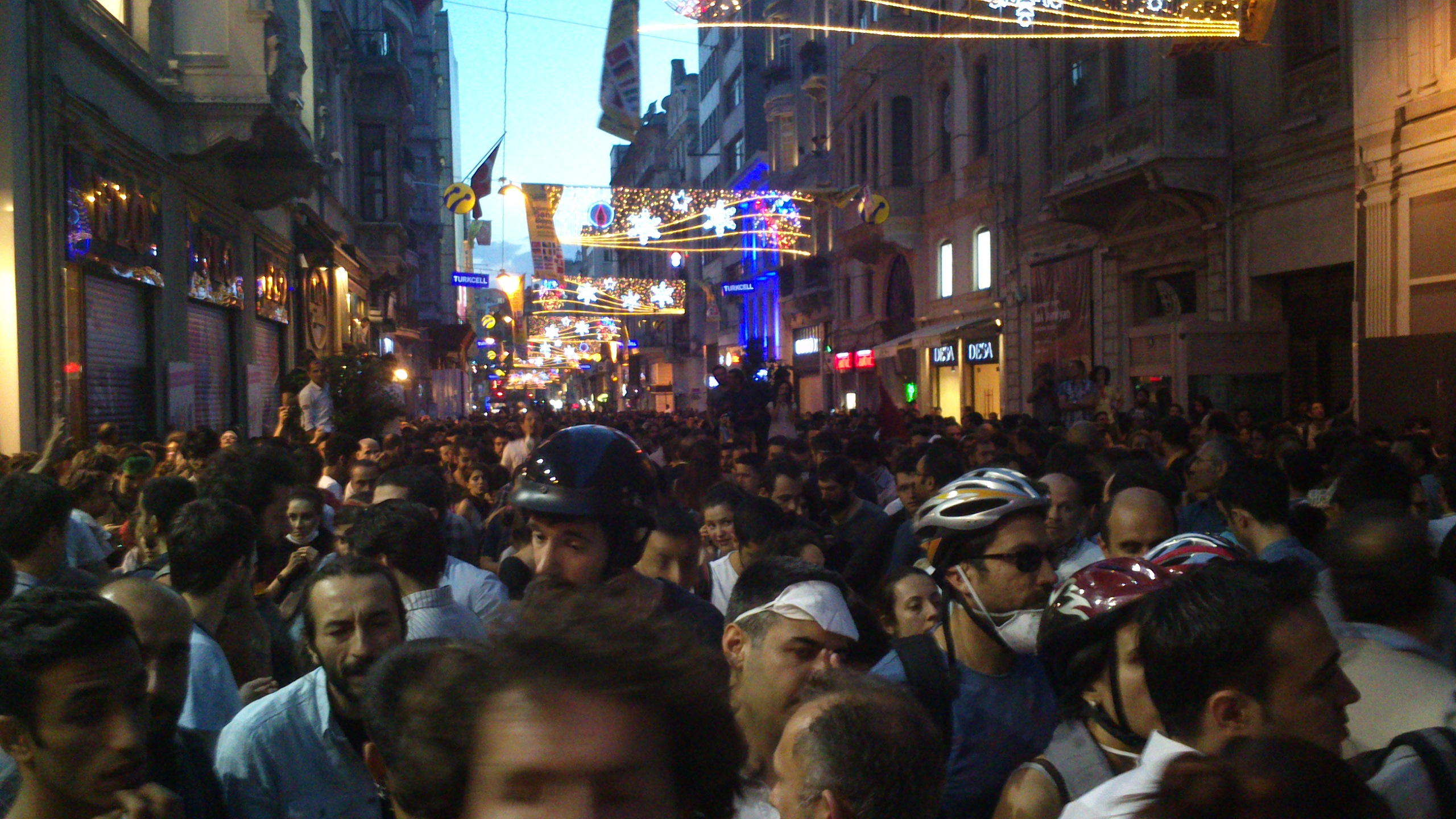
5월 31일 저녁, 이스티클랄 거리의 군중들.

경찰이 게지 공원 내의 연좌 농성을 새벽에 습격하면서, 주변 지역에서 시위대를 해산시키기 위해 물대포와 최루탄을 이용하며 공원을 기습 점령했다. 경찰은 재점령을 막기 위해 공원 주변에 바리케이드를 쳤다. 오후 1시 탁심 광장에서 새로운 연좌 농성을 벌였지만 경찰은 다시 해산시켰다. 경찰은 탁심 지하철역 내에 최루탄을 살포했다.
경찰은 계속 시위대에게 최루탄, 후추 스프레이, 물대포 등을 발사하면서 시위대 약 100여 명이 부상을 입었다. 왼데르는 최루 가스 용기가 어깨에 명중한 이후 병원에 입원했다. 시위대가 최루 가스를 살포하는 동안, 육군 병사들은 가스 마스크를 나누어 주었다. 시위대 두명이 광장에 경찰이 개입할 때 탈출하던 도중 비계가 붕괴하면서 팔이 부러지고 여러 작은 뼈들이 골절되는 부상을 입었으며 일부 시위대는 보안군에게 돌을 던졌다. 이전에 결정되었던 행정 결정은 5월 31일 "보류"로 선언되었다. 이스탄불 주의 주지사 휘세인 아브니 무트루(Hüseyin Avni Mutlu)에 따르면 63명이 체포 및 구금되었다.
경찰의 최루탄 사용이 "무차별적인 것"에 대해 비판받았다. 튀르키예 내무장관인 무암메르 귈레르(Muammer Guler)에 따르면 과도한 공권력 사용에 대해 조사할 것이라고 말했다. 튀르키예 의사 협회는 눈을 잃은 6명을 포함하여 이스탄불에서만 약 천여 명 가까이가 최루탄이 얼굴에 박히는 부상을 입었다고 전했다.
앙카라와 이즈미르에서도 대형 시위가 발생했다. 앙카라에서는 헬리콥터가 시위대에게 최루탄을 발사하는 데 이용되었고 경찰은 전기충격기를 이용하여 상점 내의 시위대를 내쫓았다. 앙카라에서 시위대와 보안군의 충돌은 밤새 지속되었다. 이즈미르에서는 천여 명 이상이 시위를 열어 "어느 곳이나 탁심이며, 어느 곳이나 저항이다", "탁심 저항은 이즈미르와 함께한다", "화학자 에르도안" 등의 시위 배너를 들었다. 이즈미르의 시위대 또한 최루탄, 물대포 등을 통해 무장 경찰이 급습했다.

### 6월 1일
"1시 반을 기해 도시 전체가 반향을 시작했다. 사람들은 냄비, 프라이펜을 두드리고 휘파람을 불며 소리를 냈다."— BBC 뉴스의 한 목격자

 튀르키예 부총리 뷜렌트 아른츠(Bülent Arınç)는 시위대에 대한 최루탄 사용을 반대하며 "쇼핑몰을 원하지 않는 사람들을 설득하는 것을 시도하는 것이 더욱 효과적일 것이었지만, 경찰은 최루 가스를 발사하는 것을 선택했다"라고 말했다.

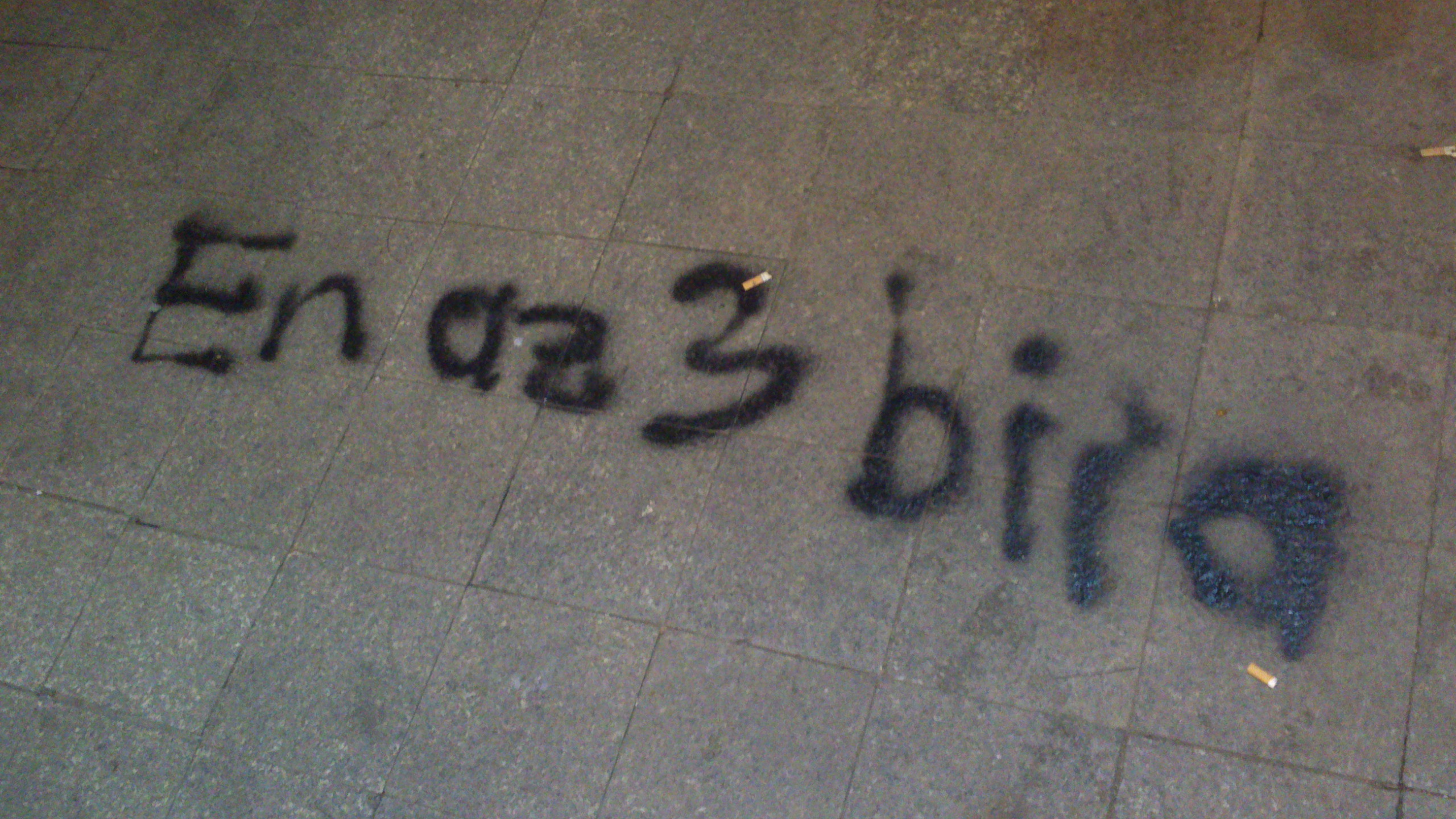
"적어도 맥주 3잔"은 정부의 아동 및 알코올 정책을 보여준다.

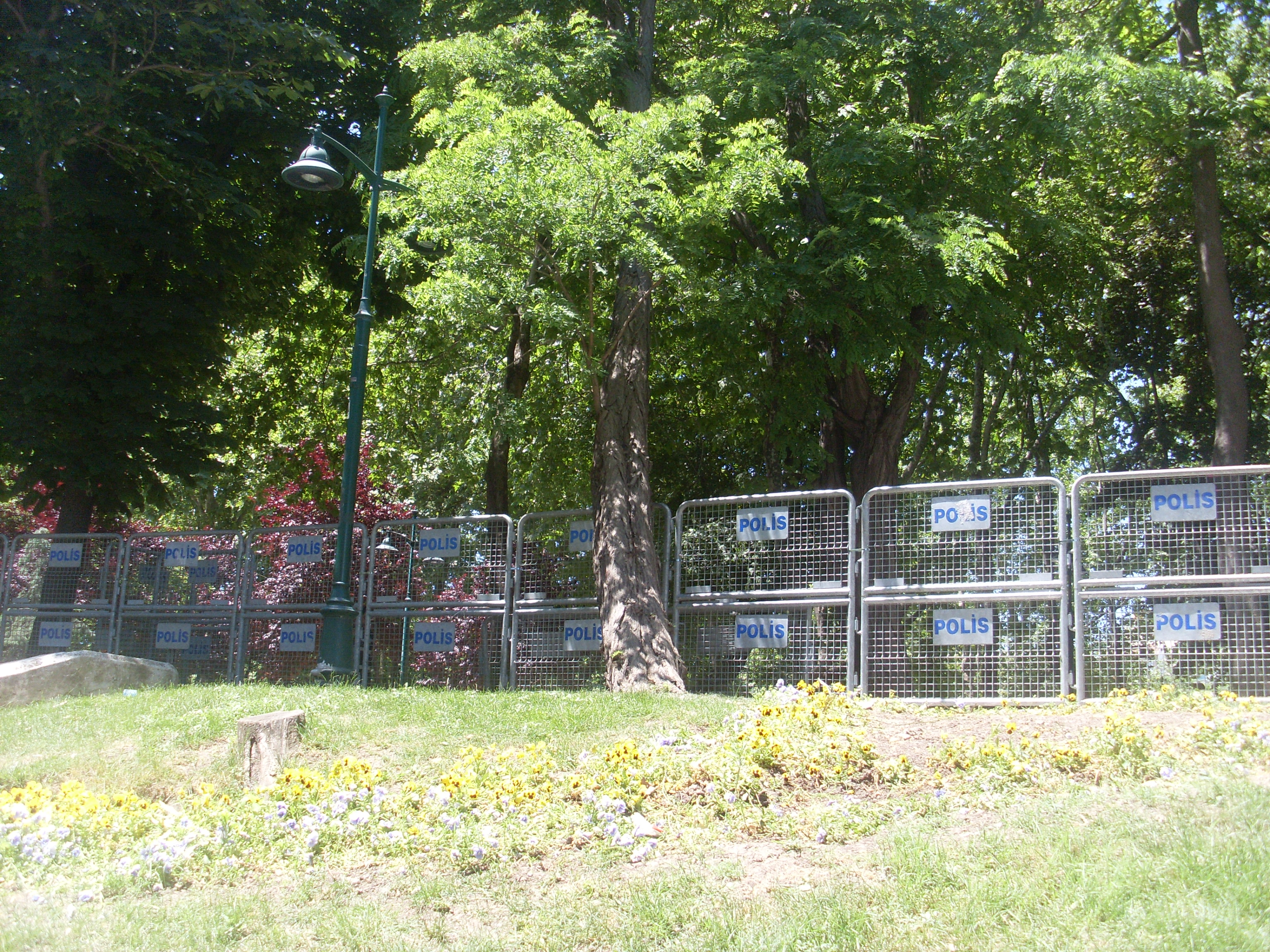
게지 공원을 둘러싸며 바리케이드를 설치한 경찰.

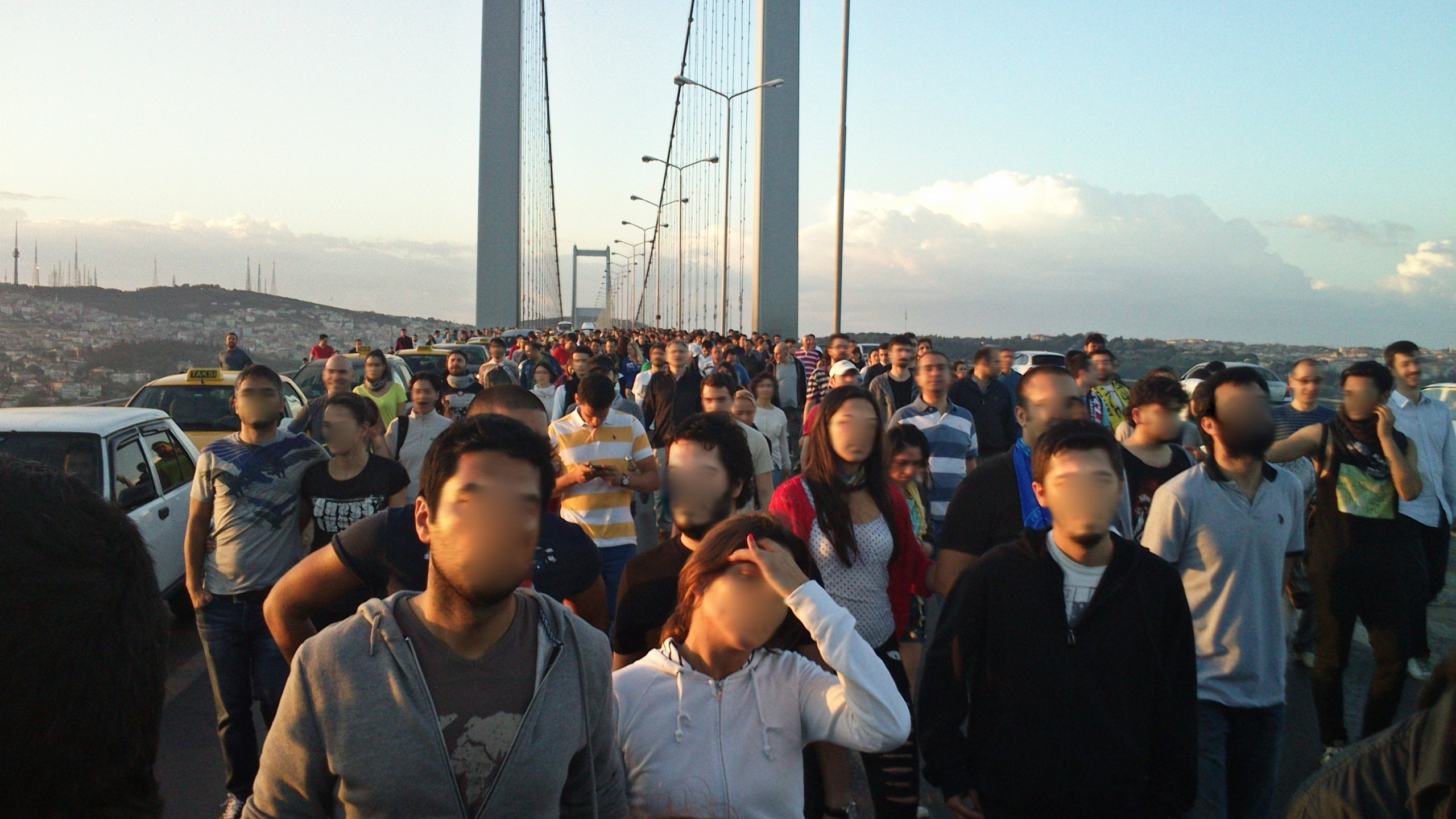
6월 1일 오전 6시의 보스포러스 다리. 카드쾨이(Kadıköy) 시민들은 오전 1시부터 다리를 걷기 시작했다.

이스탄불의 모든 대중교통은 정지되었다. 수천명의 시위대가 카드쾨이(이스탄불의 아시아 부분)에서 보스포러스 다리를 걸으며 탁심의 시위대와 합류했다. 그들은 경찰의 개입을 만났다.
오전 3시 45분에 경찰은 시위대가 있는 탁심 광장에서 철수하기 시작했다. 철수하는 동안, 일부 시위대는 경찰이 최루탄을 사용한 것에 항의하여 보안군에게 물병을 던졌다.
5월 31일 시작된 앙카라의 시위는 계속되었다. 앙카라 크즈래이(Kızılay)의 귀엔 공원에 모인 시위대 또한 경찰이 진압하였다. 크즈래이 광장 도로는 시위대의 진격을 막기 위한 보안군이 폐쇄하였다. 튀르키예 대국민의회의 바쉬바칸르크 코누투(Başbakanlık Konutu) 또한 튀르키예 헌병대의 원조로 증가했다. 보안군은 나중에 크즈래이 광장에서 떠났으며 이후 약 만명의 사람을이 모이게 되었다.
일부 루머로는 경찰이 베시카타쉬(Beşiktaş)의 시위대를 진압하기 위해 새로운 화학물질인 흔히 고엽제라고 부르는 "에이전트 오렌지" 사용한다는 소문이 돌았다. 베트남 전쟁 기간 동안 미군이 사용한 에이전트 오렌지는 사용하지 않았지만 경찰이 시위대에게 사용한 화학물질은 CR 가스 또는 스컹크 무기로 추정된다.
"헬리콥터가 주거 지역에서 경찰이 사람들을 건물 밖으로 내쫓기 위해 최루탄을 발포했다. 유튜브 영상 중 하나는 바리케이드를 공격한 한 시위자가 무장 경찰 트럭에 의해 치인 영상이 나왔다."— 6월 2일 오전 3시 로이터 보도

튀르키예 국무총리인 에르도안은 방송에서 다음과 같은 시위대를 비난하는 연설을 하였다.
"그들이 20명 모일 때, 우리는 20만명을 체포한다. 그들이 10만명 모이면, 나는 나의 당에서 백만명을 모으게 할 것이다."

### 6월 2일
"튀르키예 수도 앙카라의 투나르 지구에 백명의 시위대가 불을 일으켰고, 진압하는 경찰은 다시 최루탄과 후추 스프레이를 발사하면서 젊은이들의 그룹은 이스탄불 총리인 에르도안 사무실 근처에서 돌을 던졌다."— 6월 3일, 로이터 보도.

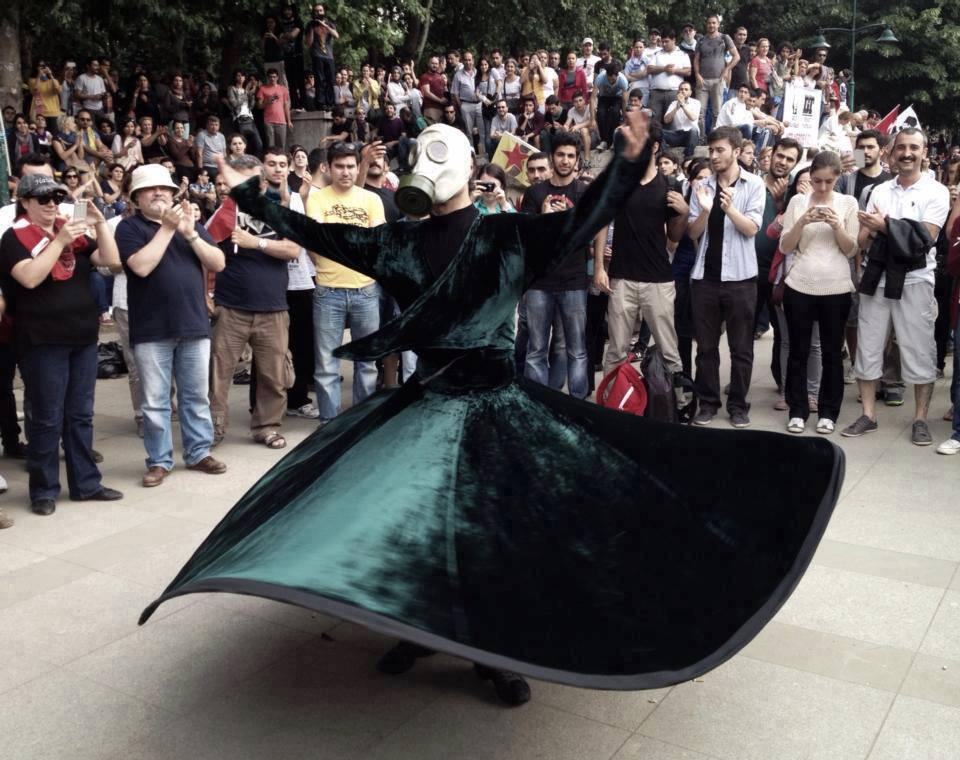
6월 2일, 앙카라에서 수피즘교도가 가스 마스크를 쓴 채 돌고 있다.

경찰의 폭력성을 보여주는 다양한 동영상들이 웹 사이트로 유포되기 시작했다.
튀르키예 대통령 압둘라 귈은 "중용"을 촉구하는 다른 고위층에게 연락을 했다는 보고가 왔다. 호출 이후, 튀르키예 내무장관 무아마르 귈러는 탁심에서 경찰을 철수하라고 명령했고, 시위대는 다시 광장을 점령했다. 광장의 시위대들은 파편이 산재되어 있는 공원을 청소했다.
그 날 오후, 에르도안은 "나는 탁심의 내 계획을 방해할려는 깡패의 허가를 추구하지 않는다"라고 말했다. 또한, 그는 아타튀르크 문화 센터를 철거하고 그 자리에 오페라 하우스와 모스크를 건설할 것을 제안했다. 또한, 그는 포병 막사는 쇼핑몰이 되지 않을 수는 있지만, 도시 박물관이나 건축 작업이 이루어질 것이라고 말했다.
이즈미르에서는 6월 1일 시위로 오염된 주요 거리와 광장을 청소하는 것으로 하루를 시작했다. 사람들은 거의 5시간 동안 거리를 청소했지만 무리가 있었고 경찰이 주변에 배치되어 청소가 중간에 중지되었다. 곧 군중들의 시위가 커졌다. 경찰은 군중을 해산하기 위해 임의적으로 폭력을 사용했고, 심지어 가로수 길의 십대 소녀들에 대한 폭력을 행사했다. 이즈미르의 보르노바(Bornova)와 알산작(Alsancak) 지역 인근은 오후에 걸쳐 시위대와 진압 경찰 간의 큰 충돌이 벌어졌고, 물대포를 사용하여 마을 중심의 상점이 파괴되었고 수십 명이 경찰에게 체포되었다. 이즈미르의 시장 아지즈 코자오루(Aziz Kocaoğlu)는 시민 의상을 입고 나와 생태주의와 민주주의를 지지하는 사람들과의 시위에 동참했다.
앙카라의 수천 명 시위대는 크즐라이 광장에서 경찰과 전투한 이후 바리케이드에서 물러나기 시작했다. 민간 경찰이 자동차로 시위대에 돌진하는 바람에 시위대중 한 명이 사망했다.
이스탄불의 경찰들은 전날의 아시아사이드의 시위대가 유럽 방면으로 넘어가는 것을 막기 위해 보스포러스 다리를 봉쇄했다. 탁심 광장은 낮은 장력이 남아 있지만, 베탁시스 지역 등 도시의 다른 지역에서 시위대와 경찰 사이의 전투가 일어났다. 시위대는 반복적으로 총리 사무실 근처를 점령하기 위해 노력했다. 시위대 수천명은 이스탄불 미디어 빌딩으로 가서 하베르튀르크(Habertürk)와 같은 총리 인터뷰를 방송했다.
또한, 이 분노들은 특히 시위를 막기 위해 경찰이 주둔한 곳에 경찰을 돕고 있는 민간인들이 나오면서 시작했다. 여러 동영상들은 경찰들이 시위대를 잔인하게 진압하는 도중 경찰을 돕는 무장한 민간인들을 볼 수 있었다. 동영상과 사진에는 정의개발당(AK PARTI)의 젊은이들의 모임인 젠츠니크 콜라르(Gençlik Kolları)의 회원들도 볼 수 있었다. 이 들은 칼이나 몽둥이를 들고 시위대를 폭행하기까지 했는데, 경찰은 이들을 단속하지 않았다. 경찰이 AK당의 젊은이들을 이용하면서 경찰에게 더욱 더 큰 분노를 야기시켰고 결국 베식타시 팀의 서포터인 차르쉬 (CARSI)가 탁심에 있는 포크레인을 바리케이드로 가지고 내려오면서 경찰이 후퇴를 하기까지 한다. 결국 경찰은 폭력적인 진압을 더욱 강화 시키며 시위대를 해산시켰다.
폭력적인 시위대와 경찰 간의 대립이 이루어지고 있는 도시가 시리아 국경 근처의 아다나와 안타키아로도 퍼졌다.
에르도안은 이 시위에 대해 계속적으로 야당의 공화당 정치인들을 비판하면서 소셜 미디어와 트위터의 시위 확장에 대해 "위협"했다.

### 6월 3일

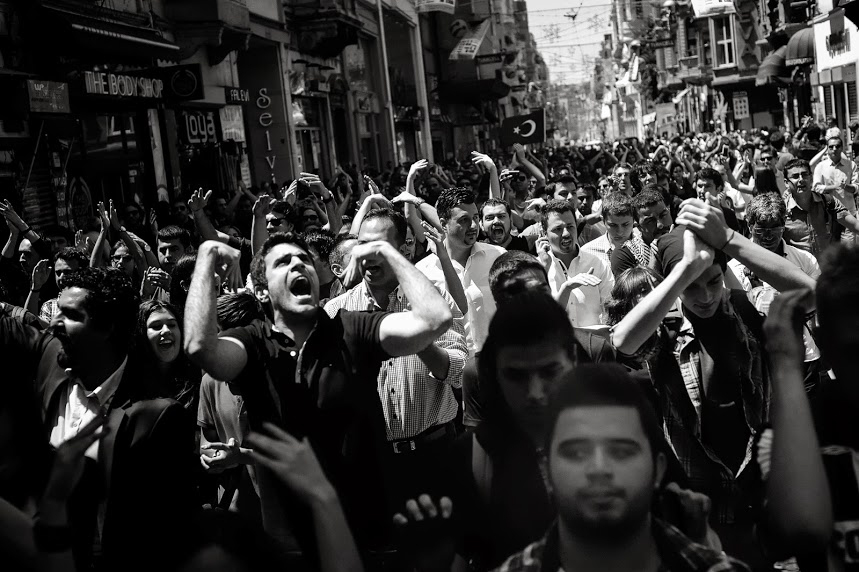
2013년 6월 3일, 시라셀비레르(Siraselviler)에서 탁심 광장으로 향하는 시위대.

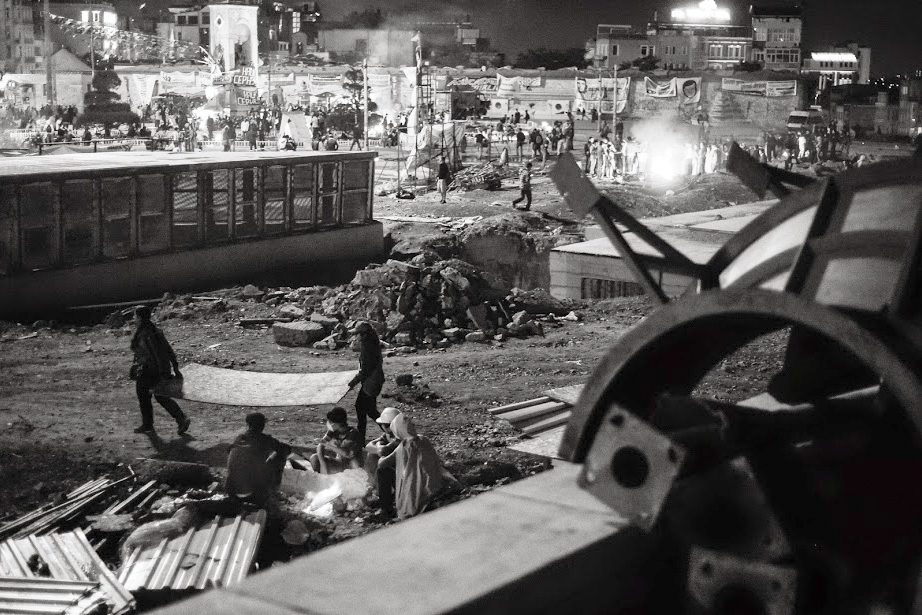
6월 3일 밤, 탁심 광장의 시위대.

밤 동안 경찰은 폭동을 진압한다는 이유로 민간인 가정에 최루탄을 조준 발사했다. 이스탄불 전역, 앙카라, 이즈미르 및 안탈리아 등 다른 지역에서도 밤 내내 충돌이 계속되었다. 경찰은 돌마바흐체(Dolmabahce) 지역과 일부 지역에서 AKP 지지원들과 함께 비무장 시위대를 구타했다. 관광객과 시위대가 구급차의 심각한 부족으로 인해 사원에서 치료를 받고 있다. 경찰은 바흐체세히르 대학(Bahcesehir University)을 최루탄을 이용하여 점령하고 학생 수백명을 체포했다. AKP 동조자들은 이즈미르의 거리에서 남성과 여성들에게 칼을 휘둘렀다. 베삭시스 부근의 이날 이른 시간, 여러 명의 트럭 운전사가 경찰의 물대포와 최루탄로부터 보호하기 위해 트럭을 몰고 시위대를 보호하며 시위를 했다.
어나니머스와 레드핵(RedHack)은 반튀르키예 사이버 운동을 시작했고, 대통령 웹 사이트 등을 해킹했다.

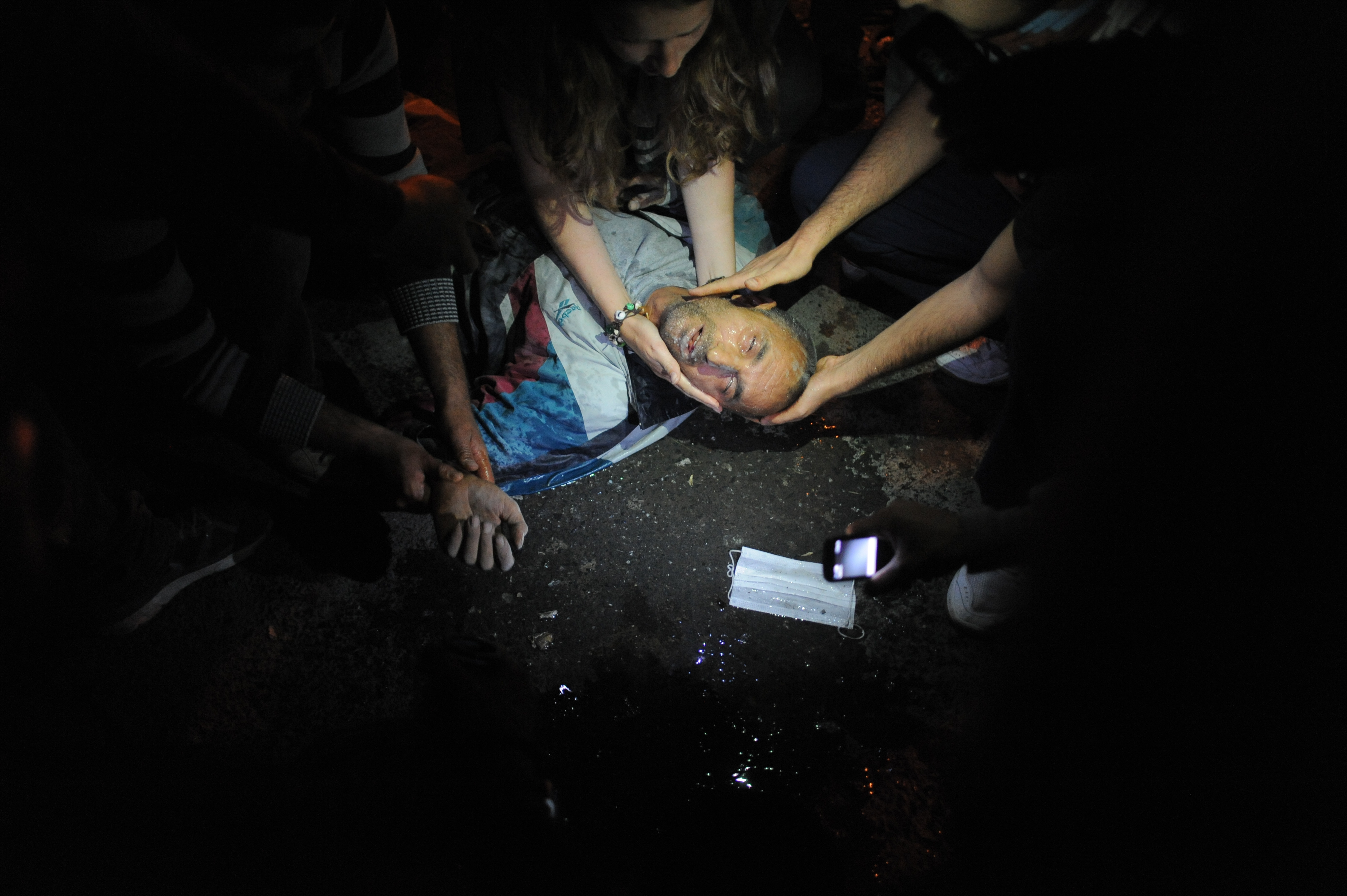
6월 3일 밤, 부상을 입은 시위대.

튀르키예 변호사 협회(TBB)의 의장인 메틴 페이지오그루(Metin Feyzioglu)는 경찰이 진료소를 대상으로 환자와 의사들을 향해 최루탄을 발포했다고 주장했다.
튀르키예의 부총리이자 에르도안과 친한 친구인 압뒬라티프 셰네르(Abdüllatif Şener)는 에르도안과 Halk TV 라이브로 전화 연결을 하여 게지 공원을 철거하고 쇼핑몰을 건설하면 그것은 오직 위법 행위로만 가득 찬 것이라고 전했다. 이 단어로 인해 부총리는 시위대 지지 선언을 하였다. 또한, 그는 에르도안이 3일간 해외 여행을 한다는 소식을 듣고 "에에르도안은 원래 이런 일이 있을 때마다 멀리 떠나는 성격이 있다."이라고 말했다. 그는 연설을 한 직후 압뒬라티프 셰네르의 트위터가 화제가 되었다.
에르도안은 튀르키예를 떠나 6월 3일부터 6일까지 북아프리카 국가를 여행할 계획이라고 말했다.
튀르키예 혁명 노동 조합(DISK), 튀르키예 공무원 노조 연맹(KESK). 튀르키예 교육 과학 노동 조합(Eğitim-Sen)은 "국가의 테러"에 대항하여 총파업을 할 것이라고 선언했다. 여러 노동자 시위대들은 근무를 마친 후 시위에 합류했다. 여러 시위들은 참여율을 높이기 위하여 밤에 열렸다. 이날 오후, 수만 명의 시위대가 앙카라 및 이즈미르의 거리에 시위를 벌였다. 앙카라 경찰들은 도시 중앙 지역에서 시위대를 내쫓기 위한 노력으로 시위대 머리에 가스 수류탄 수십 발을 발사했다. 이스탄불 대학의 카페라티아는 마스락 지역의 시위대를 치료하기 위한 임시 진료소가 되었다.
이날 밤, 블룸버그 텔레비전(Bloomberg Television)의 알리 일리산 바롤(Ali İhsan Varol)이 주연하는 텔레비전 게임 쇼 켈리메 오유누(Kelime Oyunu, "Word Game")에서는 자동으로 미디어 검열을 폐지하고 질문과 대답에 대해 시위 관련 사항을 올림으로서(예: "gazmaskesi", gas masks) 시위를 지원했다.

### 6월 4일
이스탄불에서 하룻 동안 계속 충돌이 발생했지만, 경찰은 게지 공원의 바리케이드를 통과하는 것을 시도하지 않았다. 일부 관찰자들은 월 가를 점령하라와 같은 인프라의 흔적도 보며 "완벽하게 작동하는 주방 및 응급실이 있다 ... 공원 뒷 쪽의 버려진 매점에 차려놓은 것이었다." 라며 시위대들은 사람들의 여행 경비로 기금을 모아 만들었다. 임시변통의 "시위대 도서관"도 만들며 제브넴 페라쉬(Şebnem Ferah)와 공연을 열기도 하였다.
지역 뉴스는 CHP당 강세의 안탈리아 지방에서는 소방차의 물대포를 사용하는 것을 거부했다고 전했다. 그러나, 친정부 성향의 주지사가 이를 어겼다. 앙카라에서 이름 아침에 수천 명의 학생이 등교를 거부하고 행진에 나섰다. 경찰차들은 그들을 따라가면서 학생들에게 "불법 행위"를 중단하고 즉시 학교로 돌아가라고 경고했다. 시위는 오후에 커지며 저녁에는 수만 명이 바트켄트(Batıkent) 지역을 행진했다. 밤에는 시위대 수천 명이 크잘라이(Kızılay) 지역에 머무르면서 최루탄을 발사하는 경찰 트럭 및 물대포를 발사하는 경찰들 분대에 직면했다.
이런 도시 시위들이 결국 에스키셰헤르, 리제, 트라브존, 툰셀리 등의 수십 개의 공원 및 광장에서 열렸다. 다른 도시들은 이른 저녁부터 시위를 시작했다. 툰셀리에서 젊은 쿠드르인 한 명이 머리에 총을 맞고 살해된 것이 확인되었다.
삼순에서는 오후부터 수천 명의 시위대가 AKP 당 본부로 돌진했다. 경찰들은 바리케이드를 치고 항의 농성을 하면서 여러 거리를 봉쇄했다. 삼순의 시위는 밤까지 지속되면서 AKP 당 접근 시도를 계속하였다.
안타키아에서는 전날 압둘라 쾨메르트(Abdullah Cömert)의 사망에 항의하여 대형 시위가 열렸다. 시위대 수만명의 그의 관을 들면서 행진했다. 경찰이 군중을 해산하기 위해 최루탄과 물대포를 사용하며 분노가 커졌다. 바리케이드를 설치하고 경찰이 시위대가 있는 곳으로 이동하려 할 때 시위대와 경찰 간 폭력 사태가 나타났다. 안타키아의 거리에 튀르키예군이 주둔하기 시작했으며 한 시위대가 짧은 거리에서 발사된 가스 용기가 눈에 명중하여 병원에 입원했다.
또한 폭력 사태가 발생하고 있는 툰셀리에서는 시위대가 AKP 당 본부로 전진한 이후 경찰이 여러 장갑차를 동원하여 시위대를 추격했다고 주장했다. 도시에 있는 병원에 최루탄이 발사되어 수십 명이 부상당했다. 휴먼 라이츠에서는 "이 곳은 가자지구와 같다"라는 말을 인용했다. 약 오전 1시에는 시위대가 도시에서 철수했다.
아다나에서는 시위대와 진압 경찰 간 충돌이 발생했다. 장갑차로 무장한 경찰이 카심 귀레크 다리(Kasım Gülek Bridge)의 군중에게 최루탄을 발사했다.
어나니머스는 튀르키예 정부와 친AKP 당 미디어 웹 사이트 150개를 해킹했다.
이즈미르에서는 16명의 사람들이 소셜 미디어로 "사람들에게 반란을 권유"했다는 이유로 체포되었다.

### 6월 5일

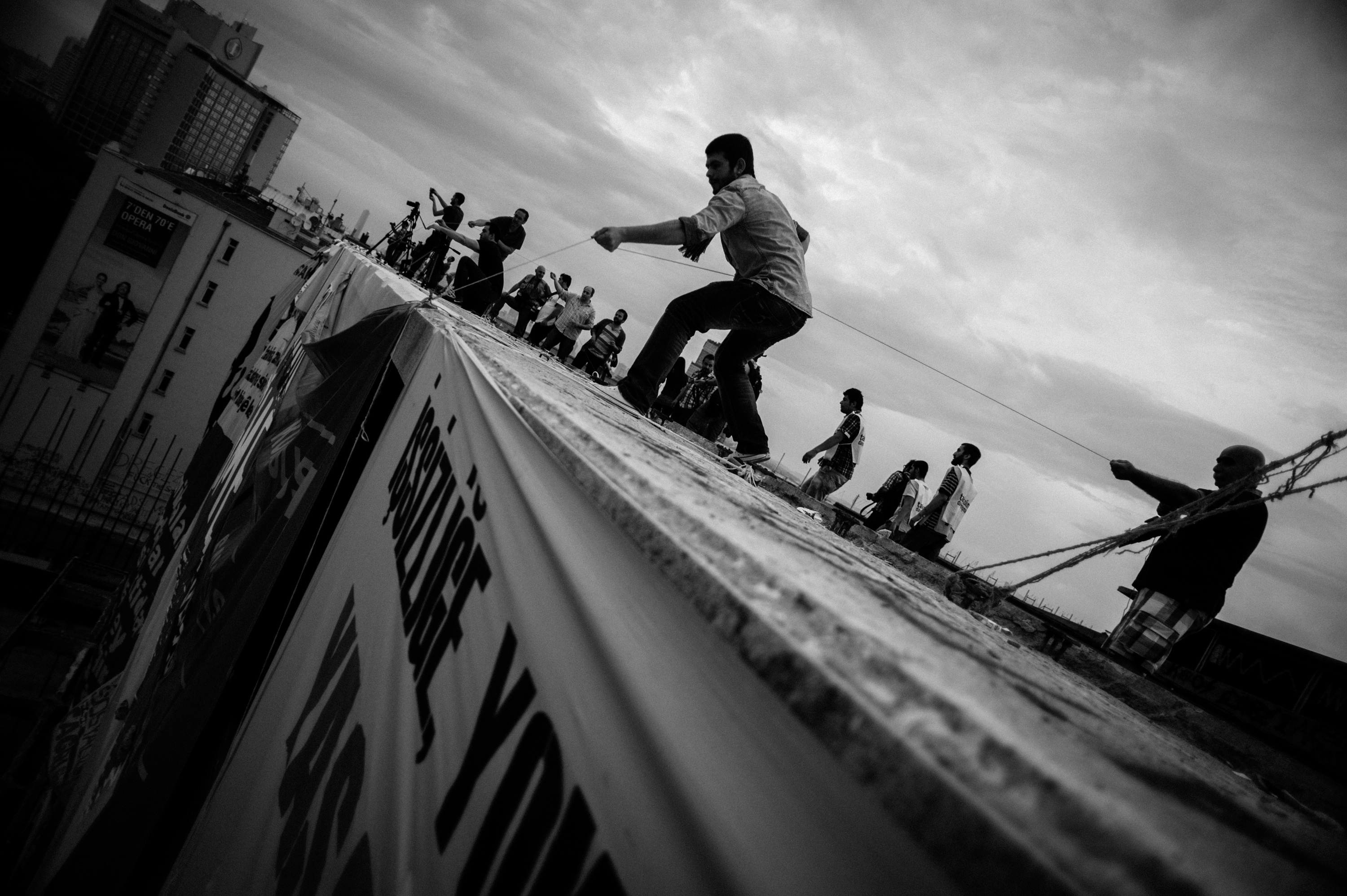
6월 5일, 탁심 광장과 주변 건물을 점령한 시위대.

이즈미르에서만 "사이버 범죄"라는 명목으로 경찰이 38개 지역에서 "사람들에게 트위터로 시위를 촉구했다는 죄"로 24명이 체포되었다.
어나니머스는 튀르키예 총리 웹사이트의 모든 이메일 및 네트워크 모든 사용자 이름을 비밀번호 없이 공개했다. 같은 순간 시리아 전자군(Syrian Electronic Army)이 튀르키예 총리 네트워크를 해킹하여 전자 메일 계정 및 암호 정보를 발표했다.

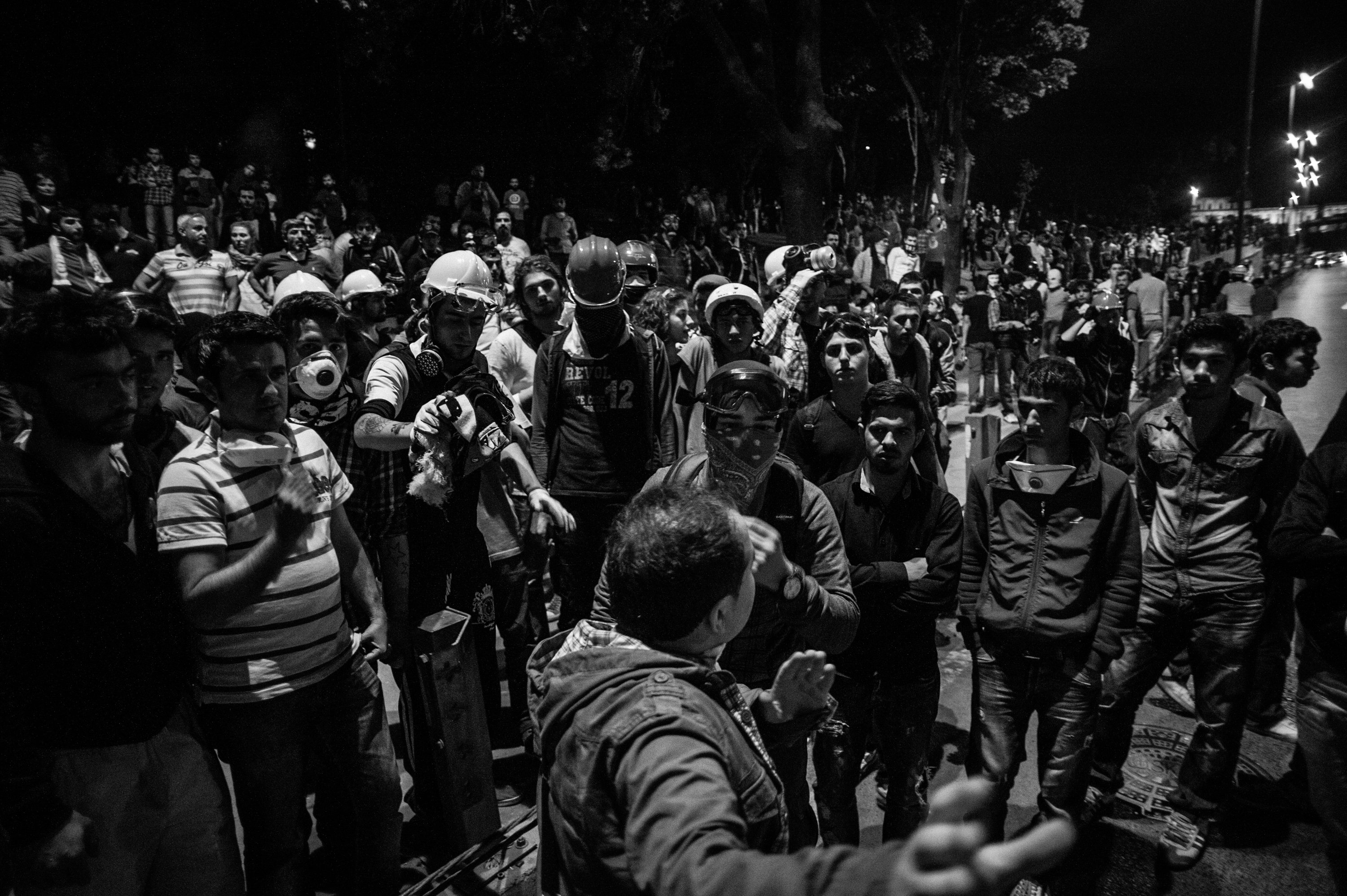
6월 5일, 최루탄 공격을 받은 후 다시 공격을 준비하는 시위대.

노벨 문학상 수상자인 오르한 파묵은 쥐트도이체 차이퉁과 가디언 지에서 총리의 억압주의와 권위주의를 비판하는 사설을 올렸다.
아침 늦게부터 도시 근로자, 교사, 변호사 등 몇몇 조합이 파업에 들어가기 시작했다. 앙카라, 이스탄불, 바프라, 코제리, 안탈리야, 기레순, 호파, 시르트 등의 도시에서 다른 시위대와 함께 행진했다. 저녁에 탁심 광장의 시위대 수는 시위가 시작된 이후 최대치를 이루었으며 같은 날 총리 에르도안은 귀국하기로 예정되어 있었다.
저녁에 크즈래이(Kızılay) 광장에 약 만명 정도의 시위대가 모였다. 오후 늦게 경찰은 시위대에게 최루탄과 물데포로 시위를 해산시키려 했다. 이 때 일부 사람들이 부상을 입었다. 저녁 내내 앙카라 다른 지역에서도 시위가 발생하였고 주로 평화적인 행진 형태였지만 몇몇 지역은 경찰이 물대포와 최루탄을 사용하여 시위대와 충돌했다. 앙카라의 우루살 카날(Ulusal Kanal) 방송의 카메라맨 세르칸 뱌라크타르(Serkan Bayraktar)와 우루살 카날 대표 무스타파 카야(Mustafa Kaya)가 체포되었다.
리제(에르도엔의 가족이 거주하는 지역)은 AKP 유권자들이 시위대를 공격하여 여러 사람에게 부상을 입혔다. AKP의 공격자들 수십 명이 한 여학생을 심하게 폭행한 이후, 시위대가 개입하여 근처 가게로 탈출하자 공격자들이 가게 앞에 남아 있는 동안 시위대들은 구호를 외치며 전진했다. 구급차가 여성을 데리고 떠났을 때, 시위대는 AKP 공격자들을 공격하고 건물을 떠났다. 리제의 AKP 의원에 따르면, 공격자들은 "알 수 없는 집단"이라고 말했다.
안타키야에서는 저녁에 수천 명이 압둘라 쾨메트 기념 뮤지컬 공연장에 행사를 하면서 중앙 광장에서 촛불 시위를 벌였다.

### 6월 6일
밤까지 탁심에는 수만 명의 시위대가 남아 있었다. 이 날은 이슬람의 주일이였기 때문에, 시위대는 경찰과의 충돌을 원하지 않았다. 시위 첫 번째 밤에는 충돌이 배탁시스 지역 아래로 향하지 않았다. 체포된 이들 중 한 명을 제외한 모두가 특정 트위터 메시지를 보낸 그 날 밤에 체포되었다. 에르도안은 시위가 비민주적이고 극단주의에 의해 조작되었으므로 무효이고 시위대는 "이 중에 극단주의자와 테러리스트가 있다"라고 말했다. 그는 재개발 계획이 진행될 것이라고 말했다. 이 말이 방송된 직후, 튀르키예 주식은 5% 하락했다.
에르도안이 해외 여행을 마치고 저녁에 귀국할 때, AKP 지지자들은 SMS 및 버스 홍보를 하며 아타튀르크 공항에서 지지사 수천 명을 모이게 했고 이스탄불 지하철이 오전 4시까지 연장되어 AKP 지지자들을 쉽게 모이도록 했다. 군중들은 "우리는 당신 에르도안을 위해 죽을 것이다", "모두 분쇄하러 가자" "우리가 가자, 탁심을 분쇄하자"라는 구호를 외쳤다.

### 6월 7일

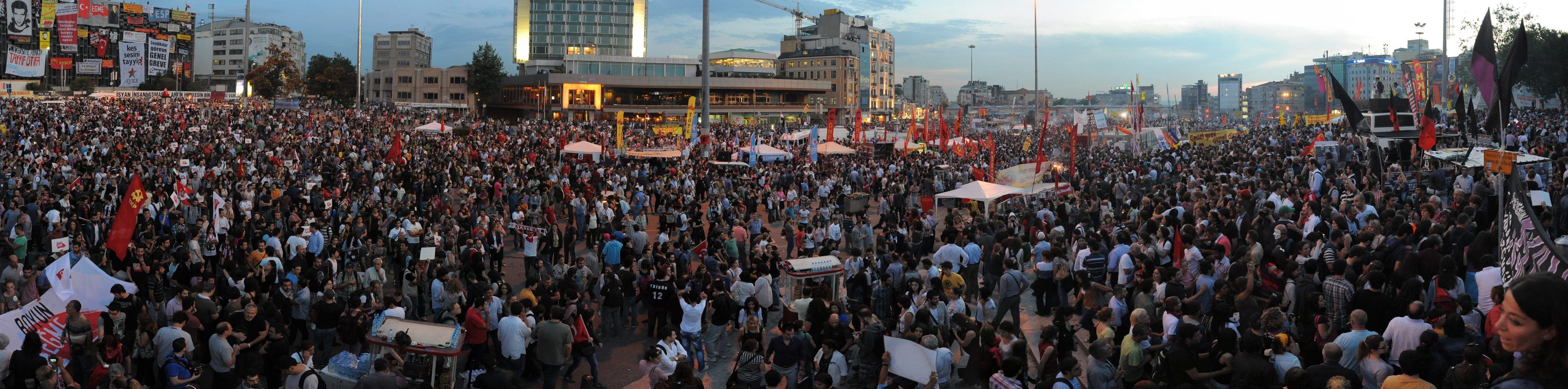
6월 7일, 탁심 광장 시위대의 파노라마 사진.

이그디르 주 AKP 국회의원 메메트 소위크(Mehmet Soyuk)는 에르도안에 항의하며 사퇴했다. 시위 그룹들을 압툴라 쾨메트 영광의 게지 공원에서 "반자본주의 무슬림"이라고 불렀다.

### 6월 8일

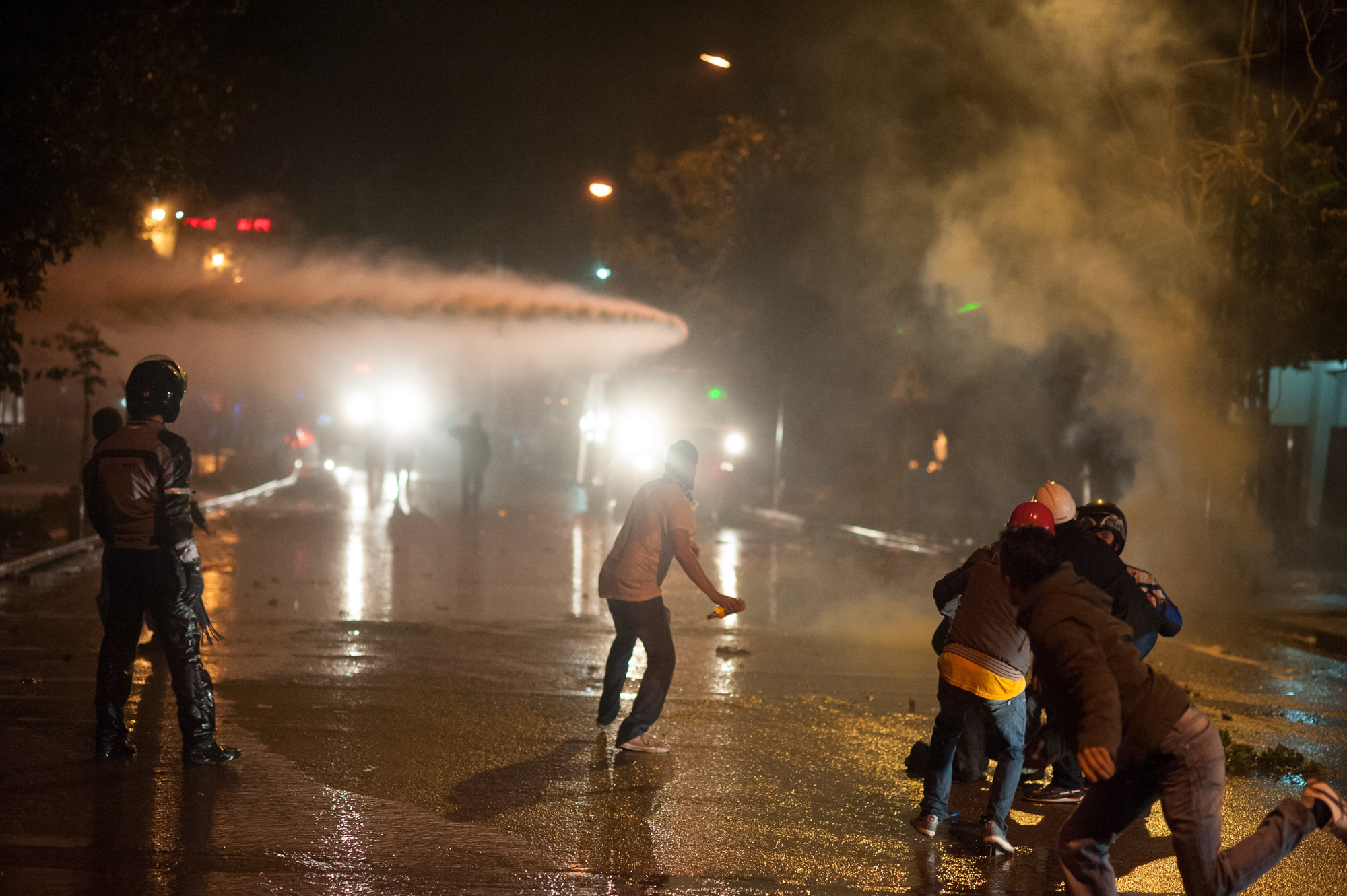
6월 8일, 앙카라의 시위대와 경찰 충돌.

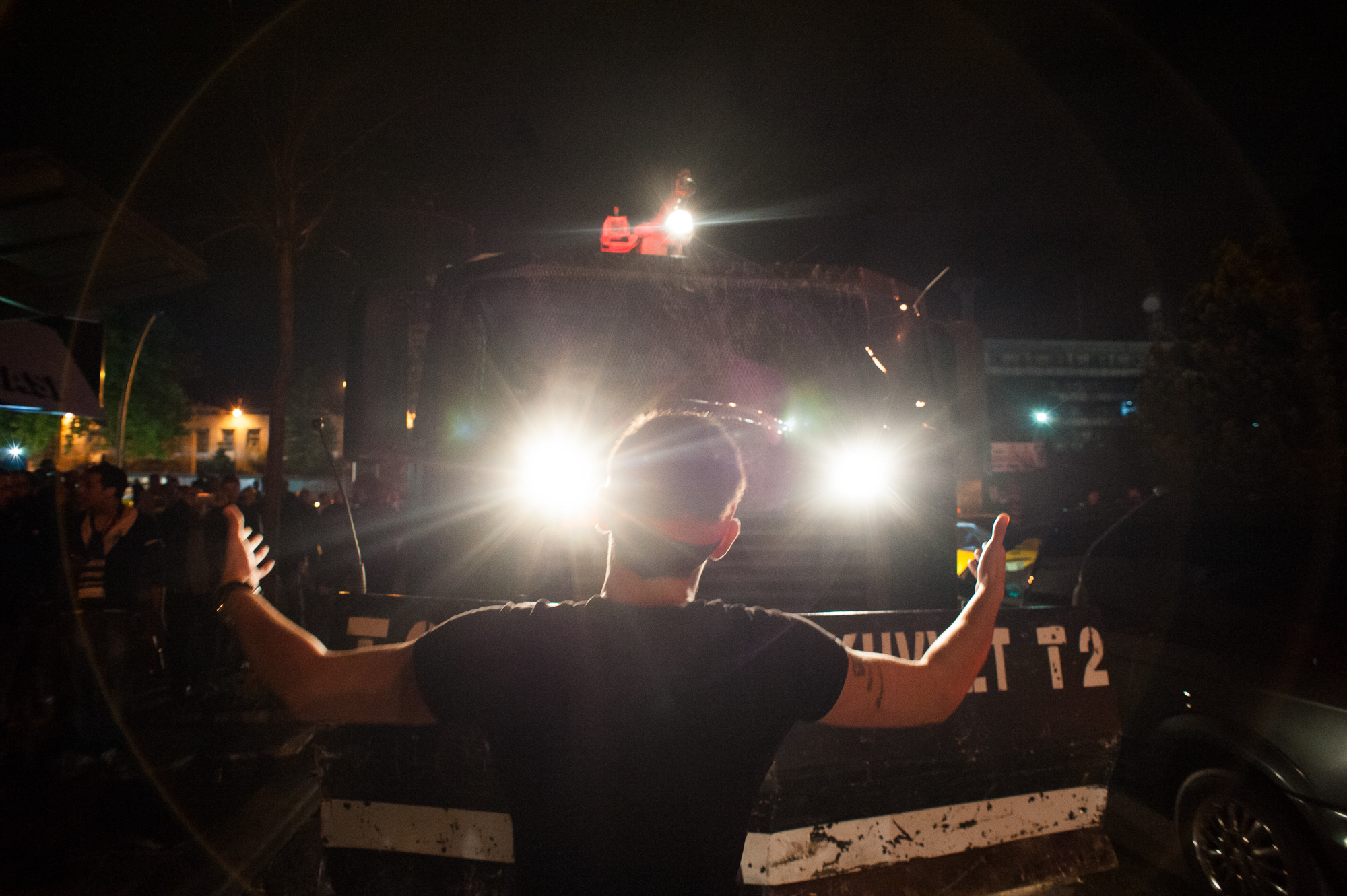
6월 8일 밤, 앙카라에서의 시위대와 경찰의 충돌

주요 시위 장소인 탁심 광장에서는 시위가 계속되었다. 또한 시위대는 아타튀르크 문화 센터에서 플레어를 터트리며 협력을 다졌다.
AKP는 6월 15일에 앙카라, 6월 16일에 이스탄불에서 두 번의 "단결과 연대" 집회를 열기로 결정했다. 에르도안은 "우리들은 몇몇 약탈자 같은 짓을 하지 않는다. 그들은 불을 붙이고 파괴한다. 그것이 약탈자의 정의이다."라고 말했다.
잡지 이코노미스트에서는 "AKP의 포위전에 가까운 이 대응은 당 지도부가 영향력을 가진 다른 공개적으로 깨트리기 서로 싫어하지만 에르도안의 권력과 그의 비타협적인 자세에 대해 걱정된다"라는 글이 올라왔다.
4시간 동안 이뤄진 AKP 당 대표부 회의에서 선거 준비 등 다양한 시나리오가 오고갔으나, AKP의 에르도안 대통령 공천이 지연된 것을 보아 이 4시간 동안 에르도안 총리가 잠재적으로 소셜 미디어 검열을 강화하는 법안에 대해 논의된 것으로 생각된다. 회의 이후 그는 공개적으로 사임하지 않을 것이며 교착을 깰 만한 조기총선(snap election)의 선출을 하지 않을 것이고 결국 2014년 3월 지방 선거에서 선출하는 것으로 합의했다.

### 6월 9일
에르도안은 아다나의 연설에서 "인내에는 한계가 있다"라고 친정부 지지자들에게 말했다. AKP 동조자들은 반정부 시위대들에게 돌을 던졌다.
경찰 노조인 엠니예트 센(Emniyet-Sen)과 프랑크 세자르(Faruk Sezer)에 따르면, 이스탄불에서만 적어도 6명의 경찰이 매우 힘든 업무 강도로 인해 자살했다고 밝혔다. 그는 이 말을 참조하며 다음과 같이 말했다. "당신이 보고 있는 폭력의 끝은 경찰에 의해 받은 폭력이 반영된 것이다. 그들은 단지 시위대의 폭력 대상이 될 뿐 아니라, 120시간 연속 근무, 오래된 음식 등을 제공받고 있다. 경찰들은 이미 폭력에 노출되고 있다." 경찰은 자살이 일어난 것은 인정했지만 지난 2주 사이 연속적으로 진행되었음에도 불구하고 시위와의 관계를 부인했다.

### 6월 10일
튀르키예 야당인 공화인민당(CHP)의 케말 키리카다로욜루(Kemal Kilicdaroglu)는 의도적으로 긴장을 고조시킨 에르도남을 비난하고 튀르키예가 "전투 태세"로 진입했다고 말했다.
평가기관 무디스는 튀르키예에게 지속적인 시위로 인한 중요한 신용 위험이 초래된다고 경고했다.
배우 메메트 알리 알라보라(Memet Ali Alabora)가 게지 공원의 시위대 지원이 위협받고 있다고 말한 이후 예니 제파크(Yeni Şafak) 신문은 그를 정부 전복 음모자라고 말했으며 그의 연극인 미 미뇌르(Mi Minör)를 인용하여 가상 국가인 프리마 정부 센터의 "음표 미를 금지"하는 것으로 말했다.
부총리 아리니크는 에르도안이 6월 13일 수요일 시위대 주최 측과 만나기로 결정했다고 말했다. 또한 그는 정부가 더는 "불법 행위"를 견딜 수 없으며 탁심과 게지 공원의 동반 시위가 주말에 끝날 것임을 암시했다.

### 6월 11일

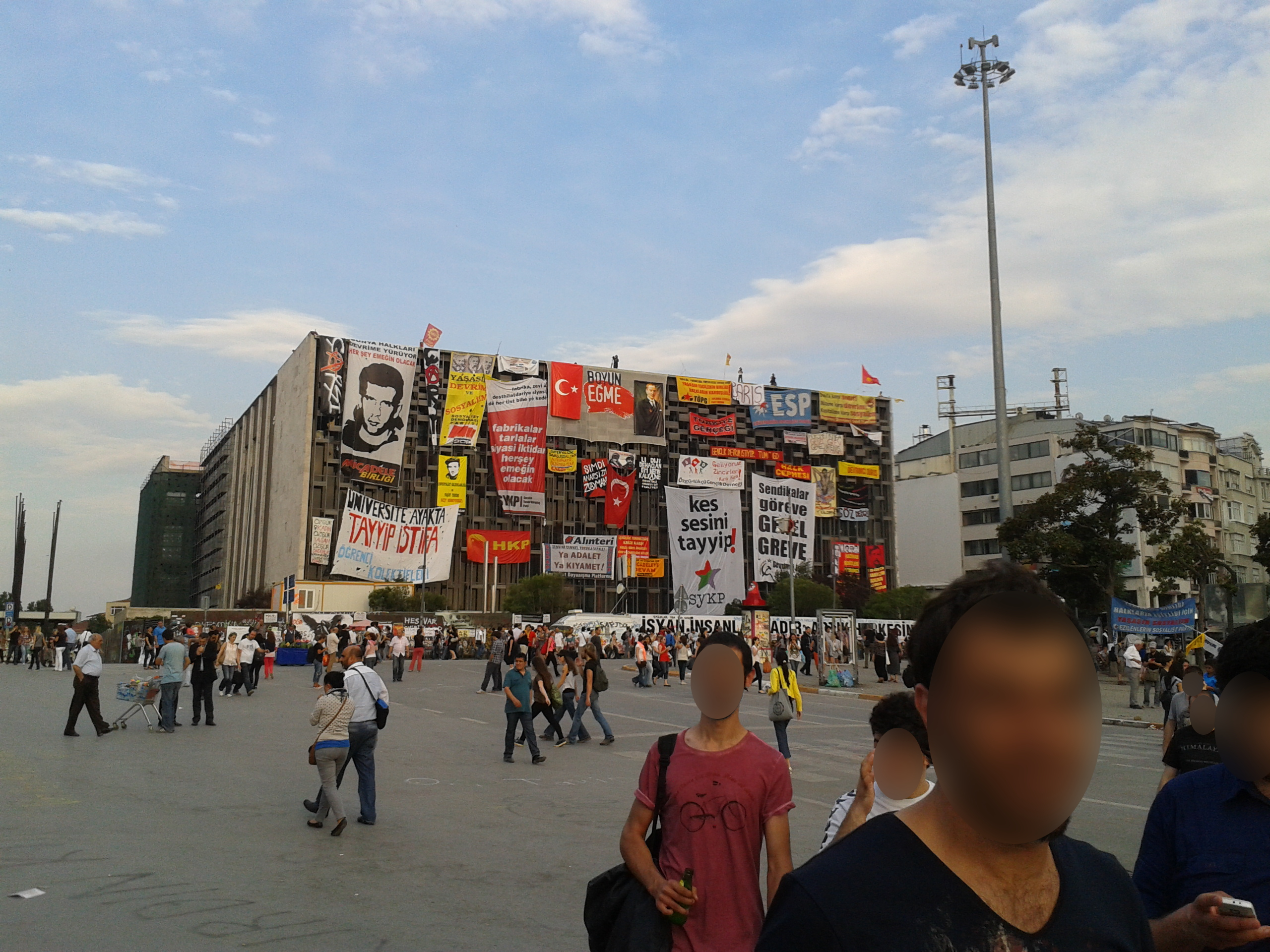
6월 7일 아타튀르크 문화 센터의 포스터와 배너.

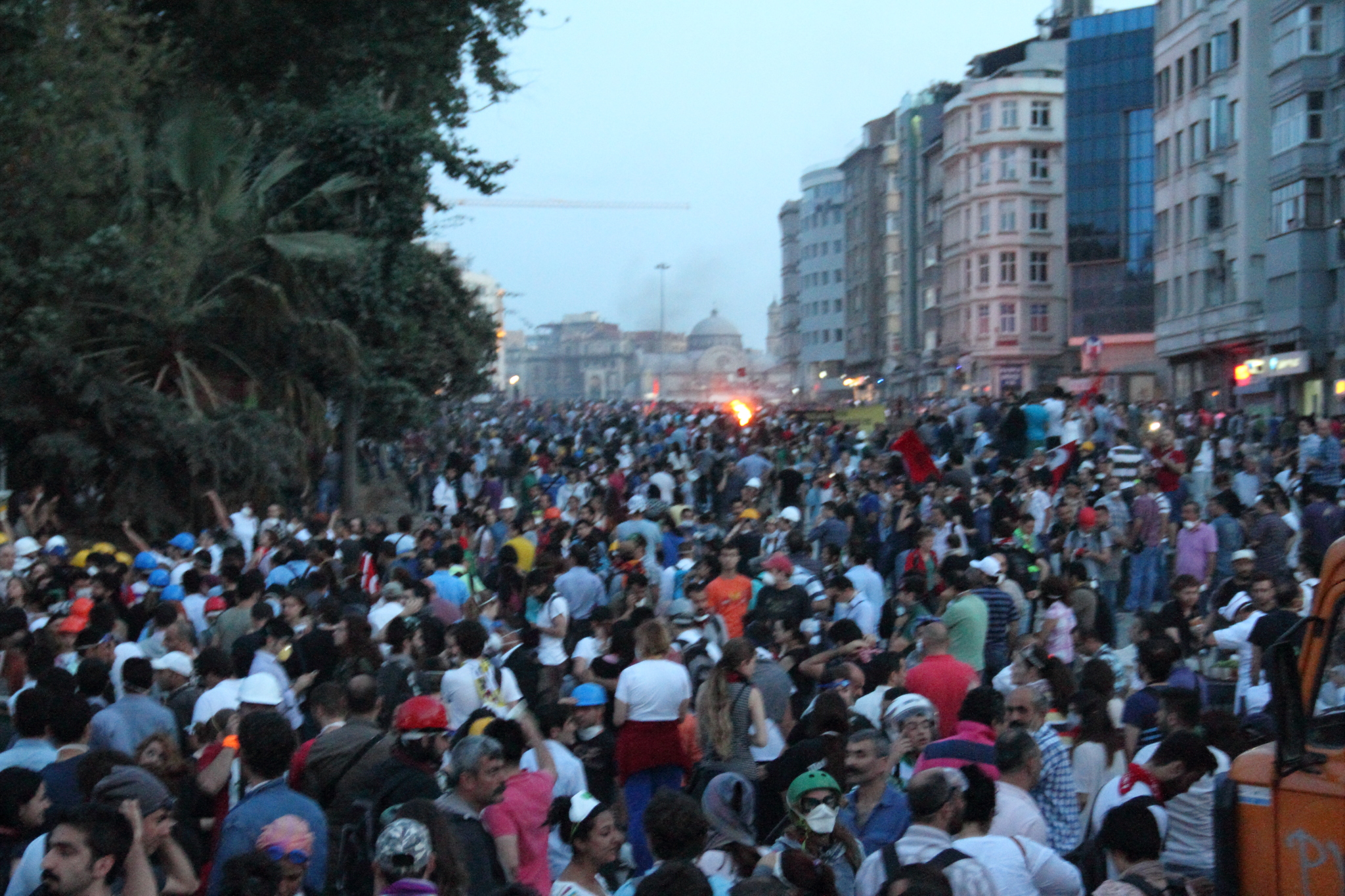
6월 11일, 게지 공원의 시위대.

경찰은 6월 1일 이후 광장을 떠났다. 그러나 오전 4시 시위대에 의해 만들어진 탁심 광장 주위의 바리케이드는 수백 명의 경찰에 의해 파괴되었고 다시 최루탄을 발사하여 민간인들을 진압하고 있고 이로 인해 최소한 2명이 심각한 부상을 입었다. 경찰은 오전 7시 30분 광장 일부를 점령하면서 대부분의 시위대는 최루제, 고무 총알과 물대포의 전례 없는 이용으로 인해 후퇴했다. 주지사의 사무실에서는 "아타튀르크 문화 센터와 아타튀르크 동상에 걸린 배너"를 목적으로 진압했다고 밝혔다. 오후 2시 경찰이 게지 공원에 진입하고 약 10분 후 떠났다. 튀르키예 의사 협회(Turkish Medical Association)에서는 이날 하루에만 최루탄으로 인한 두부 외상을 입은 사람들을 포함해 수만 명이 부상을 입었으며 5명은 심각한 상해를 입었다. 에르도안은 경찰 작전을 칭찬하고 이스탄불 시장 물루에게 광장은 "미미한 요소"에서 벗어날 것이라고 말했다.
경찰이 탈환을 시도하는 동안 여러 사람들이 게지 공원과 아타튀르크 문화 센터로 향하는 경찰들에게 완충 영역을 만들고 화염병을 던졌다. 시위대들은 이 사람들을 인정하지 않았다. 나중에 이스탄불 시장은 이 화염병을 이용한 사람들이 사회민주당(SDP) 당원이 이용했다고 주장했으나 당은 이를 부인했다. 사진에서는 화염병을 던진 사람들의 일부가 경찰이 이용하는 것과 같은 복잡한 가스 마스크를 썼다는 것이 밝혀졌다. 가디언 지의 루크 하딩(Luke Harding)은 "그들은 연극을 했다고 의심받고 무능하다. 이들은 로마 시대 공격과 같은 시위대가 같다"며 "이 "시위대"는 사실 중세 시대 비밀 경찰이었으며, 카메라 앞에서 자신의 이익을 위해 그럴듯하게 준비했다"라고 말했다.
페네르바흐체 SK의 축구 팬클럽 컴퓨터가 도난되었다고 보고되었으나, 건물 다른 사무실은 멀쩡하게 있었다.
AKP 대변인은 오직 내일 만날 때에만 "합법적 시위"가 될 것이며 이전에 에르도안과 만난 탁심 연대 위원회 사람들과 만나는 것을 거부했다. 에르도안은 다시 모든 민간인은 거리에서 떠나라는 내용의 연설을 발표했다.
적어도 20명의 이스탄불 자그레얀 정의궁(Istanbul Çağlayan Justice Palace)에서 게지 공원에 대한 언론 발표문을 만든 변호사가 진압 경찰 등에 의해 억류되었다. 이 체포는 많은 부상자와 함께 "매우 잔인했다고" 설명한다. "그들은 심지어 머리를 차면서 변호사들을 땅에 내던졌다. 그들은 우리를 계속 때렸다. 주위에 원을 만들면서 그들은 우리를 때리기만 했다."
오전 8시 20분 경찰이 탁심 광장에서 모은 수만 명의 병력으로 물대포와 최루탄 공격을 시작했다. 휴대 전화 중계용 밴에 화재가 관측되었다. 시위대들은 트위터와 다른 소셜 미디어를 이용하기 위해 휴대전화를 잘 이용했다.
튀르키예 보안부 관계자들은 일반적으로 시위 첫 3일에 경찰이 많은 최루탄을 이용했다고 밝혔다.

### 6월 12일
탁심 광장에서 에르도안의 지속적인 시위를 이제 허용한다는 맹세에도 불구하고 경찰과 시위대 수천명 사이 충돌은 계속되었다. 게지 공원 시위대들이 떨어지는 나무에 맞은 경찰에게 응급 처치를 하였다.
라디오와 텔레비전 최고위원회(RTÜK)는 할크 TV(Halk TV), 울르살 TV(Ulusal TV), 캠 TV(Cem TV), EM TV에 대해 벌금형을 내렸다. "어린이와 젊은이들에게 신체적, 도덕적, 정신적 발달을 해치는" 게지 공원 시위를 방영했다는 이유였다. 어나니머스는 RTÜK의 웹 사이트를 해킹했다.
현재까지 이스탄불, 앙카라, 이즈미르의 변호사 2천명이 전날 체포 사건에 대해 항의하였다.
두 명의 캐나다 방송 협회 기자가 구금되었으며, 캐나다 외무 장관은 이에 우려를 표했다. 그들은 몇 시간 후 석방되었다. 국경없는 기자회는 6월 11일까지 양 측에서 희생양이 되고 있으며 추가 부상자를 보고했다.
국유 기관 아나돌루 에이전시(Anadolu Agency)가 G8의 런던 시위의 광범위한 보고 기능을 만들면서 트위터 #occupylondon 해쉬태그를 만들었음이 AKP 지지자들에게 발견되었다.
저녁에는 탁심 광장에서 수천 명의 관중 앞에서 다비드 마르텔로(Davide Martello)의 피아노 독주회와 함께 콘서트가 열렸다. 이날 저녁에는 경찰 개입 없이 평화 시위가 진행되었다.

### 6월 13일
이스탄불 공원 및 관광 명소는 냄비와 프라이팬을 두르는 소리 외에는 안정되었다. 앙카라, 이스탄불 및 그외 많은 도시들은 시위가 일어나고 있으며 경찰이 개입하고 있다. 한편, 이탈리아 피아니스트인 다비드 메텔레오(Davide Martello)가 탁심 광장의 저녁 콘서트에서 밤 동안 피아노를 연주했다.
총리는 단호한 말을 계속하였으며 튀르키예 정부가 폭력을 인정하지 않은 것에 대해 유럽위원회가 비난했다. 그러나, 공원의 향후 방향을 국민 투표로 결정한다는 결과를 발표했다.

### 6월 14일
정부는 에르도안이 시위대와 만난 이후 게지 공원 프로젝트를 중단한 법원의 결정을 존중할 것이라고 발표했다. 보건복지부는 이스탄불 의료 센터에게 시위 중 응급 처치사 조직에 대해 질문했다.

### 6월 15일
경찰은 정리하기 위해 게지 공원으로 이동했다. 경찰은 디반 호텔(Divan Hotel)의 문을 부수러 시도했고 시위대가 사용하던 응급 센터에 최루탄을 발포했다. 한 목격자는 "콘서트 광장에는 축제 분위기의 사람들과 그의 가족들 수백 명, 잘 알려진 뮤지션들이 있었고 경찰은 이들에게 갑자기 사방에서 물대포와 최루탄을 던졌다"라고 말했다. 반복적으로 경찰이 디반 호텔 로비에 최루탄을 던진 이후 시위대는 피난처를 점령당했다. 독일 동맹 90/녹색당의 정치인이자 두개 당의 국회의원인 클라우디아 로흐(Claudia Roth)는 디반 호텔에서 있었고, 경찰에 의해 최루탄 피해를 입고 그녀는 "마치 전쟁 같다"라고 표현했다.
"이것은 마치 전쟁 같다. 경찰은 사람들을 거리로 내쫓고 최루탄을 조준 사격해서 진압하고 있었다."— 클라우디아 로흐, 병원에서의 증언.

CHP 의장 케말 크르체다로율루(Kemal Kılıçdaroğlu)는 이 사건을 "인류에 대한 범죄"라고 표현했다. 유럽 연합 장관 에그멘 바지그스(Egemen Bağış)는 공원과 광장이 점령된 이후 탁심 광장의 모든 사람이 테러리스트 취급되었다고 말했다. 경찰은 밤 늦게 보스포러스 다리를 통과할려던 시위대에게 최루탄을 발포했다.
아마시아 튀르키예 대국민의회의 의원인 라미스 토팔(Ramis Topal)은 디반 호텔에서 올라가며 탈출할려던 사람들 때문에 코가 부러졌다고 말했다. 그는 경찰관이 자신의 얼굴을 향해 헬맷을 던졌다고 말했다. 튀르키예 주요 야당인 민주공화당(CHP) 의원들은 앙카라에서 수천 명의 시위대에 대해 경찰의 개입을 막기 위해 농성을 시작했다. 튀르키예 헌병대는 추가 물대포과 인력 공급을 신청했다.

### 6월 16일

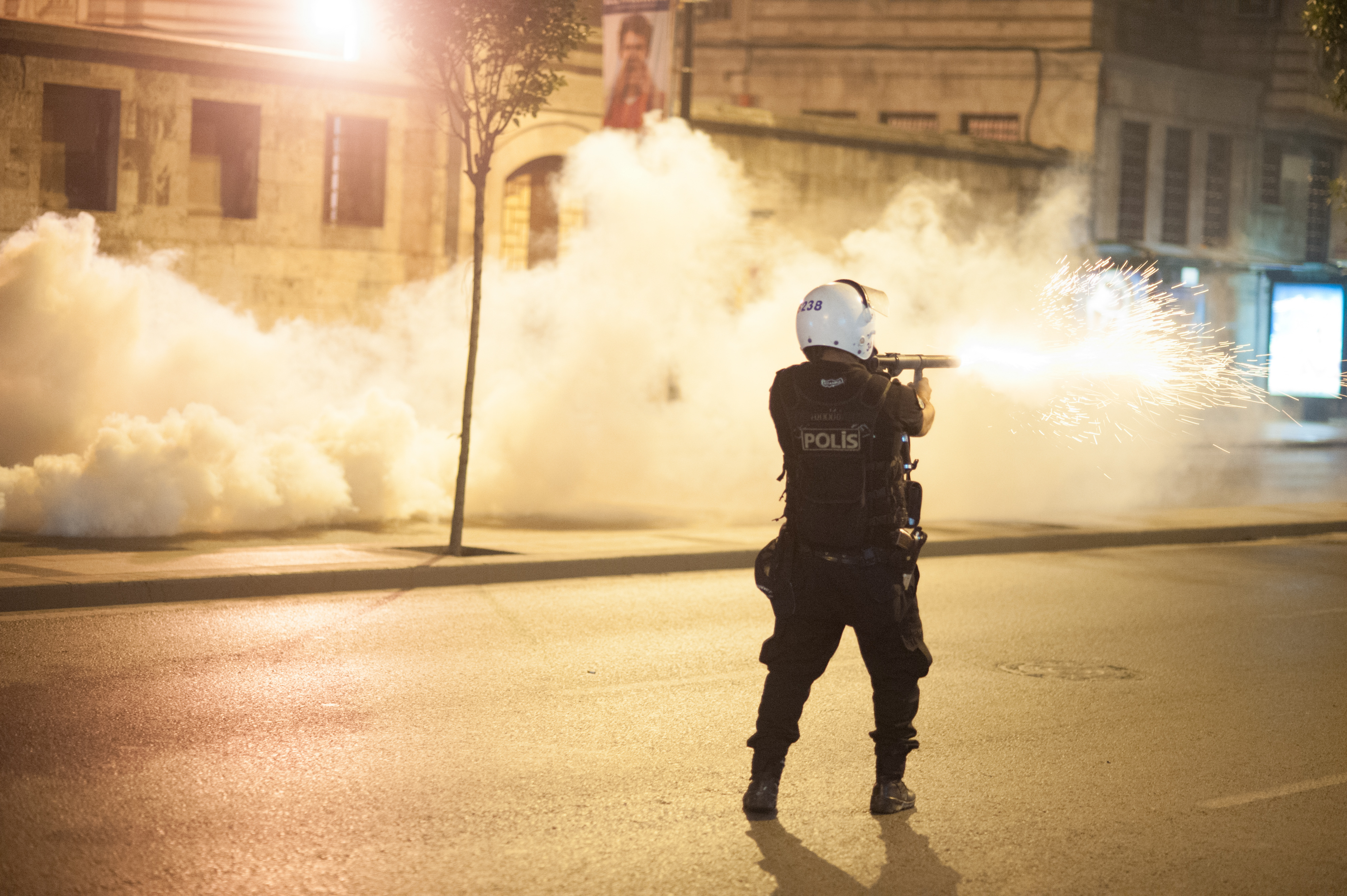
6월 16일, 탁심 광장에서 최루탄을 발사하는 경찰.

경찰은 탁심 광장을 점령했다. 누구도 탁심 광장과 게지 공원에 진입할 수 없게 되었다.
앙카라에서 머리를 맞아 죽은 다음 날 열린 에뎀 사르쉬뤼크(Ethem Sarısülük)의 장례식은 경찰에 의해 차단되었다. 경찰들은 영구차를 포위했다. 그의 가족, 친구, 변호사와 동료 시위대는 에뎀 사르쉬뤼크를 위해 앙카라 크즐바이 광장(Kızılay Square)에서 시위를 가졌다. 사람들은 그가 경찰에 의해 체포된 장소에서 그를 기념하기 위해 빨간 카네이션을 올리기로 계획했었다. 그러나, 앙카라의 시위는 여전히 계속되었고 경찰은 최루탄과 물대포를 계속 사용했다.
또한, 경찰은 라마다 호텔 내에서 부상자를 치료하던 의사를 억류했다. 베식타시 JK의 악명높은 극단주의 팬클럽 차르쉬(Çarşı) 회원들이 가택구금 처리되었다.

### 6월 17일
경찰은 이스탄불에서 무력을 이용하여 게지 공원과 탁심 광장을 점령했다. 모든 사람들, 심지어 기자들도 경찰의 임의적인 폭력 사용으로 피해를 입었다. 정부 관계자는 공원이 "폭력 행위가 진압된 이후"인 6월 15일부터 공개적으로 개방되었다고 말했다. 그러나, 경찰의 진압 이후 경찰을 제외한 누구도 공원에 접근할 수 없었다. 진압 전에는 누구나 공원과 광장에 접근할 수 있었다. 이 말은 소셜 미디어에서 비판되었다.
수만 명의 시민들이 이스탄불, 앙카라, 이즈미르, 안탈리아, 메르센, 시노프, 이즈미트, 아다파자리, 삼순, 니데, 마니사, 안타키야, 툰젤리, 시바스, 에스키셰히르에서 시위를 일으키고 있고 노동자 수천명도 파업을 선언하며 시위에 가담했다. 이러한 시위와 파업은 하루 종일 계속되었다.
이날 저녁 베식타시의 팬클럽 차르쉬 회원들이 게지 공원이 다시 점령될 때까지 베시카타쉬의 아바사가 공원(Abbasağa)을 이용하기로 하였다. 이 시위에 수천 명이 가담했다.

1. duranadam

에르뎀 괸뒤츠(Erdem Gündüz)가 새로운 시위를 창안하였다. 이 날 오후 7시, 아타튀르크 문화 센터에서 그는 자신의 발을 가방 안으로 넣고 튀르키예 국기와 아타튀르크 포스터를 쳐다보는 새로운 시위를 하였다. 그는 몇 시간 동안 이 자세로 계속 서 있었다. 오후 11시, 사람들이 그의 사진들이 온라인에 개시된 이후 수백만명이 따라하기 시작했다. 트위터에서 #duranadam(서 있는 남성)과 #direnduranadam(저항하는 선 남자) 해시 테그가 빠르게 쓰이기 시작했다. 수백 명의 사람들이 트위터를 통해 탁심 광장에서 그 남성과 같이 서게 되었다. 또한 앙카라, 이즈미르, 종굴다크, 에스키셰히르, 아다나, 안타키야 등 몇몇 도시에서 이러한 시위가 시작되었다. 그의 시위를 모방하기 시작하며 앙카라에서는 한 여성이 에뎀 사르쉬뤼크가 체포된 장소에 서 있었다. 그녀를 위해 트위터 #durankadin(서 있는 여성) 해시 테그가 사용되기 시작하였다. 안타키야에서는 한 남성이 압둘라흐 쾨메트(Abdullah Cömert)가 체포되었던 장소에 서 있었다. 몇몇 유명인사들도 이스탄불에서 이 시위에 참여했다. 탁심에서는 수백 명의 사람들이 손을 잡고 원래 서 있었던 남자 주위에서 서기 시작했다. 기자 레벤트 위쥠쉬(Levent Üzümcü)는 트위터에서 만약 정부가 저 서있는 남자를 공격할 경우 이는 병리학적 병적 증세일 것이라고 언급했다.
얼마 후, 경찰 수백명이 그 지역을 떠나기 위해 모인 후 20분 동안 귀가 시간을 주었다. 경찰은 그렇지 않으면 공격할 것이라고 말했다. 그러나, 사람들은 광장에 계속 있었다. Halk TV, Ulusal Kanal, +1 TV에서는 생방송으로 이 경고 방송을 내보냈다. 군중은 남지 않았지만 서 있었던 남성은 2시 6분에 이를 끝냈다. 그는 경찰이 단지 서 있었던 사람들을 공격하려고 했기 때문에 떠나야만 했다라고 말했다. 이 남성은 베시카타쉬 근처의 아바사가 공원과 바자르에서 서 있는 시위를 계속했다. 이날 아침, 일부 서 있었던 사람들이 경찰에 의해 구금되었다는 사실이 전해졌다.

### 6월 18일
서 있는 남성/여성 시위는 튀르키예 전 지역에 시작되어 경찰이 봉쇄한 탁심 광장(에르뎀 괸뒤츠가 처음 시작한 아타튀르크 문화 센터 앞에서 진행됨), 앙카라, 특히 에뎀 사르쉬뤼크가 체포되었던 장소, 안타키야에서 압둘라흐 쾨메트가 체포되었던 장소, 이스탄불의 메메트 야바리으타쉬(Mehmet Ayvalıtaş)가 체포되었던 장소, 아다나의 경찰에 의해 무스타파 스르( Mustafa Sarı)가 다리에 떨어져 사망했던 장소(정부가 시위대를 비판하며 그의 죽음에 대해 거짓 선전을 내보내려 시도했다), 차나칼레의 트로이 목마, 1993년 시바스 학살이 일어났었던 시바스의 매드매크 호텔(Madımak Hotel), 페리트 샤흐니크(Ferit Şahenk) 소유의 도지쉬 미디어 그룹(Doğuş Media Group) 본사 앞(검열 및 미디어법을 지키지 않고 방송을 내보낸 대부분의 신문 및 텔레비전 방송사 소유), 흐란트 딘크가 체포되었던 이스탄불 시쉴리(Şişli) 등에서 벌어졌다. 심지어 이 시위는 튀르키예 내에서 가장 종교적인 것으로 알려진 코니아 중심부 등에서 시위가 일어났다.
첫 날부터 시작된 서 있는 사람 시위는 세계 곳곳에서도 일어나 피사의 탑, 쾰른 대성당, 타임 스퀘어 같은 장소에서도 시위가 일어났다.
국영 식문인 탁빔(Takvim)은 가짜 이야기를 만들어 1면에 탁빔 기자 메브뤼트 유크셀(Mevlüt Yüksel)이 CNN 기자 크리스티안 아만포와 인터뷰를 한 것으로 꾸몄고 이에 대해 CNN은 라이브 방송에서 항의하였다. 신문에서는 기사 내의 작은 노트 페이지에서 CNN의 인터뷰가 가짜임을 밝혔고 메브뤼트 유크셀은 진짜라고 밝혔다. 이 사건은 소셜 미디어에서 심각하게 비판되었다. 그리고 크리스티안 아만포는 트위터에서 "탁빔이 나의 가짜 인터뷰를 만들었다는 것이 부끄럽다"며 외국 기자들은 이 뉴스를 튀르키예의 미디어에 대한 검열 및 양면성의 예로 소개하였다. 또한 국영 신문인 사바흐(Sabah)에 근무하는 기자인 알페르 바흐쉐카프르(Alper Bahçekapılı)는 6시간 동안 신문사 본사 앞에서 항의 시위를 한 이후 해고되었다. 그는 소셜 미디어의 큰 지원을 받았다.
시위는 이날 튀르키예 대부분 지역에서 하루 종일 일어났다.

### 6월 19일-20일
튀르키예 경찰은 최루탄 10만발과 물대포 차량 60대를 징발했다고 발표했다.
이스탄불 시장은 향후 모든 도시 프로젝트는 공청회를 열 것이라고 말했다. 또한 그는 5월 30일 시위대의 텐트를 태워 항의받았던 7명의 직원을 집행유예시켰다고 말했다.
6월 20일 튀르키예 법원이 게지 공원 개발에 찬성을 하면 이스탄불 모든 주민들이 참여 가능한 국민 투표를 열 것이라고 말했다. 이스탄불 교외의 AKP당 강세로 볼 때, 이 규묘의 시민으로서는 베욜루 지구에서 재개발 승인에 대한 가능성이 더욱 높은 것으로 나타났다.

### 6월 22일-23일
탁심 광장의 시위대들은 시위 도중 사망한 사람들을 위해 묵념했다. 수천 명이 경찰들에게 카네이션을 던졌다. 그러나, 곧바로 경찰은 물대포와 최루탄으로 공격했다. 시위대들은 "경찰은 우리들을 배신하지 않는다", "경찰들은 시미트(simit)를 팔고 고결함을 살렸다", "경찰에겐 아무것도 던지지 않았다"라고 외치면서 이스탄불의 베욜루와 앙카라에서 새벽까지 시위를 계속했다.
폭동 진압 경찰이 단지 꽃을 주었을 뿐인데 수천명에게 폭력을 휘둘렀고 다시 대부분의 지역에서 수만명이 대중 시위를 주도하게 되었다. 경찰은 다시 사람들에게 폭력 수단을 이용하기 시작했다.

### 6월 29일
탁심 광장과 앙카라에서 다시 거대 시위가 생겼다. 시위대는 에뎀 사르수뤼크(Ethem Sarısuluk)의 사망에 대해서도 항의했고, 또한 몇몇 시위대는 시즈레(cizre) 방면으로 진출했다. 경찰은 플라스틱 총알로 부분적으로 진압하고 최루탄을 이용하여 시위대 몇몇을 체포했다. 앙카라의 구벤파크(Guvempark)와 디크먼(Dikmen) 지역에서는 시위대가 경찰의 공격을 받았다.

### 6월 30일
이스탄불에서는 2개의 거대 시위가 발생했다. 게지 시위대의 탁심 광장 시위를 돕기 위해 LGBT들이 이스티클랄 거리에서 탁심 광장으로의 행진을 시작했다. 또한 게지 시위대를 지원하기 위해 온 페네르바체 서포터 수천명과 다른 축구 팀 그룹의 서포터들이 UEFA의 결정에 항의하여 시위를 하였고 베탁시쉬와 페네르바체 축구팀에 대한 정부의 태도에도 항의했다. 앙카라, 이즈미르, 에스키셰히르, 아파온 도시에서도 거대 시위가 열렸다. 메르신에서는 경찰이 시위대 수천명을 공격하고 시위대는 돌을 던져 응수했다. 몇몇 시위대와 경찰이 이 과정에서 부상을 입었다. 반면에, 에르도겐이 그들의 축구팀 서포터들을 도발한 이후 AKP 지지자들 수십 명이 요글루투르 공원의 시위대를 공격하여 시위대 2명이 부상을 입었다.

### 7월 1일
게지 공원의 최근 문제를 항의했다는 이유로 더글라스 미디어 그룹의 NTV 타리흐가 폐업할 위기에 처하게 되었다.

### 7월 2일
이스탄불 제6 행정 법원은 문화관광부의 게지 공원에 대한 접근 금지 재판에 대한 항소를 거부했다.

## 시위대

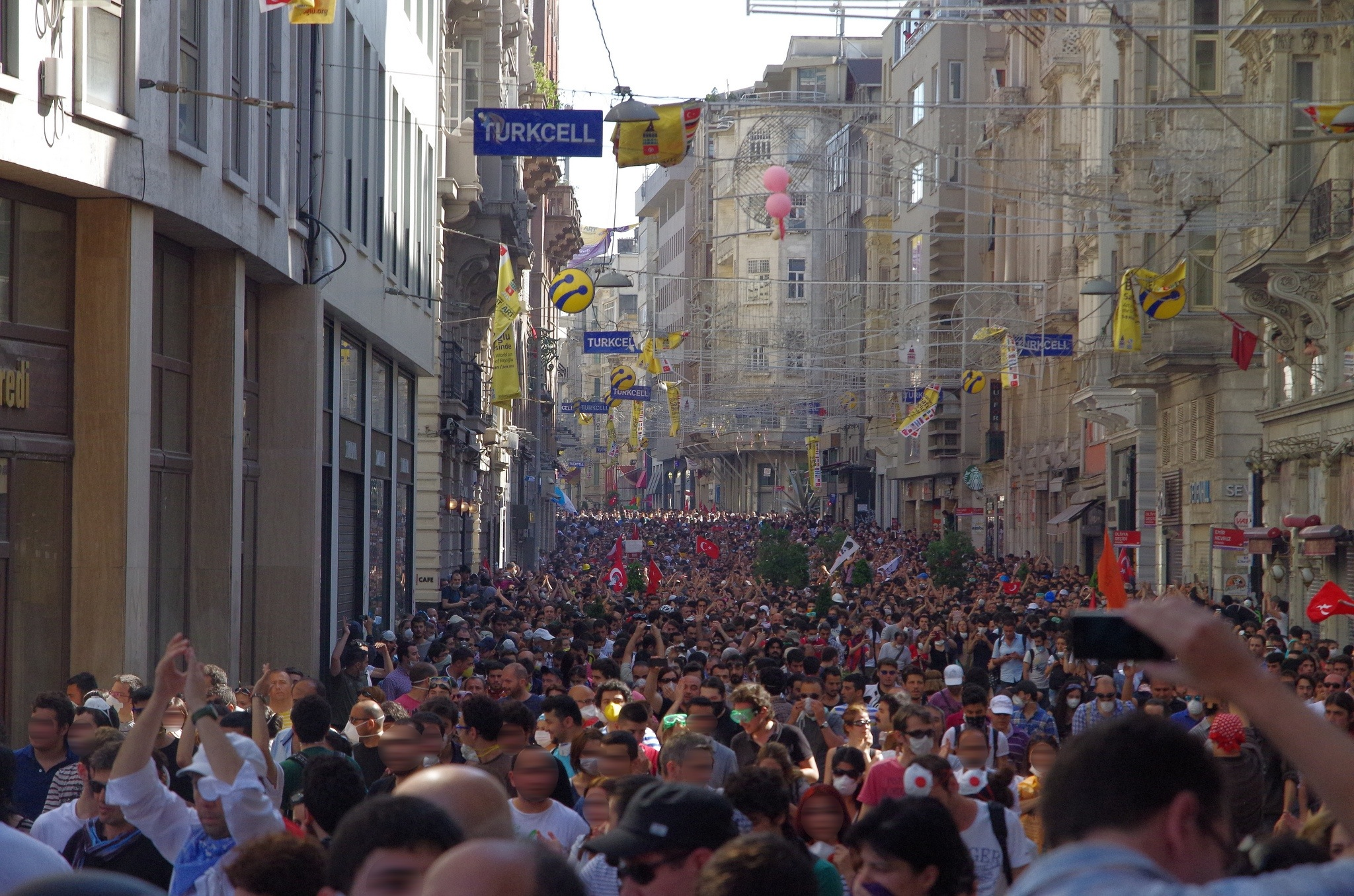
이스티클랄 거리에서 전진하는 시위대.

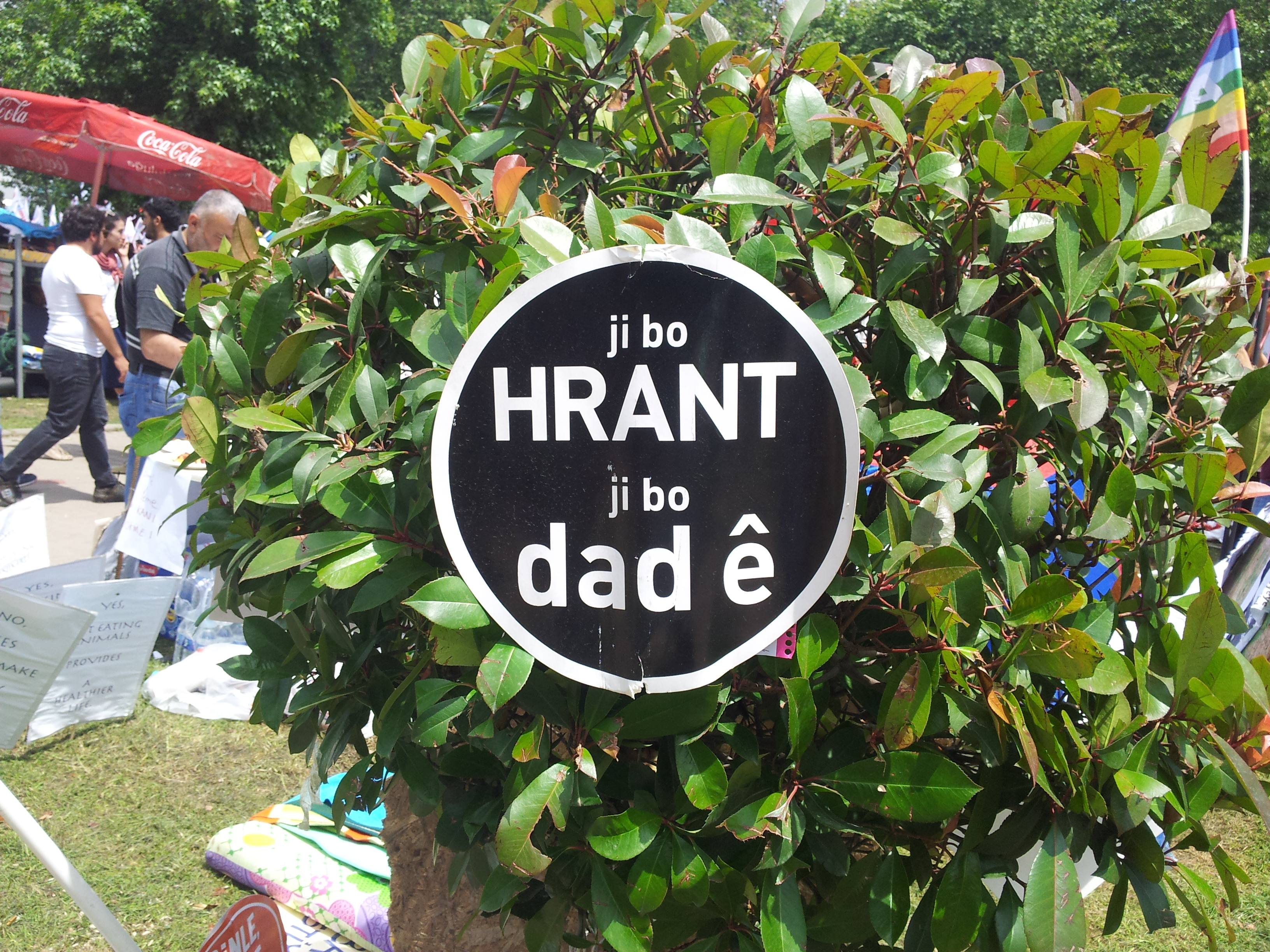
게지 공원의 쿠르드어 시위 배너. 정의를 위한 흐란트 딘크라고 적혀 있다.(Ji Bo Hrant, Ji Bo Dade ê)

초기 이스탄불의 시위는 약 50명의 생태주의자가 이끌었다. 이는 게지 공원의 환경 문제가 경찰의 강압적인 진압으로 인해 확대되게 되었다. 이는 시위 조직 이상으로 집중된 시위의 양상을 띄고 있으며 원래의 환경 시위, 아랍의 봄, 월 가를 점령하라, 프랑스 5월 혁명 등과는 비교도 안되게 성장하였다.
시위대의 범위는 우익과 좌익을 가리지 않고 매우 넓은 범위로 구성되어 있다. 아틀란틱 지에서는 시위대들을 "젊은 사람과 늙은 사람, 세속주의자와 종교주의자, 축구 훌리건들과 맹인, 공산주의자, 무정부주의자, 민족주의자, 쿠르드족, 성소수자, 페미니스트, 학생"들로 설명했다. 슈피겔에서는 이 시위가 "학생 및 지식인들 이상으로 구성되어 있다. 어린이를 동반한 가족, 히잡을 두른 여성, 정장에 운동화를 신은 연설가들, 약사, 차를 소유한 사람들 등 모든 불만을 가진 사람들이 이 시위에 참여할 수 있다"라고 말했다. 이것은 정당 지도부에서 주목할 만한 가치가 있다고 추정되었다. "당 깃발은 없었으며, 당 구호 없고 눈에 띄는 당 지지자들을 볼 수 없었다. 케마리즘(Kemalists)과 공산주의자, 자유주의자와 세속주의자가 나란히 있었다." 야당은 "당 의원들은 참여하지 않았으며, 그렇게 함으로써 당 개인 개인이 영향력을 벗어나게 되었다."라고 말했다.
가디언 지에서는 이 시위를 "환경 운동 깃발, 무지개의 배너, 체 게바라의 아타튀르크의 깃발, 다른 노동 조합들의 기 등이 게지 공원을 장식했다"라고 관찰했다. 또한, 쿠르드족의 깃발과 압둘라흐 외칼랜(Abdullah Öcalan)의 포스터도 볼 수 있었다. 휘리예트(Hürriyet Daily News)에 따르면 축구 연대 문화의 4개 주요 팀이 서로를 향해 대립했지만 이제는 시위에 함께 참여하기로 하였고 튀르키예 스포츠 기자는 서포터들의 경찰 진압 경험이 중요한 역할을 한다고 말했다. RT가 보내온 사진에 의하면, 탁심 광장에 "국제주의를 지원하는 탁심"이라는 낙서가 있었다고 보도했다. 이코노미스트에서는 "시위에 남성만큼 여성도 참여하고 있으며, 머리에 스카프를 두른 여성이 문신을 한 청소년을 돕는 모습은 이슬람주의 대 세속주의에 대해 가슴에 새겨진 고정관념이 어떤지를 보여준다"라고 말했다. 정치적인 분할로 인해, 시위대는 서로 경찰을 지원했다.
유명한 튀르키예 비평가인 오크타이 에제 코자크(Oktay Ege Kozak)에 따르면 "이 시위는 단지 나무 보호에 제한되지 않는다. 이 시위는 튀르키예인 수백만명이 개인의 자유와 세속주의를 보호하기 위해 무엇이든 할 수 있다는 것을 보여준다. 우리에게 조금씩 자유가 멀어진 10년 후, 국가의 젊은이와 노인은 망상에 대한 단결을 하게 되었으며 이는 자기의 부와 권력에 제한되지 않는다. 땅은 그들에게 속하지 않는다. 우리 모두에게 속한다 ... 이 폭발은 불가피했다."
6월 4일 모로코에서의 에르도겐 연설에 따르면, 시위대를 대부분 "약탈자, 정치적 패자 및 극단 프린지 단체"로 표현했다. 그 후 에르도겐은 시위대를 "테러리스트 및 극단주의자"로 바꿔 표현했다. 그는 이 시위를 아마도 공화민족당(CHP, 처음에는 게지 공원 개발에 찬성함) 등의 정당에 의해 조작되었다고 주장했다. 그러나, 튀르키예 분석가들은 시위를 리더십 부족, 상향식 처리 과정으로 인해 발생했다고 분석한다.
이스탄불 빌기 대학교에서는 시위에 참여하는 가장 큰 영향에 대해 설문조사하였다. 대부분은 국무총리의 "권위적인 태도"(92%)로 대답하였고, 경찰의 "과도한 공권력 사용"(91%), "민주적 권리 위반"(91%), "미디어의 침묵"(84%)가 뒤를 이었다. 시위대의 절반 이상이 30대 이하였고 70%는 정치적 지지 세력이 없었다. 또 다른 여론조사에서는 시위대의 79%가 어떠한 조직과도 관련이 없었다고 나타났다. 튀르키예의 트위터 게지 공원 관련 해시 테그를 이용한 연구에 따르면 매우 소수만이 정치 문제에 관련된 트윗을 올렸다고 보고하였다.

### 게지 공원 캠프

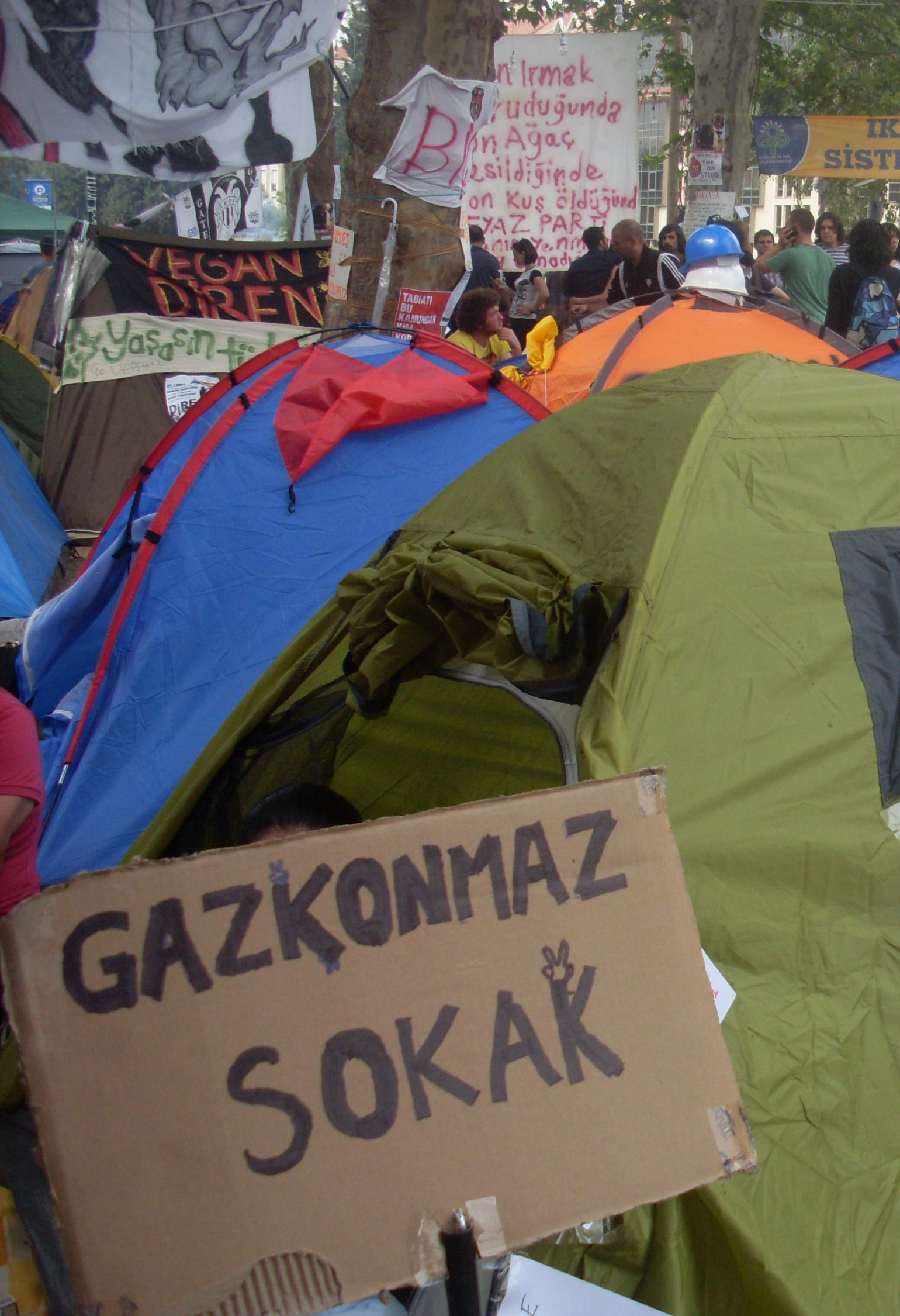
가즈콘마즈 거리(Gazkonmaz Sokak)

경찰은 6월 1일 게지 공원의 야영지를 해체할려는 시도와 함께 이 지역은 점령 운동과 관련된 몇몇 성격을 보여주기 시작하였다. 텐트의 수는 급증하였으며 입구에는 손으로 그린 지도가 걸렸다. 공원 및 탁심 광장으로 가는 도로는 경찰이 만든 포장용 돌과 골함석으로 이루어진 바리케이드로 차단되었다.
6월 4일 저녁에는 탁심 광장에 수만명이 있었다. 알 자지라는 "많은 가족과 자녀가 축제의 느낌으로 시위를 즐기는 것처럼 보였다"고 보도했다. 일부 관찰자들은 월 가를 점령하라 같은 상기 인프라 개발도 있었으며 "완벽하게 작동하는 주방 및 응급 진료소가 있으며 ... 공원 뒤쪽의 버려진 매점에 새겨져 있다"라고 말했다. 이 시설은 여행자들의 기금으로 운용된다. 시위대들은 식품들을 기부받고 자원봉사자들 수십명이 4교대로 구성되었다.

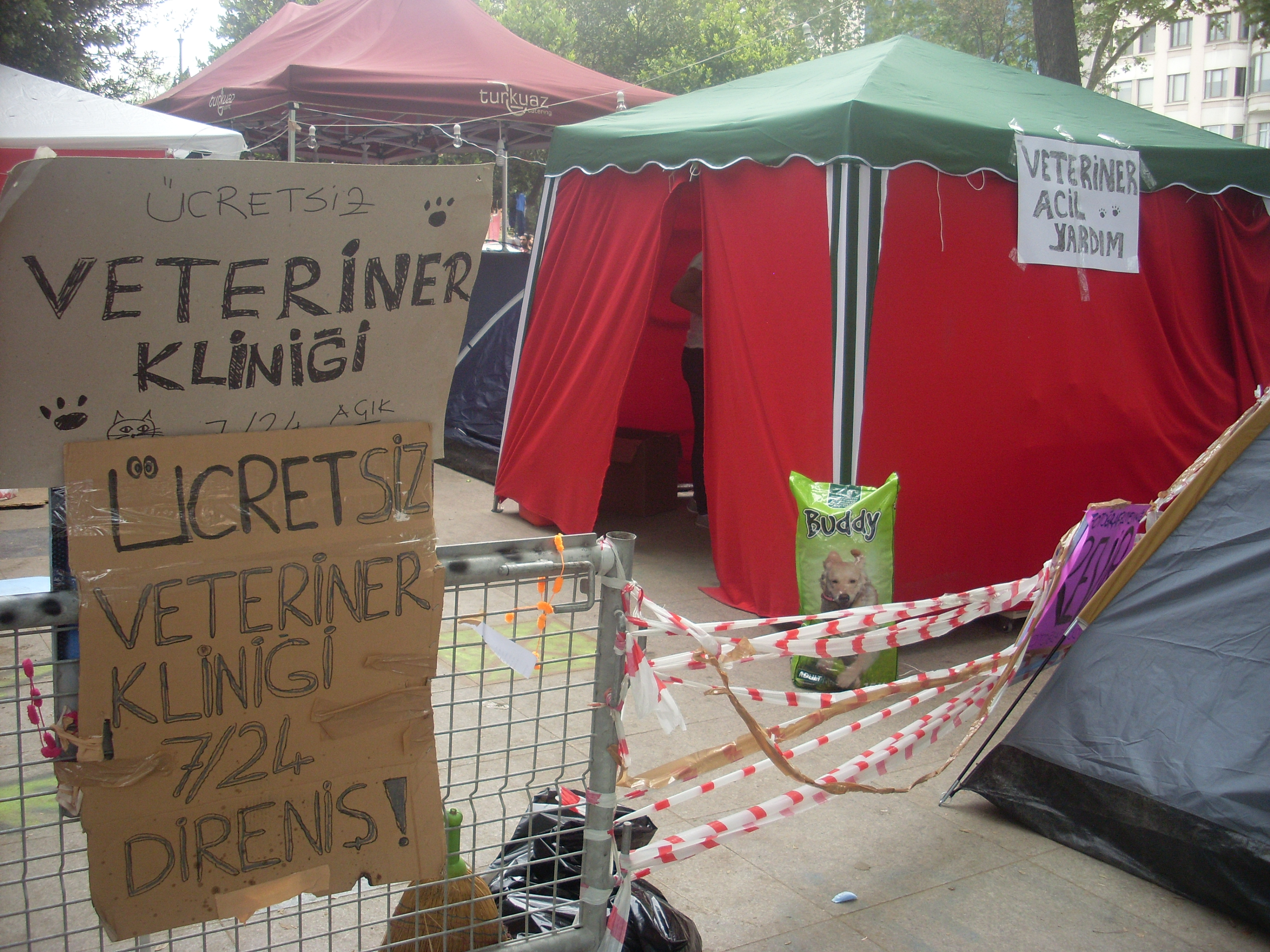
6월 7일, 탁심 게지 공원의 자원 진료소.

임시로 만든 "자유 도서관"은 약 5천권의 책이 있으며, 제브넴 페라쉬의 공연도 열렸다. "임시 야외 영화 스크린"과 스피커와 마이크를 함께 이용하고 발전기도 공유했다. 이 상징적인 "거리"는 2007년 살해된 기자인 흐란트 딘크의 이름을 따 만들어졌다. 거리는 아이들 놀이터와 평화 광장과 연결되어 있다. 수영 고글 및 수술용 마스크(최루 가스로부터 보호하기 위해) 판매자와 수박 판매자도 있었다. 요가 교사가 교실을 제공하기도 하였다. 직장인들의 합류로 인해 저녁에는 군중이 불어났다.
6월 5일부터 시작되는 미라지 휴일에서 시위대는 "칸딜 시미디"(kandil simidi, 휴일에 만드는 특정 과자)를 나누어주었고 공원은 일시적으로 금주 지역으로 선포되었다. 휴일을 축하하며 꾸란 읽기 행사가 진행되었다. 시위대는 에르도겐이 지지한 적어도 아이 3명을 갖고 "최소 맥주 3병"이라는 슬로건의 금주 정책을 조롱하였다.

### 다른 공원들

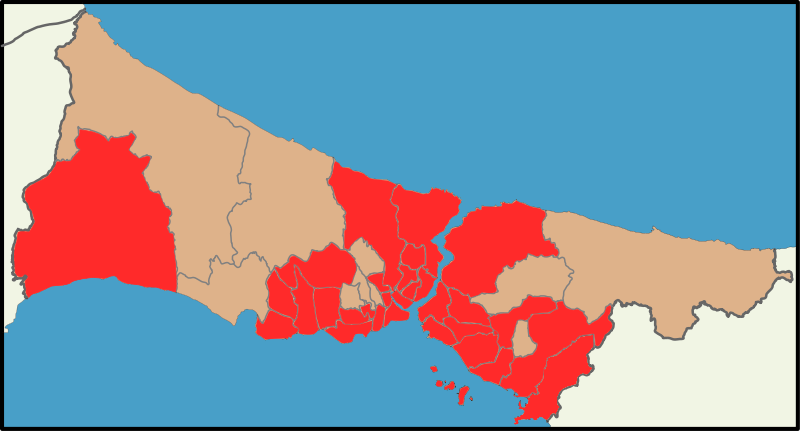
2013년 튀르키예 반정부 시위 중 이스탄불 지역 공원에서 일어나고 있는 시위 지역 지도.

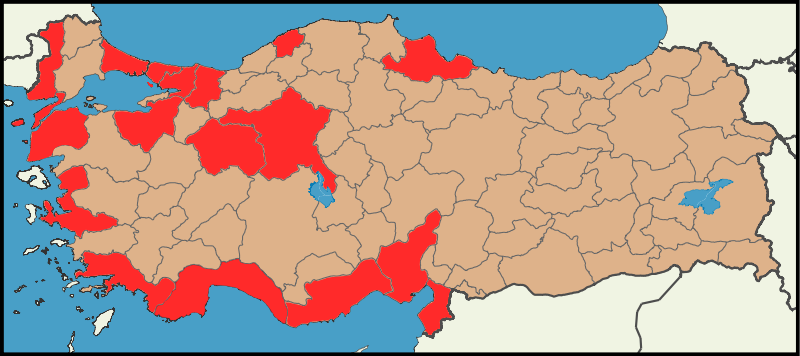
2013년 튀르키예 반정부 시위 중 튀르키예의 행정 구역별로 지속적인 공원 포럼 및 시위가 일어나고 있는 지역 지도.

튀르키예 다른 지역에서의 야영지가 앙카라의 쿠줄루 공원(Kuğulu Park), 이즈미르의 귄도주루 광장(Gündoğdu Square) 근처의 공원에서도 설치되었다.
게지 공원 캠프가 해체된 이후, 시위대는 앞으로의 시위 논의를 위해 다른 공원에서 모이기 시작했다.
6월 15일-16일 사이 게지 공원에서 폭동 진압 경찰과 튀르키예 헌병대가 폭력적으로 진압한 이후, 베식타시 JK의 서포터 체르쉬는 베식타시의 아바사가 공원(Abbasağa Park)에서 제 2의 게지 공원을 선언했으며 6월 17일 사람들이 이 공원을 차지했다. 이 선언 이후, 수천 명의 사람들이 아바사가 공원으로 모이기 시작했으며, 저항과 취해야 할 행동에 관한 공개 포럼 및 투표가 시작했다. 이후, 곧바로 이스탄불의 다른 주요 공원과 앙카라, 이즈미르, 메르신 등 주요 도시의 공원에서 민주주의 포럼 및 회의가 열리기 시작했다. 이 회의와 포럼에 대한 슬로건으로 #ParklarBizim(우리의 공원)이라는 해쉬태그가 사용되었으며 기타 공원에 퍼지기 시작했다.

### 심볼과 유머
로히터 통신의 사진기자 오스만 오르살(Osman Orsal)이 촬영한 한 붉은 드레스를 입은 여성이 최루제 살포를 몸으로 막는 모습은 시위의 대표적인 상징이 되었다. "그녀의 빨간 여름 드레스와 목걸이, 그녀의 어깨 너머에 있는 흰색 가방은 그녀가 가든 파티를 하는 잔디밭을 가로지르고 있을 수도 있었다. 하지만 그녀는 몸을 숙이기 전에 최루제를 뿌리는 경찰에 의해 머리카락이 격렬하게 흔들린다." 오르살 자신은 나중에 최루탄에 의해 부상을 입었다.
가이 포크스 가면 또한 많이 찾아볼 수 있으며, 항공사 안전 공지를 패러디한 객실 승무원이 가이 포커스 가면을 쓴 모습들을 볼 수 있다.

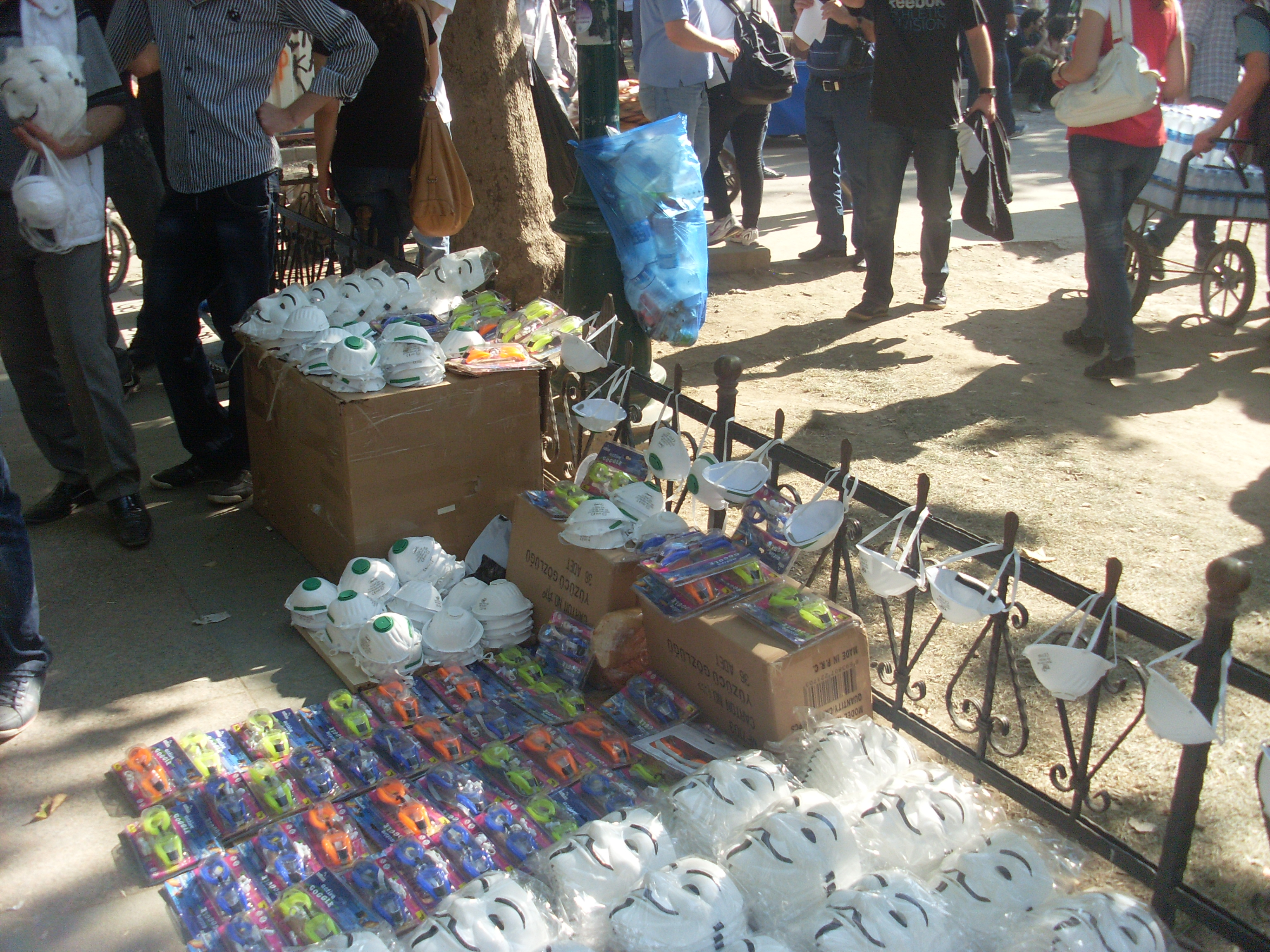
6월 4일, 게지 공원에서 가이 포크스 가면과 분진 마스크, 고글을 파는 모습.

또한, 시위대들은 낙서와 온라인을 통해 유머를 중요하게 사용하며, BBC에서는 "표현의 폭발이다 ... 이스탄불의 거리와 소셜 미디어에는 풍자의 형태로 튀르키예 지도자들을 조롱하고 있다. 예를 들어, 그들은 튀르키예의 경매 사이트 sahibinden.com을 패러디하여 게지 공원을 판매한다는 내용의 "tayyibinden.com"라는 사이트를 만들었다." 슬로건의 예들로는 "그만! 나는 경찰을 부르겠어요" 같은 문구 뿐 아니라 대중 문화를 연관지여 "타이이프 - 겨울이 오고 있다"(왕좌의 게임 패러디), "너는 이제 GTA의 때리는 경찰 시대에서 엉망이 되었다" (그랜드 테프트 오토의 패러디)들도 있다.

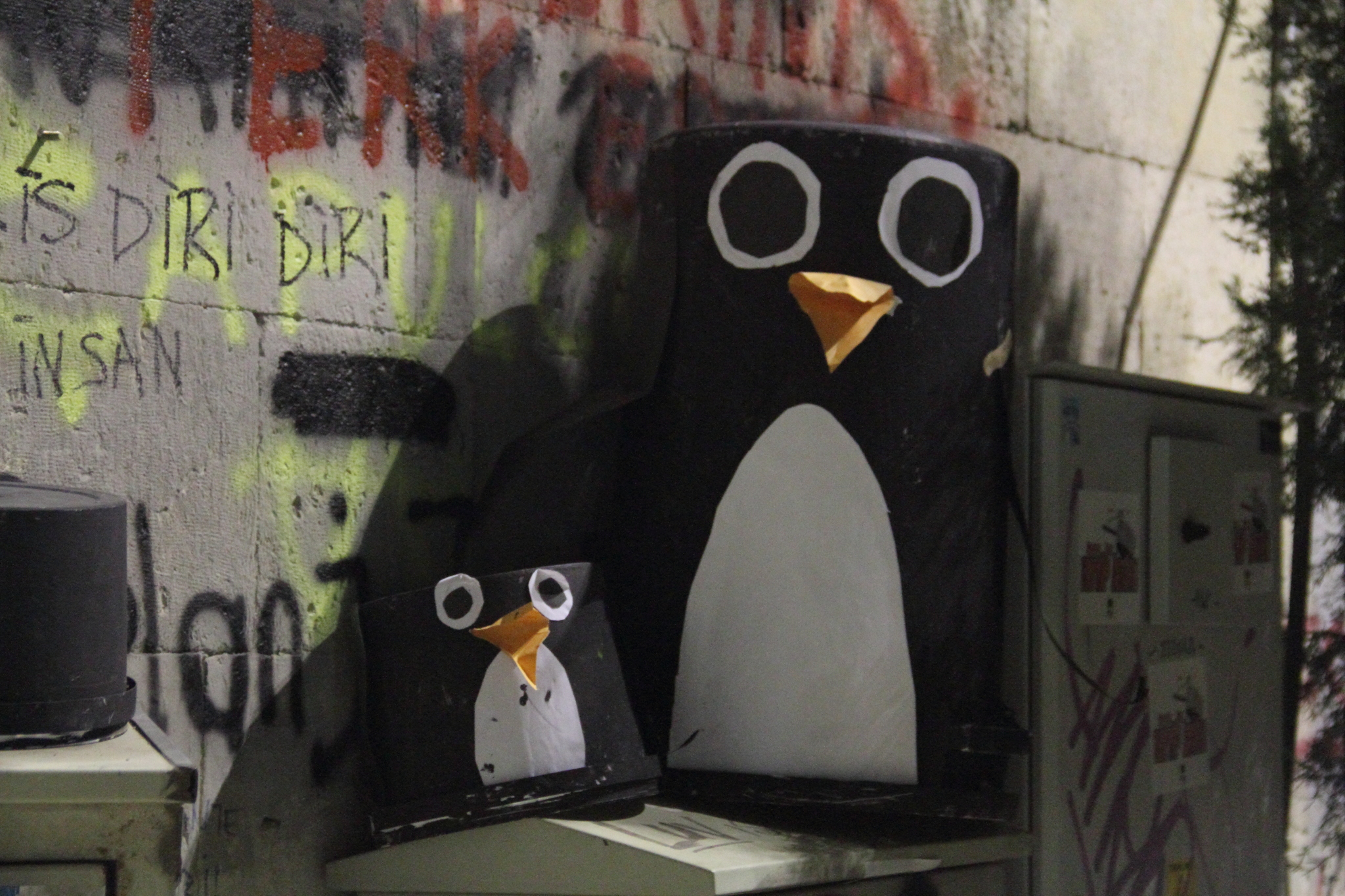
게지 공원의 펭귄 그림.

펭귄 또한 상징으로 채택되어 CNN 국제 방송 생중계에서 펭귄 다큐멘터리를 보여주기도 했다. 이 상징은 "우리는 모두 펭귄이다"라는 티셔츠 등에서 볼 수 있다.
에르도안이 시위대들을 약탈자로 표현하면서, 시위대는 자신들의 평화롭고 유머러스한 시민 불복종 운동을 차우풀링(Chapulling)이라는 이름의 상징을 갖게 되었다. 게지 공원에서는 유스트림 기반의 라이브 방송인 차풀 TV(Çapul TV)가 방영되기 시작하였다.

### 요구 사항
6월 4일 게지 점령 운동과 관련된 운동 연합인 탁심 연합(Taksim Dayanışması)은 5가지 요구 사항을 내걸었다.
- 게지 공원을 보존해라.
- 경찰의 폭력 행위를 중단하고, 집회의 자유 및 시위대에게 행한 폭력에 대한 책임자를 기소할 권리를 보장해라.
- "공공 장소, 해변, 바다, 숲, 하천, 공원, 도시 상징들을" 사기업 및 대규모 투자자들에게 판매하는 것을 중단해라.
- "공포, 체포나 고문을 겪지 않고 요구와 불만을 말할 권리"인 자신의 표현의 자유를 보장해라.
- "전문가의 의무는 공공의 이익을 보장하는 것이고, 정확한 정보를 전달하는 것이다 ... 그것도 윤리적이고 전문적인 방법으로 전달하는 역할이다"라는 미디어의 전문가적 역할을 보장하라.[311] 부총리 뷜렌트 아인츠는 6월 5일 이 그룹들을 만났다.[312]

6월 4일 군중들이 투자하고 디자인한 뉴욕 타임즈의 광고가 인디에고고(Indiegogo)에서 목표치인 5만 4천 달러를 이루어냈다. 이 광고에는 "자유롭고 공정한 미디어", "경찰 폭력 행위의 중지", "독재자의 지시가 아닌 열린 대화" 등의 시위대의 요구 사항이 반영되었다는 특징이 있었다.
아바즈에서도 이와 비슷한 폭력 행위 중지, 게지 공원 및 "이스탄불에 남아 있는 녹지"의 보존을 청원했다.

## 지역 및 도시별 시위대

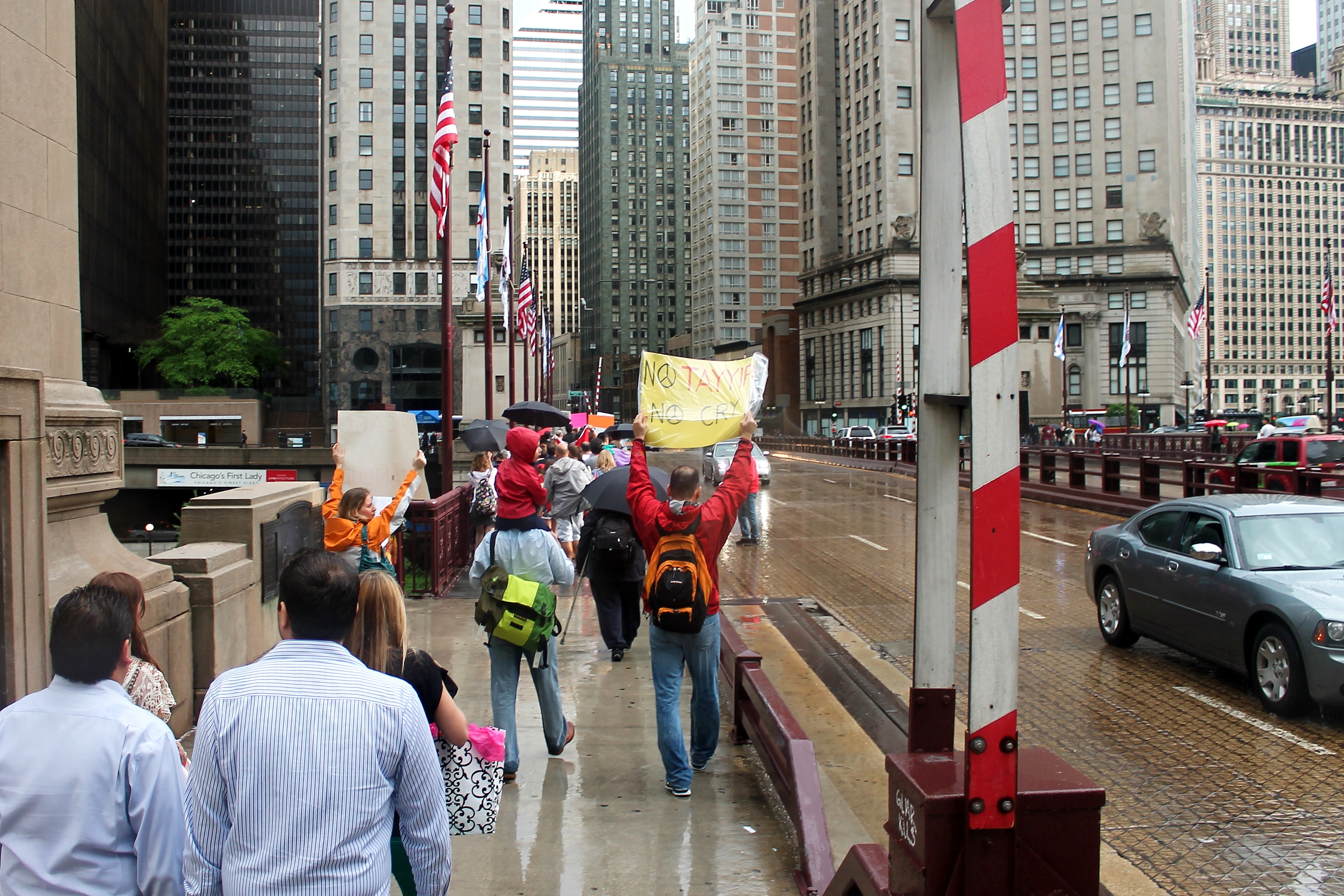
시카고의 튀르키예인 시위.

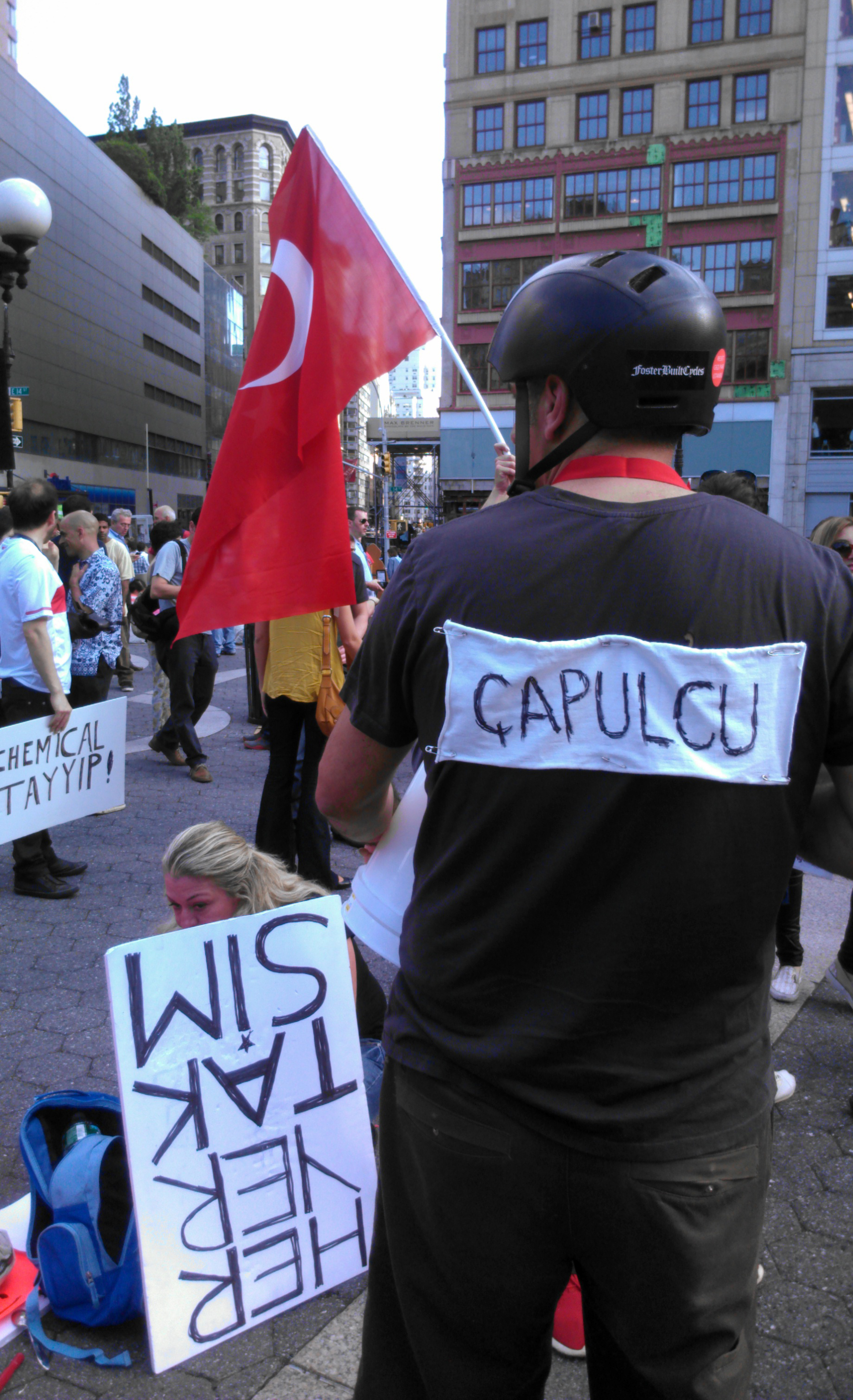
뉴욕 유니언 스퀘어 (뉴욕)의 시위대.

### 튀르키예 국내
가장 큰 시위가 일어나는 곳은 이스탄불로 약 10만명의 시위대가 있는 것으로 추정된다. 도시 내에서, 배요글루(Beyoğlu, 탁심 광장 및 이스티클랄 거리가 있는 곳), 베식탁스(Beşiktaş, 돌마바흐체-오르타코이 지역(Dolmabahce to Ortaköy)), 위스퀴다르(Üsküdar, 카디쿄이-베이레르베이-젠젤로쿄이-베이코즈 지역(Kadıköy, Beylerbeyi, Çengelköy and Beykoz)) 지역을 중심으로 시위가 집중되고 있다. 또한, 전통적으로 서부의 보수적 노동자들이 거주하는 구시가지인 제이틴부르누(Zeytinburnu) 지역도 수만 명이 시위를 벌이고 있다. 시위는 도시의 서쪽 먼 곳의 교외 지역인 베이리크뒤쥐(Beylikdüzü), 멀리 동쪽의 펜디크(Pendik)와 카르탈(Kartal), 북쪽의 윔라니예(Ümraniye), 에센레르(Esenler) 지역에서도 일어나고 있다.
이스탄불 다음으로 가장 큰 시위가 벌어지는 곳은 앙카라이다. 튀르키예 전역에서, 약 81개에서 90개 도시에서 시위가 일어나고 있다. 이 목록은 5월 31일~6월 25일까지 시위대의 목록이다.
- ~1,000,000명 (카디욜리)[319][226]
- 100,000명 (이스탄불)[320]
- 50,000명 (안타키야)[321][322]
- 40,000명 (앙카라)[323]
- 30,000명 (부르사)[324]
- 30,000명 (이즈미르)[325][326]
- 30,000명 (코룰루)[327]
- 30,000명 (에스키셰히르)[328]
- 30,000명 (사만다제)[329]
- 30,000명 (메르신)[330][331]
- 20,000명 (가지안테프)[332]
- 18,000명 (아다나)[333]
- 15,000명 (보드룸)[334]
- 15,000명 (안탈리아)[335]
- 15,000명 (초룸)[336]
- 10,000명 (트라브존)[337]
- 10,000명 (카이세리)[338]
- 10,000명 (볼루)[339]
- 10,000명 (이즈미트)[340]
- 10,000명 (툰젤리)[341]
- 10,000명 (마니사)[324]
- 10,000명 (물라)[324]
- 10,000명 (코제리)[324]
- 10,000명 (투즐라)[342]
- 8,000명 (밀라스)[324]
- 7,000명 (이스파르타)[343]
- 7,000명 (테키르다)[344]
- 7,000명 (에디르네)[345]
- 7,000명 (알라니아)[346]
- 5,000명 (데니즐리)[347]
- 5,000명 (시바스)[324]
- 5,000명 (아이딘)[324]
- 2,500명 (삼순)[348]
- 2,000명 (이스켄데룬)[324]
- 2,000명 (페티예)[324]
- 600명 (에르진잔)[349]
- 500명 (차나칼레)[350]
- 500명 (바르틴)[351]
- 500명 (샨리우르파)[324]
- 500명 (에르주룸)[349]
- 500명 (카르스)[352]
- 150명 (이디르)[349]
- 100명 (괼바지(Adıyaman, Gölbaşı))[353]
- ? (마르딘)[9]
- "작은 수" (시노프)[354]
- (총 1,348,850-1,568,850명)

### 튀르키예 국외

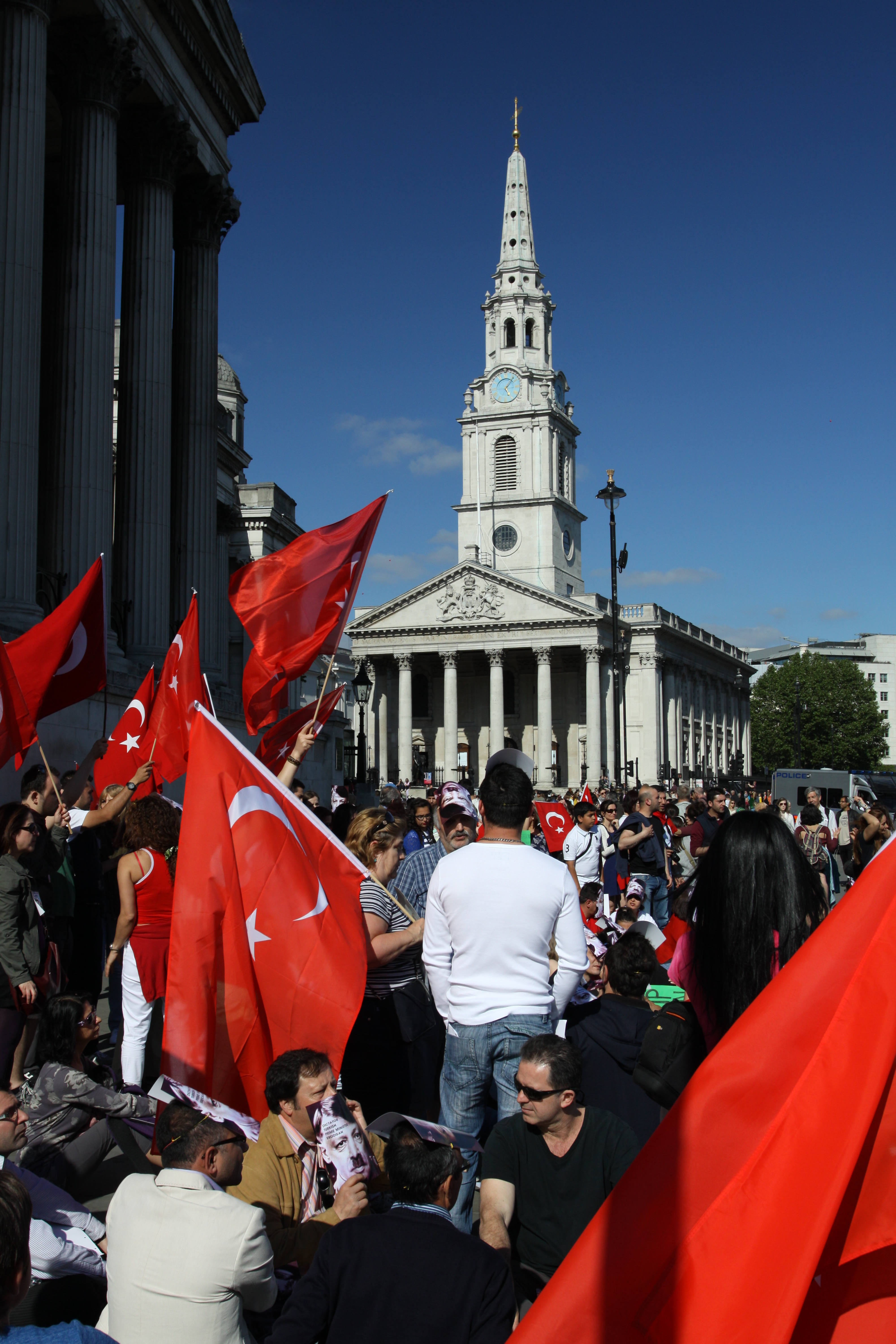
6월 8일, 런던 트리팔가 광장의 시위대.

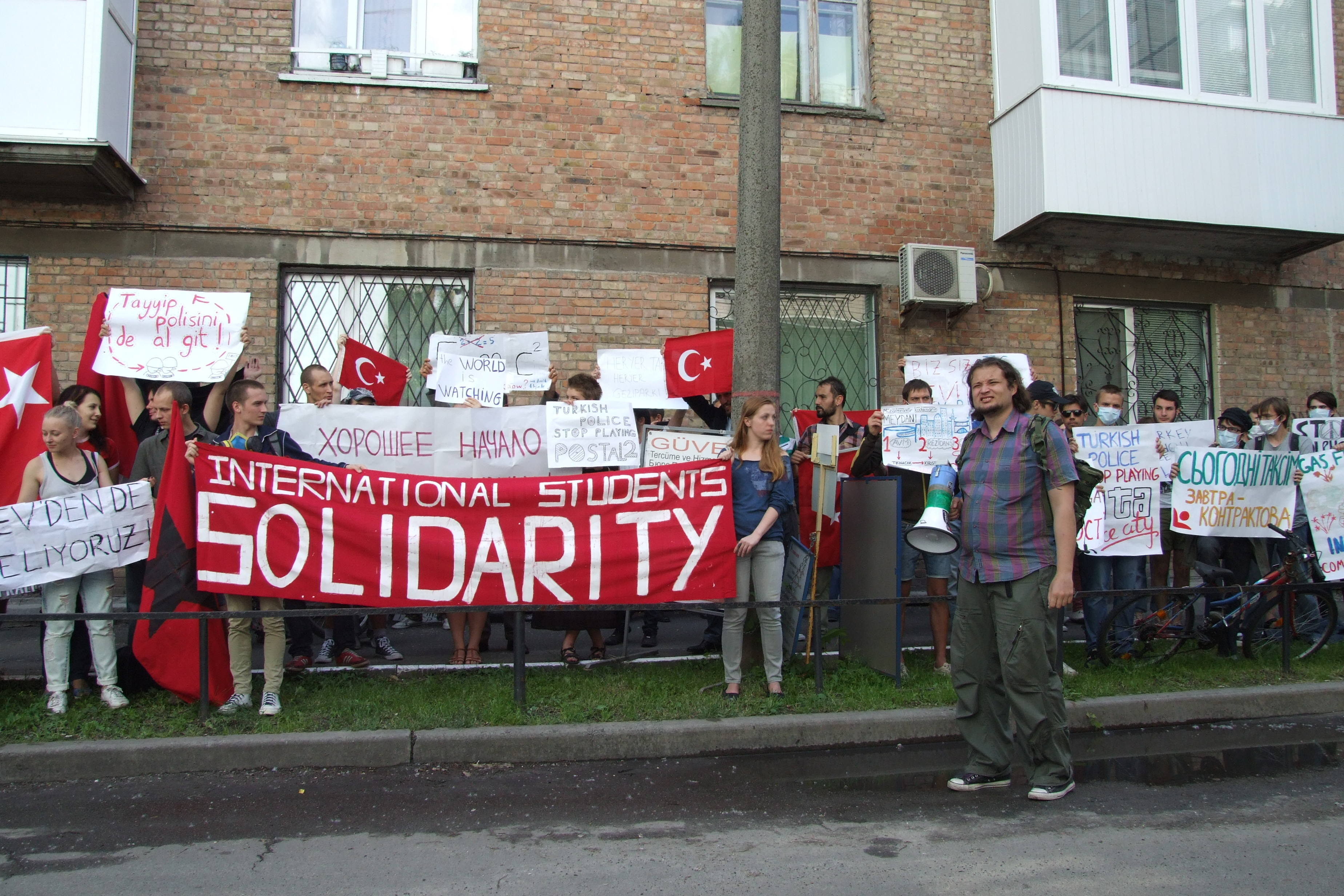
6월 3일, 우크라이나 키예프의 시위대.

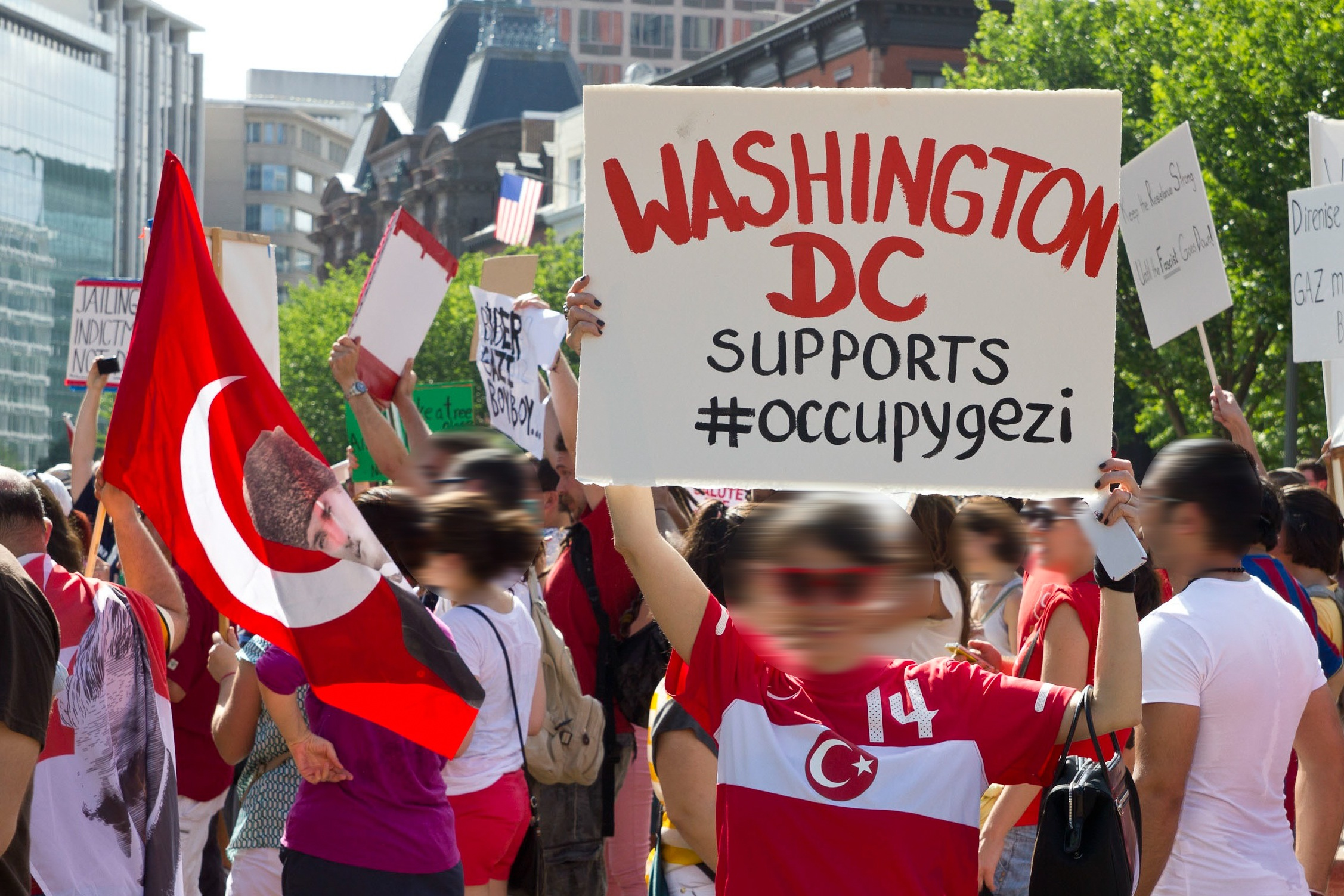
6월 1일, 워싱턴 D.C.의 시위대.

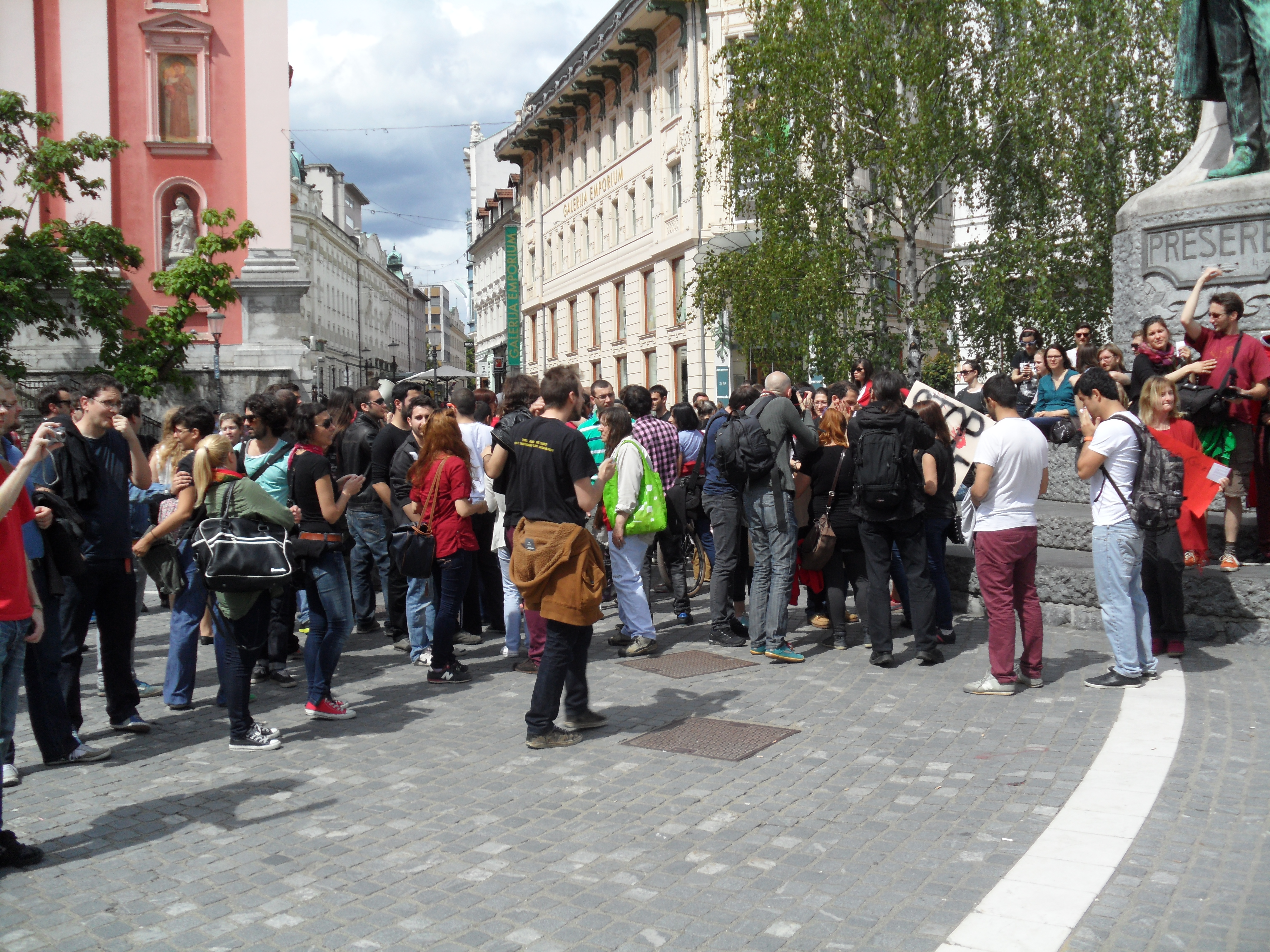
6월 3일, 리투아니아 류블라냐에서의 시위대.

곳곳의 튀르키예 디아스포라가 사는 도시에서 동조 시위가 발생했다.
- 불가리아에서, 2013년 6월 1일 소피아에서 튀르키예 학생들 수십 명이 시위를 일으키기 시작했다.[355] 이 시위에 불가리아 학생들이 참여하기 시작했다.[356]
- 네덜란드 암스테르담에서 이틀 연속으로 천여 명의 튀르키예인들과 그 동조자들이 베우르스플레인(Beursplein)에서 시위를 일으켰다.[357][358] 로테르담과 아른험에서도 다른 시위들이 일어났다.
- 아제르바이잔 바쿠에서 튀르키예인 수 백명이 6월 1일 시위를 일으켰다.
- 벨기에 브뤼셀에서 튀르키예인 수백명이 6월 1일 시위를 일으켰다.[359]
- 독일 베를린,[360] 함부르크, 뮌헨, 슈투트가르트,[361] 각각 3천명, 1500명, 1500명의 독일-튀르키예인 연대 시위가 6월 1일 일어났다.[362]
- 오스트리아 빈 시민들은 카를스플라츠(Karlsplatz) 빈 시민 공원(Stadtpark)에서 6월 1일 이스탄불 시위에 지지를 표하며 시위를 일으켰다.[363]
- 프랑스 파리에서 수백명의 사람들이 모여 시위대에 지지를 표하고 6월 1일과 2일에 트로카데로(Trocadéro)에서 시위를 일으켰다.[364]
- 이스라엘 텔아비브에서 국제 엠네스티 노동자가 튀르키예-이스라엘 시위대와 함께 수십 명의 인권운동가와 같이 6월 2일 주 튀르키예 대사관에서 시위를 했다.[365]
- 북키프로스 튀르크 공화국의 튀르키예인 및 튀르키예계 키프로스인이 시위대와 연대하여 북니코시아 쿠울루 공원에서 시위를 일으켰다.[366]
- 영국 런던에서 6월 1일 수천 명이 하이드 파크에서 시위를 일으켰다.[367] 지속적인 경찰의 폭력에 항의해 6월 3일에는 시위대의 숫자가 점점 늘어났다.
- 미국 뉴욕의 즈카티 공원에서 6월 1일 수 천명이 시위를 일으켰다.[368] 시위대는 6월 2일에도 즈카티 공원에서 시위를 계속했다. 시위는 6월 3일 50번 가와 3번 가에 위치한 튀르키예 대사관으로 전진하는 양상을 보였다.
- 덴마크 코펜하겐에서 6월 1일 수십 명의 사람들이 코펜하겐 시청 거리에서 시위를 일으켰다.
- 캐나다 오타와에서 6월 2일 수백 명의 사람들이 경찰 폭력의 즉각적인 중지에 대한 국제적 지원을 요청하며 팔러먼트 힐(Parliament Hill)에서 시위를 일으켰다.[369]
- 폴란드 포즈난에서 6월 3일 게지 공원 시위를 지원하기 위해 튀르키예인 학생들의 작은 그룹들이 시위를 일으켰다.
- 아일랜드 더블린에서 6월 1일 수십 명의 튀르키예인들이 게지 공원 시위를 지지하기 위해 시위를 일으켰다.[370]
- 체코 프라하에서 거의 30명에서 35명의 사람들이 튀르키예 정부에 항의하여 시위를 일으켰다.[371]
- 일본 도쿄에서 6월 2일 일본 거주 튀르키예인들 50명이 시위를 일으켰다.[372]
- 중국 베이징, 상하이와 광저우에서도 시위가 일어났다.[373]
- 인도네시아 자카르타에서 25명의 튀르키예인이 시위를 일으켰다.[374]
- 몰타 플로리아나(Floriana)에서 25명-30명의 튀르키예인들이 게지 공원 시위를 지지하며 시위를 일으켰다.[375]
- 타이 방콕에서도 50명의 튀르키예인들이 과도한 경찰 폭력에 항의하며 시위를 일으켰다.[376]
- 조지아 트빌리시에서 약 50명의 시민들이 게지 공원 시위를 지지하며 시위를 일으켰다.[377]
- 6월 1일 미국 샌프란시스코, 시카고,[378] 샌디에이고,[379] 뉴욕,[380] 워싱턴 D.C.[381]에서 시위대를 지지하는 시위를 벌였다. 이 시위는 부쿠레슈티 시위 다음에 일어났다.[382]
- 아르헨티나 부에노스아이레스에서 6월 1일 튀르키예인 약 몇 십 명이 게지 공원 시위를 지지하며 시위를 일으켰다.[383][384]
- 미국 시애틀의 100명 이상의 튀르키예인이 5월 31일부터 웨스트레이크 공원에서 시위를 일으켰으며, 이는 튀르키예인 뿐 아니라 지역 사회에서 문제 의식을 제고하기 위한 활동도 벌이고 있다.
- 미국 앤아버에서는 약 100명 이상의 튀르키예인이 이스트 리버티 가에서 6월 1일부터 게지 공원에서 경찰의 과도한 폭력에 반대하며 시위를 일으켰다.
- 영국 옥스퍼드에서는 옥스퍼드 대학 학생들이 게지 공원 시위를 지지하는 시위를 벌였다.[385]
- 세르비아 베오그라드에서는 6월 4일 튀르키예 대사관 부근에서 소규모 시위가 일어났다.[386]
- 6월 2일 리투아니아 빌뉴스의 시민들은 빌뉴스 대성당 광장에 모여 튀르키예 시위대와 연대한다는 시위를 열었다.[387]
- 6월 7일 시리아 알레포의 알아지자흐(al-Azizyeh) 주민들은 튀르키예와 시리아인들에 대한 튀르키예 총리 에르도안의 정책을 비판하기 위해 시위하였다.[388]
- 6월 8일 칠레 산티아고에서는 칠레 공산당이 에르도안 정권에 항의하기 위해 튀르키예 대사관 앞에서 시위했다.
- 6월 8일 워싱턴 D.C.에서는 250명 이상의 사람들이 게지 공원 시위대와 연대를 선언하고 문제 인식을 제고하기 위해 백악관 앞에서 시위를 열었다.
- 6월 9일 오후 프로비던스에서 노인부터 초등학생까지 이르는 50명 이상의 튀르키예인들이 튀르키예 게지 공원 시위대와 연대를 선언하고 로드아일랜드주 의회 의사당 앞에서 평화 시위를 열었다. 그들은 인권 배너를 걸고 문제 인식을 알리기 위해 튀르키예의 시위 사진도 걸었다. 이 시위는 지역 TV와 신문 보도에 실렸다.
- 6월 4일 노르웨이 오슬로에서 약 50명의 튀르키예인이 튀르키예 실시간 시위 방송 덕분에 볼덴스 강(Verdens Gang) 신문사 앞에 모였다. 이 시위대는 튀르키예 게지 시위대와 연대를 선언했다.[389]
- 캐나다 토론토에서는 5월 31일, 6월 2일, 6월 9일 3번 평화 시위가 일어났다. 튀르키예인 500여명 이상이 이 시위에 참가했다.
- 6월 1일, 독일 뮌헨에서는 튀르키예인 600명이 시위를 벌였다.
- 중국 홍콩에서 약 50명의 튀르키예계 중국인 시위대가 모여 시위를 일으켰다.[390]
- 6월 18일 시리아 다마스쿠스에서는 튀르키예 대사관 앞에서 군중들이 튀르키예 시위에 호응하는 연좌 시위를 벌였다.[391]
- 6월 25일 시리아 타르투스에서는 시민 수백명이 튀르키예인과 연대하여 튀르키예 총리 에르도안의 정책을 비판하는 시위를 열었다.[392]
- 6월 16일 오스트리아 빈에서는 수천명의 다른 국적 사람들이 이스탄불 탁심과 튀르키예 시위에 항의하는 콘서트를 15시부터 20시까지 열었다. 이 콘서트는 "저항의 미술"(Kunst für Widerstand)로 칭해졌다.[393][394]

## 반시위 운동
첫 주 동안에는 대부분의 도시에서 반시위 운동이 일어나지 않았지만, 일부 도시에서는 민족주의자와 공산주의자 사이의 약간의 불화와 마찰이 빚어졌다. 작은 공산당이 트라브존의 메예덴/아타튀르크 거리(Meydan/Ataturk)의 아타튀르크 동상 앞에서 읽고 있을 때, 또 다른 민족주의자 그룹이 그들을 추격했으며 경찰은 폭력을 막기 위해 두 그룹을 분리시켰다. 그럼에도 불구하고, 낮과 밤 사이 주로 정지적 문구가 없이 도시에서 여러 행진과 시위를 벌였다. 또한 안타키야 경찰들도 다른 그룹들 사이에서 개입했다.
리제에서 25-30명의 시위대가 시위를 시작할 때, 또 다른 거대한 군중이 이루어져 그들의 구호에 반격했다. 거대한 군중은 작은 시위대를 공격하기 시작했다. 경찰의 개입 이후 거대한 무리들이 중앙 도로를 차단하고 작은 그룹들은 건물 안으로 피신했으며, 시위는 정부를 지지하는 노래로 시작되었다.

## 사상자

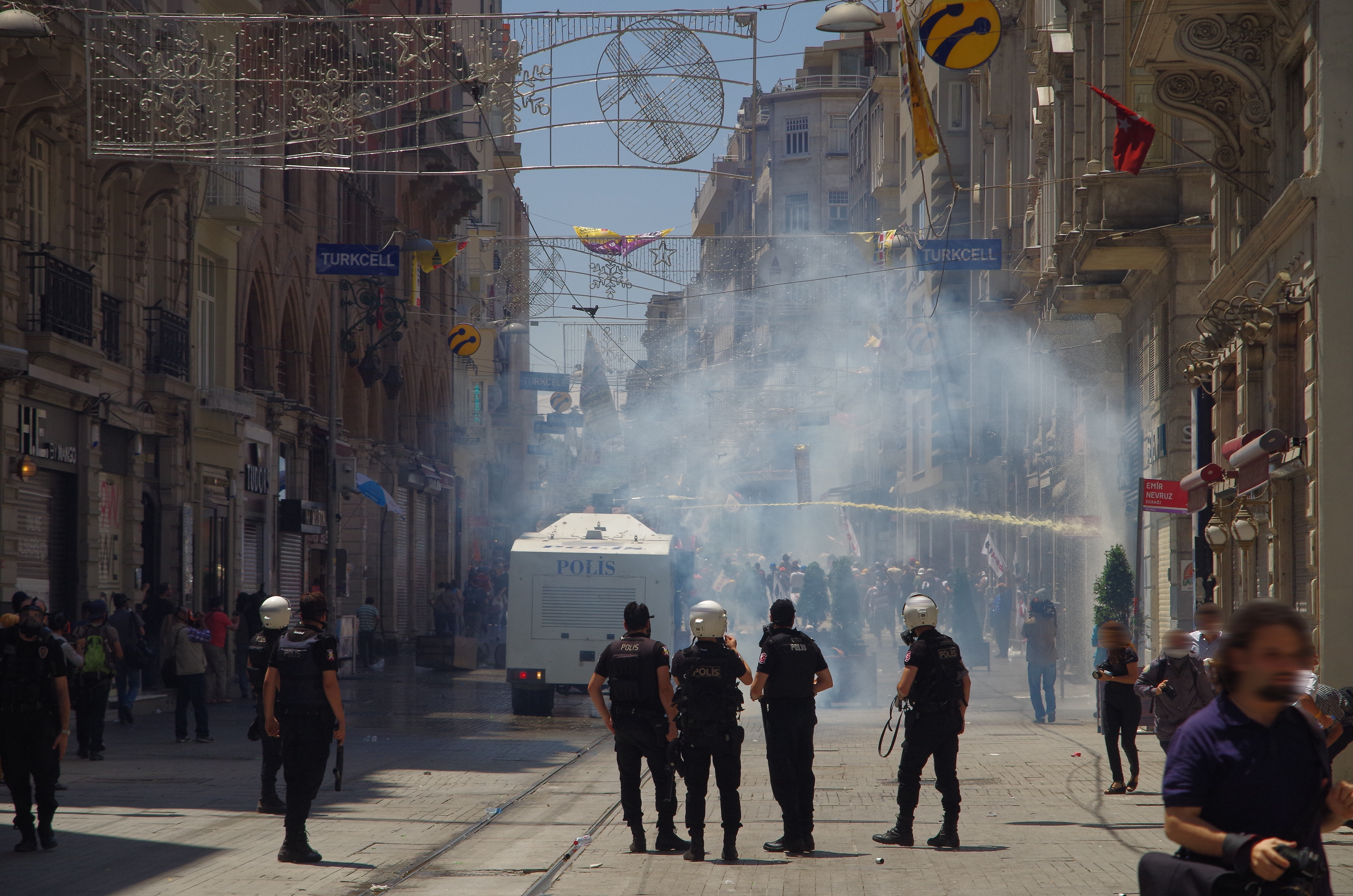
물대포와 최루탄을 사용하는 경찰.

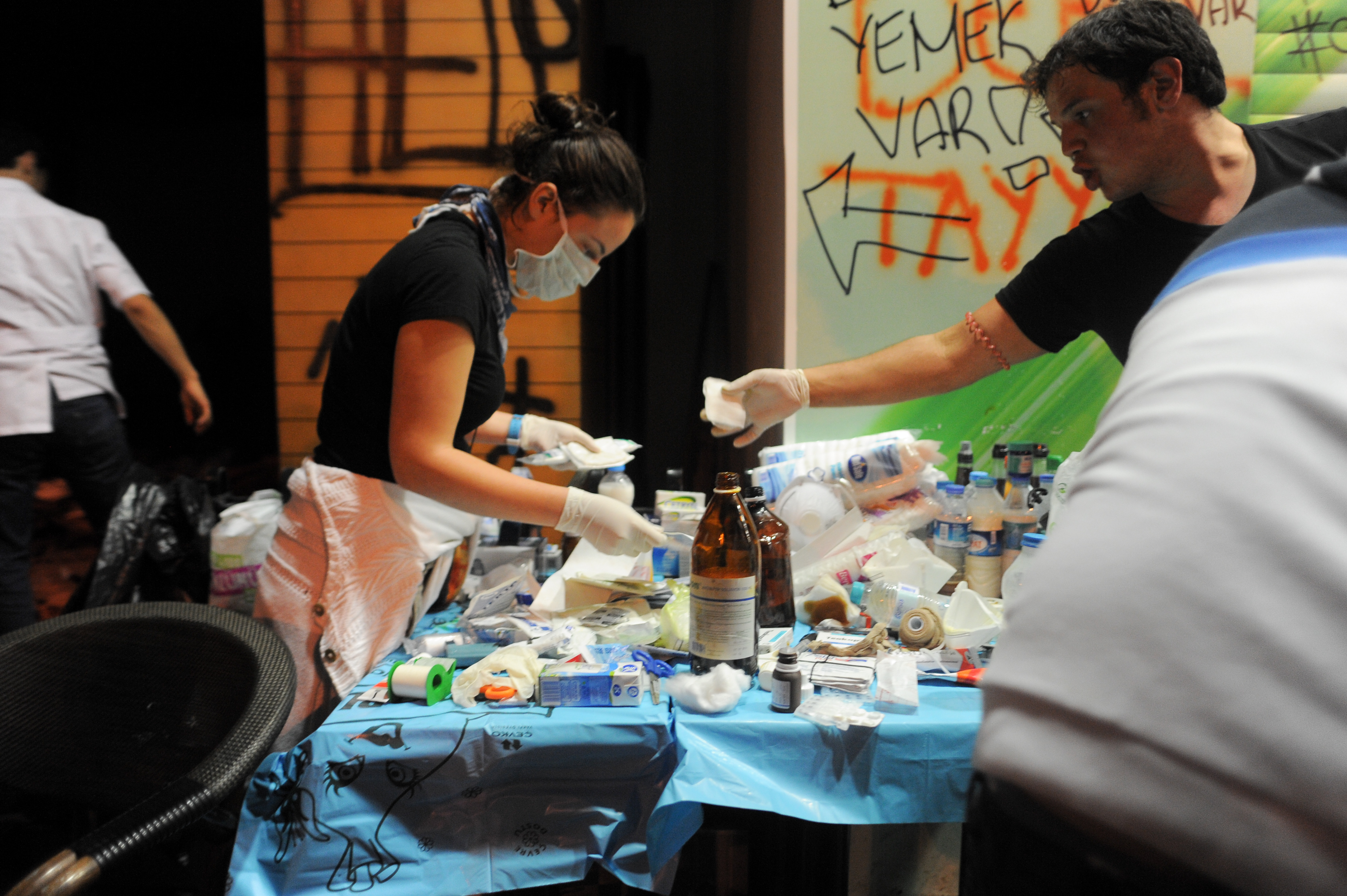
6월 3일, 탁심 광장의 의료 자원자.

### 부상자
튀르키예 의사 협회는 6월 2일 이스탄불과 앙카라에서 천여 명의 사람들이 부상을 입었다고 보고했다. 이 사람들은 "많은 최루탄으로 실명한 사람들"을 포함하여 직접적으로 명중한 최루탄이나 물대포, 플라스틱 총알로 부상을 입었다고 말했다. 국제 엠네스티는 평화적인 시위대에게 물대포를 표적으로 이용했다는 반면 "경찰의 부적절한 최루탄 사용은 시위대의 안전을 가장 파괴했으며 이는 심각한 머리 부상을 포함하여 알 수 없는 수의 부상자를 빚어냈다고" 말했다.
7월 15일 튀르키예 의사 협회의 보고에 따르면, 심각하거나 위독한 부상을 입은 사람 63명을 포함해 총 8,163명의 부상자가 있으며, 최소한 3명 이상이 죽음 직전이라고 말했다. 9월 14일에는 적어도 14명의 사람이 최루탄 용기나 고무탄에 맞아 실명했다고 발표했다.
약 200명의 사람이 최루탄 용기와 곤봉에 맞아 두부 외상과 외상성 내손상을 입었다고 보고했다. 터기 의사 협회에 따르면, 남성/여성 1명이 경찰의 극단적인 폭력으로 비장이 파괴되었다고 발표했다.
- 국회의원 중 한명인 스르 쉬레야 왼데르는 5월 31일 최루탄 용기가 어깨에 명중한 후 병원에 입원했다.[40]
- 저널리스트인 아르메트 시으크(Ahmet Şık)는 정부 및 지역의 장기 지역에 반대한 것으로 알려졌고 최루탄 용기가 머리에 명중한 후 병원에 입원했다.[403] "구경꾼들은 최루탄 용기가 약 10m 내에서 의도적으로 맞추기 위해 발사되었다고" 증언했다.[404]
- 튀르키예 인권변호사이자 민주공화당(CHP) 의원인 세즈긴 탄리쿠루(Sezgin Tanrikulu)는 5월 31일 최루탄 가스 노출로 인한 가벼운 심장 발작을 일으키고 병원에 입원했다.[405]
- 튀르키예의 전문 산악인, 작가, 사진작가이자 영화 감독, 7개봉을 최초로 등정한 튀르키예인인 나수흐 마흐루키(Nasuh Mahruki)는 6월 1일 다리가 부러저 병원에 입원했다.[406]
- 휴먼 라이츠 워치(Human Rights Watch)는 튀르키예 학생들 다수가 플라스틱 탄환이 눈에 명중에 실명했다고 밝혔다.[405]
- 학생인 라브나 알라니(Lavna Allani)는 머리 부상으로 병원에서 위독한 상태이다.[407]
- 에스키셰히르 병원에서 학생인 알리 이즈메일(Ali İsmail)이 머리 부상으로 위독한 상태이다. 그는 뇌출혈 상태이다.[408]
- "적색의 여성"이라는 상징적인 사진을 촬영한 로이터 지의 사진 기자 오스만 오르살(Osman Orsal)은 최루탄이 머리에 명중하여 부상을 입었다.[44][409]
- 6월 5일, 피르스첸드게지(firsthandgezi)에서[410] 21세의 대학생 바작 오세리크(Başak Özçelik)가 경찰과 무장 민간인에게 공격을 받은 후 심각한 부상으로 병원에 입원했다.[411][412][413]
- 국경 없는 기자회는 6월 5일 최소한 14명의 기자(오스만과 시으크 포함)이 부상을 입었다고 발표했다.[414][397][415][416][417]
- 6월 15일 오크메이대니(Okmeydanı)의 14세 소년 베르킨 엘벤(Berkin Elvan)은 경찰이 발사한 최루탄에 머리를 맞고 극단적인 두개골 손상을 입었으며, 이 외에도 게지 공원 내의 노인 및 어린이 수백명이 최루탄 부상으로 입원하였다.[418][419]

국제 엠네스티에서는 적어도 천여 명의 시위대가 부상을 입고 2명이 사망했다고 보고했다. 그러나, 어떠한 공식적인 사망자도 나오지 않았다.

### 사망자
- 마흐메트 아이발리타스(Mehmet Ayvalitas): "20세의 튀르키예인이 이스탄불 고속도로에서 시위대 그룹으로 운전중이던 택시 기사가 사망하여 튀르키예 의사 협회가 월요일 시위와 관련하여 처음으로 사망자가 발생했다"라고 로히터 통신이 전했다.[422]
- 22세의 튀르키예인인, 압둘라흐 쾨메트(Abdullah Cömert)가 알 수 없는 사람으로부터 맞은 총에 머리 부상을 입고 나중에 병원에서 사망했다.[423][424][425][426]
- 앙카라에서, 6월 3일 에템 사르쉬뤼크(Ethem Sarısülük)는 머리에 부상을 입은 지 하루 후 사망했다.[427][428]
- 아다나 주 남서부의 무스타파 사르(Mustafa Sarı)는 6월 5일 시위 도중 다리에 떨어져 사망했다.[429]
- 6월 6일, 앙카라에서 이르판 투나(İrfan Tuna)가 최루 가스의 과다 노출로 인한 심장마비로 사망했다.[430]
- 6월 15일, 아브츠래르(Avcılar)의 당뇨병을 앓고 있던 55세의 노인 제네프 에르야쉐르(Zeynep Eryaşar)는 경찰과 시위대 간 충돌로 인한 심장마비로 사망했다.[431][432]

### 실종자
이스탄불 변호사 협회의 의장인 위미트 코카사칼(Ümit Kocasakal)은 시위의 첫 세 번째 주 동안 약 146명이 실종(여성 39명, 남성 107명)이 실종되었다고 연설했다. 나중에 146명 중 137명의 신원이 확인되었다. 그러나, 나머지 9명은 아직도 실종 상태이다.

### 고문
6월 4일 밤, 당시 시위에 관련되어 있지 않았던 하칸 야맘이라는 이름의 트럭기사가 진압 경찰에 의해 구타당하고 불에 타 피부 대부분이 화상을 입고 눈 한쪽이 실명되었다. 그의 가족은 법원에 경찰의 불법적인 고문에 대한 비디오 영상을 증거로 제공했다.

### 성희롱
6월 27일 밤, 앙카라에서 시위에 참여한 엘름 K. 라는 이름의 31세 여성이 18세 미만의 소년을 포함한 10명의 다른 사람들과 경찰에게 연행되었다. 6월 28일, 앙카라 법원 앞에서 그녀는 구금된 경찰차 안에서 여성폭력, 성희롱, 고문을 당했다고 밝혔다. 또한, 그녀는 2시간 동안 2개의 다른 자동차 안에서 강간 및 고문 위협을 받았다고 말했다.

## 정부의 대응
- 5월 29일, 초기의 시위 이후 에르도안은 야브즈 술탄 살람 다리 기공식에서 “당신이 무엇을 하든, 우리는 그것을 결정했고 그것을 구현할 것이다. 다시 말해, 정부는 탁심 광장 게지 공원의 나무들을 잘라, (1940년에 철거된) 오스만 제국 시대의 탁심 막사를 복원하기로 결정했다.”라고 연설했다.[437]

- 6월 1일, 에르도안은 방송에서 “그들이 20명 모일 때, 우리는 20만 명을 체포한다. 그들이 10만 명 모이면, 나는 내 파티에서 백만 명을 잡아들일 것이다.”라는 시위대를 비난하는 연설을 하였다.[438]

- 6월 1일 튀르키예 부총리 뷜렌트 아른츠는 시위대에게 최루탄의 사용을 비판하는 다음과 같은 연설을 하였다. "쇼핑몰을 원하지 않는 사람들에게 설득하는 것이 더욱 더 도움이 되었을 것이었지만, 대신 그들에게 최루탄을 발사했다."[89] 6월 4일 아른츠의 공식 트위터에서는 다음과 같은 새 코멘트를 남겼다. "우리는 비폭력 시위와 존중을 감시하고 있다."[439] 아른츠는 후에 "최루탄 사용"을 "사과"했다.[440]

- 6월 2일 대통령 압둘라흐 귈은 "중용"을 추구하는 고위층에게 연락을 하였다. 연락 이후, 내무장관 무아메르 귈러는 시위대가 다시 광장을 점거할 수 있도록 경찰 철수를 명령했다.[441]

- 6월 4일 경제부 장관 알리 바바잔(Ali Babacan)은 "정부는 비폭력 시위와 언론의 자유에 대한 권리를 존중했지만, 폭력에 대한 시민들을 보호해야 한다"라고 말했다.[440]

- 6월 8일 이스탄불 시장 카디르 토프바시는 기자에게 "우리는 확실히 그 곳에 쇼핑몰, 호텔 또는 다른 숙박업소를 건설한다고 생각하지 않는다. 가능하다면... 도시 박물관이나 전시관이 될 것이다." 라고 말했다.[442]

- 6월 17일 EU 튀르키예 담당 장관인 에게멘 베지스(Egemen Bağış)는 보도 자료에서 "유럽 의회의 플랫폼을 불균형 및 비논리적 문제를 불균형을 통해 이성의 일식을 표현하려 한다..."라고 비판했으며, 또한 "EU는 이를 허용하는 것 보다 EU가 공식적으로 끝을 맺는 것이 현명한 것이다"라고 말했다.[443]

- 7월 3일, 시위를 촉발시켰던 탁심 지역의 건설 계획 취소가 대중에게 공개되었다. 법원의 명령은 6월 중순 결정되었지만 수주 동안 시위대들에게는 공개되지 않았다.[444]

## 영향

### 정치
이스탄불 보아지치 대학(Boğaziçi University)의 정치학자 코라이 찰리쉬칸(Koray Çalişkan)은 에르도안의 계획에 대한 전망으로 대통령제를 기반으로 한 새 헌법을 채택하고 이 시스템에서 그가 첫 번째 대통령이 될 수도 있다고 예상했다.
보수와 이슬람주의에서도 정부에 대한 비판적인 중요한 목소리를 냈다. 이흐산 에리아시크(İhsan Eliaçık)는 에르도안이 독재자라고 비난했다. 파트마 보스턴 윈셀(Fatma Bostan Ünsal)은 정의개발당의 공동 설립자 중 한명에게 지지를 표했다.
이슬람 자유주의 운동의 무스타파 알코올은 이 시위는 에르도안에 대한 누적된 피로로 발생했다고 말했다.
보이지이치 대학(Boğaziçi university)의 사회학 교수인 파룬크 비르티크(Faruk Birtek)는 시위대에 대한 경찰의 행동을 나치 독일의 SS 친위대에 비교하며 비난했다.

### 관광업

안탈리아 주는 수입의 3분의 1 이상이 외국인 관광객이다.

2011년, 튀르키예는 약 3150만명의 관광객을 유치했으며 세계에서 6번째로 인기있는 관광지였다. 관광업은 튀르키예에서 가장 중요한 수입 중 하나였으며, 이는 "이스탄불에 끔찍한 불안이 있을 경우 ... 큰 관광업 문제가 발생할 것이다"라는 우려도 제기되었다.
앙카라의 빌켄트 대학교 국제관계학 교수인 마르크 아르몬드(Mark Almond)는 러시아 투데이에서 다음과 같이 밝혔다.
"이 도시는 거대한 수의 외국인 관광객이 있다. – 그들 중 대부분이 시위의 영향을 받았으며 많은 사람들이 의료 지원이 필요하다. 이것은 엄청난 경제적, 국위적 재앙이다."

- 2013년 6월 1일, 영국 외무성은 튀르키예에서 시위의 영향을 받는 모든 지역에 "모두 그렇지만 필수적으로" 튀르키예 여행에 대해 "주요 도시에서 시위가 정기적으로 발생하고 폭력 사태가 우려된다는" 내용의 자문적 경고를 발행했다.[453] 비슷한 권고가 캐나다와[454] 뉴질랜드에서도 시행되었다.[455]
- 미 국무부 대변인은 "최루탄과 물대포로 무장한 경찰 병력이 관광지 명소 중 여러 곳에서 단속을 벌이고 있으며 많은 큰 호텔들이 있는 곳에서 미국인들에 대해 여행 경보가 발행될 수 있다고" 언급했다.[456] 2013년 6월 1일, 튀르키예의 미국 대사관은 "튀르키예를 여행하는 사람들이나 거주 중인 미국 국민들은 폭력 사태 가능성을 염두에 두어야 한다"라는 경보를 발령했다.[457]
- 독일 외무부는 시위의 영향을 받는 지역에서 폭력 사태를 방지하기 위해 시민들에게 대피하라는 권고를 내렸다.[458]

2013년 튀르키예 이스탄불에서 열릴 예정이었던 세계적으로 유명한 경력의 영화가를 수상하는 2013년 이스탄불 다큐멘터리스트 영화 패스티벌은 평화 시위에 대한 튀르키예 정부의 폭력 행위로 무기한 연기되었다. 축제는 6월 1일, 2일 이틀간 열릴 예정이었으나 사회적 불안으로 인해 열리지 않았으며 주요 사이트 중 하나인 아카뱅크 사나트(Akbank Sanat)에서는 시위의 근접 발생으로 인해 영화 상영 확정 시간이 나와 있지 않다. 다큐멘터리 엘레나(Elena)를 촬영한 브라질 감독 페트라 코스카(Petra Costa)와 이집트 감독인 무함마드 함디(Muhammed Hamdy)는 현장에서 시위 현장을 촬영하고 보고하고 있다.

### 2013년 지중해 게임 스캔들
2013년 지중해 게임이 개최될 예정이었던 메르신에서는 처음부터 시위가 발발했다. 총리 에르도안은 게임 개최 행사에 계획된 연설을 했다. 메르신에서 시위가 확산된 이후, 빌레티스 회사는 티켓을 6월 10일 온라인으로 판매하기 시작했다. 티켓 판매 15분 후 이름을 작성하지 않은 한 사람이 모두 구입하여 매진되었고 이 모든 티켓은 특히 메르신과 메지틀리에서 이맘과 관련된 사람이 종교 관련으로 분배되고 AKP 청소년 단체와 관련 AKP 기관 등 서로 다른 정의개발당 조직에 대부분 분배되었다. 스포츠 및 청소년 장관 수트 클리치는 빈 좌석 앞에서 연설했으며, 스타디움 밖에서는 메르신 주민들은 전날 밤부터 폭동 진압 경찰이 폭력 행위를 이용하여 경기장 내로 진입할 수 없게 했고 메르신의 브리시 공원의 텐트촌을 철거하기 위해 경찰이 물대포와 최루탄을 이용했다. 수만 명의 사람들이 메르신 근처의 스타디움에서 에르도안이 방문하고 연설하면서 티켓 스캔들에 관해 항의했다. 이들은 경찰에서 못하게 했으며 티켓 판매구를 찾을 수 없다고 말했다. 에르도안이 연설하는 동안, 경찰은 수만명을 최루탄, 물대포, 고무 총알 등을 이용하여 강제 해산시켰다. 에르도안의 연설 중에는 AKP의 모든 티켓 구매 및 분배가 수만명 시민의 위협을 방지하기 위해서였다고 말했다.
8개 튀르키예 올림픽 역도 팀은 혈액 검사에서 도핑이 발견되어 실력 처리되었다. 모든 티켓이 AKP 조직에서 AKP 지지자들에게 배부된 이후 게임 스캔들이 두 번째로 비판받았다.
메르신 시민은 게임 개막식 날 발생한 대형 사건과 AKP 지자들에게만 티켓을 배부한 것에 대해 항의했다. 또한, 시민들은 게임에 참석하지 않음으로서 항의했다. 농구 게임 좌석을 제외한 대부분의 게임에서는 관계자들만 있었으며 수수료는 겨우 1리라(약 0.4유로)였다. 또 다른 사건이 언론에 발표된 직후, 2013년 지중해 게임 관계자들이 매춘을 한 것을 서포터들이 밝혀냈다. 이 사건 때문에 지중해 게임에서 매춘 행위가 일어났다는 것은 서포터 사이에서 전달되었다. 이것은 지중해 게임과 올림픽에서 튀르키예의 나쁜 상황을 보여주는 이미지로 스캔들을 비판했고 2020년 하계 올림픽에서 튀르키예의 이스탄불 진출이 불확실해지는 계기가 되었다.

### 대중 문화

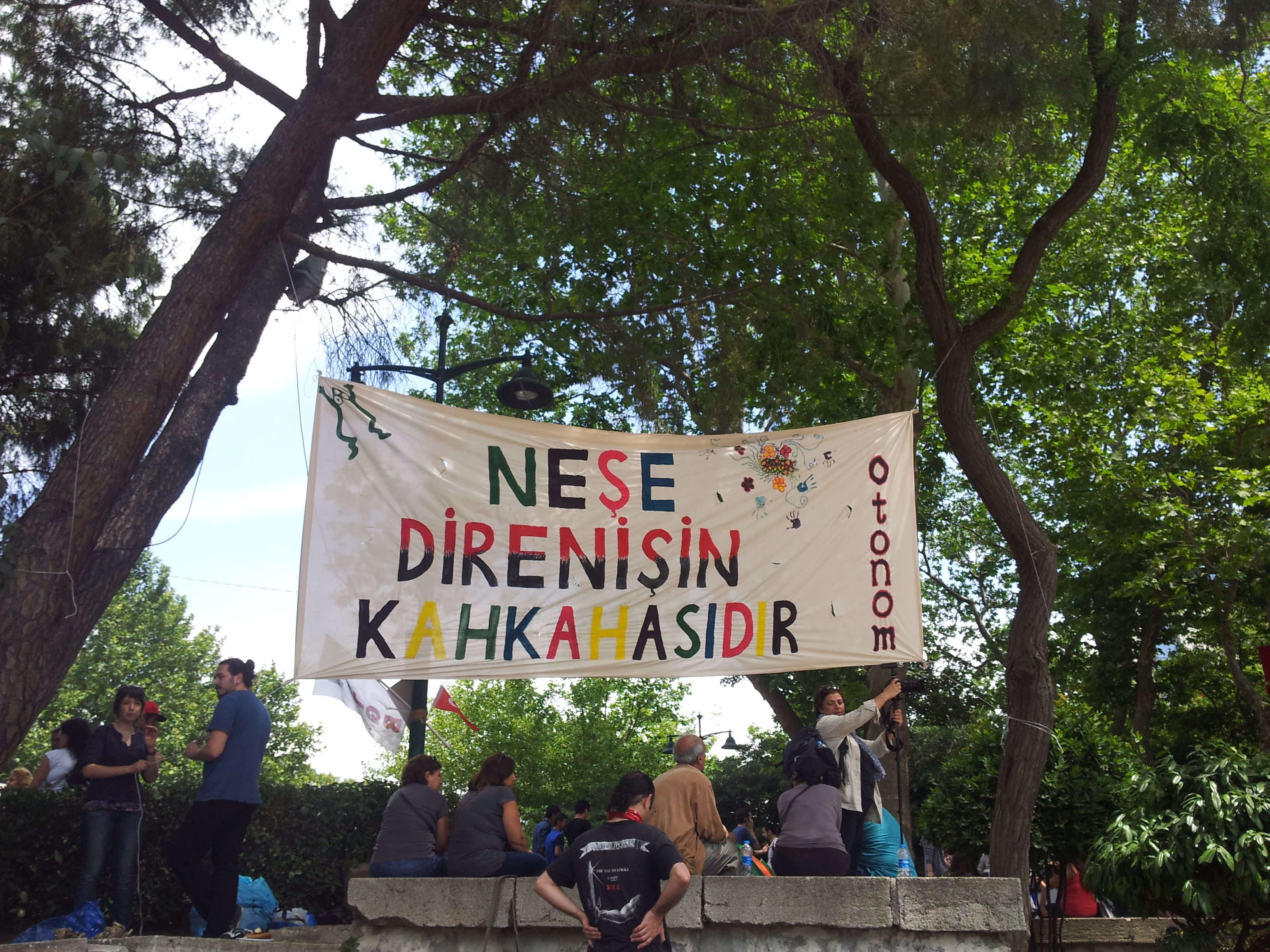
반정부 시위 중 만들어진 포스터. "기쁨은 저항의 웃음이다"(Neşe direnişin kahkahasıdır)

자유주의 음악 밴드인 카르다지 튀루퀼러(Kardeş Türküler)가 구성되어 "냄비와 후라이팬의 소리"라는 노래를 불렀다. 이 노래는 에르도안에 항의하기 위해 발코니에서 냄비와 후라이팬을 두르닌 것을 형상화 한 것이다.
좌파 음악 밴드인 두만(Duman (band))이 결성되어 에르도안의 과도한 폭력을 인정할 때 이용한 단어인 에벨레스(Eyvallah)라는 노래를 불렀다.
대만 스튜디오는 에르도안의 시위 진압을 조롱하는 유머 CGI 애니메이션을 올렸다.
보이지시치 대학 재즈 합창단은 차우풀링이라는 조롱하는 노래를 불렀다.

### 2013년 FIFA U-20 월드컵
6월 24일에는 2013년 FIFA U-20 월드컵에서 부상당한 시위대들이 경기장에서 항의했다.

### 2020년 하계 올림픽
이스탄불 시장인 카디르 토프바시(Kadir Topbaş)는 경찰들의 행동이 이스탄불의 2020년 하계 올림픽 유치를 어렵게 한다는 인터뷰에서 다음과 같이 말했다. "이스탄불의 시장이 다음과 같은 사건에 전 세계가 지켜 보고 있다는 사실이 슬프다. 우리는 그것을 어떻게 설명해야 하는가? 어떤 수로 2020년 하계 올림픽을 개최하냐?"

### 경제
6월 3일 아침부터 튀르키예 주식 시장은 하락세로 돌아섰다. 이 하락은 2011년 8월 BIST 100의 하락보다 더욱 컸다. 금융 서클들은 이를 검은 월요일이라 지칭했다. 또한, 리라 채권의 2년 수익률은 6.78%로 71 베이시스 포인트 상승하여 2005년 이후 가장 큰 상승세를 보였다.
6월 6일에는 에르도겐이 계속된 시위에도 불구하고 재개발을 개속 할 것이라고 말했다. 이 말이 방송된 직후 튀르키예 주가는 5% 하락했다.
6월 11일에는 금융평가기관 무디스가 지속적인 시위로 인해 튀르키예에게 중대한 신용 위협이 닥칠 것이라 경고했고 추가로 이스탄불 주요 지수가 1.7% 하락했다.

### 유럽연합 가맹 회의 임시 정지
6월 25일 유럽연합 외교 장관은 경찰이 이스탄불에서 시위를 약화시키기 위해 최루탄과 물대포를 사용한 튀르키예의 행동 때문에 약 4개월 동안 튀르키예의 EU 회원국 회담 참여 자격을 정지시키자는 독일의 의견을 받아들였다. 튀르키예의 새로운 시기가 열리는 것이 지연되자 튀르키예가 유럽연합에 가입해야 하는 지 여부에 의문이 생겼다. 6월 초 튀르키예는 독일 앙겔라 메르켈 독일 총리에게 타협안을 제시하지 않았지만, 튀르키예의 EU 가입은 키프르스의 EU 가입 희망에 자극을 줄 수 있어 EU 회원국간의 관계에 약화되게 되었다.

## 국제적 반응
공식적 의견
- 미국 국무부 대변인 제니퍼 프사키(Jen Psaki)는 다음과 같은 우려를 표명했다. "우리는 튀르키예의 장기적인 안정성, 보안 및 번영을 믿는 것은 가장 기본적인 개인의 표현의 자유를 지지함으로써 보장되는 것이며, 또한 개인의 집회 및 결사의 자유도 보장해야 한다."[485][486]
- 영국 외무부는 "비적절한" 최루탄 사용을 비난하며 "우리는 튀르키예 정부가 평화로운 시위 및 집회의 자유를 존중하도록 해야 하며, 이는 모든 사회의 기본적 인권이다"라고 말했다.[486]
- 유럽 위원회는 "과도하고 불균형한 병력의 사용을 비난하는" 성명을 발표했다.[487]
- 네덜란드 외무장관 프란스 팀메르만스(Frans Timmermans)는 6월 3일에 시위대에게 이용되는 과도한 공권력을 비판하고 일부 언론 및 미디어의 자유 제한에 대해 우려의 목소리를 내었다.[488]
- 러시아의 대통령 블리다미르 푸틴의 대변인 드미트리 페즈코프(Dmitriy Peskov)는 "러시아 대통령은 이 시위에 대해 잘 알고 있지만 튀르키예에게 자세한 정황을 물어볼 것"이라고 말했다.[489]
- 불가리아의 외교통상부 장관 크리스티안 비게닌(Kristian Vigenin)은 "친절한 이웃 튀르키예의 폭력 행위에 대해 우려를 표시한다"라고 말했다.[489]
- 그리스 외교부 장관 디미트리스 아브래모폴리스(Dimitris Avramopoulos)는 총리 에르도안이 질서를 지키기 위해 군대를 동원하고 있으며 이에 우려한다고 말했다.[490]
- 이란 외무부 대변인 아바스 아라게시(Abbas Araghchi)는 이란은 튀르키예 국내에 간섭하지 않을 것이지만 튀르키예인과 경찰과의 충돌에 대해 비판했다.
- 시리아 정보부 장관 오므란 알 조우비(Omran al-Zoubi)는 튀르키예의 시위를 다루는 에르도안의 자세를 비판했다.[491]
- 말레이시아 정부는 6월 10일 튀르키예에서 더 이상 폭력이 계속될 경우 대부분 이스탄불에 모인 약 93명(그 중 17명이 학생)의 모든 말레이시아 시민이 튀르키예에서 강제 출국될 것임을 발표했다.[492]
- 이라크의 총리 누리 알말리키는 튀르키예 정부의 치안 문제에 대해 웹 사이트에서 다음과 같이 말했다. "우리는 폭력에 의지하는 현 순환을 확대할 것이라고 믿는다 ... 이 지역에서, 우리는 구속을 요구한다."[493]
- 독일의 외무 장관 기도 베스터벨레는 다음과 같이 말했다. "튀르키예 정부는 국가와 유럽의 시위에 대한 현재까지의 반응에 잘못된 메시지를 보내고 있다." "우리는 에르도안이 상황을 점진적으로 줄여나갈 것으로 예상하며 유럽의 가치있는 정신 및 건설적인 교류, 평화적 대화를 추구하기를 기대한다." 또한, 그는 "탁심 광장의 이미지는 충격적이다"라고 말했다.[494][495]
- 이탈리아 의회의 일부 여성 의원은 평화 시위를 지지하기 위해 "빨간 옷의 여성"을 상징하는 빨간색 옷을 입고 의회에 출석했다.[496] 또한, 이탈리아 외교통상부 장관 엠마 보니노(Emma Bonino)는 이탈리아 국민 회의에서 "적절하지 않은 공권력으로 변호사 20명이 불법으로 체포되었다. 비폭력 시위 보장은 민주주의의 중요한 기둥이다"라고 말했다. 또한 그녀는 "무력 사용은 약점을 드러내는 표현이다"라고 말했고 여기에 더해 "자유 선거는 민주주의 그 자체이다. 튀르키예는 성숙한 민주주의를 만들려면 결정해야 한다"라고 강조했다. 마지막으로, 장관은 "튀르키예 정부의 '졸업 시험'은 광장과 거리에서 일어나고 있다 ... 이것은 아마도 튀르키예의 민주주의와 유럽 편입에 관한 첫 번째 강력한 시험일 것이다"라고 말했다.[497][498]
- 프랑스 외교 및 유럽 업무부의 레옹 파비우스(Laurent Fabius)는 튀르키예에서 "파리의 정부는 침착하고 자제하길 원한다" 말했고, 여기에 "민주주의에서 대화는 필수이다. 이것은 튀르키예 대통령 압둘라 귈을 위해 말한 것이고 내가 구현할 희망이다"라고 말했다.[499]
- 스페인 외교협력부 조세 가르시아 마르겔로 이 마르필(José García-Margallo y Marfil)은 유럽 연합이 이것을 해결하기 위해 무엇을 해야 하는지에 대한 "수업을 하지 말고" 이제 "이해"하고 "친근한 나라"인 스페인 정부에게 "도움말"을 줄 것을 제안했다.[500]

비공식적 의견
- 에르도안의 북아프리카 일정 중, 모로코의 무함마드 6세는 에르도안을 만나는 것을 거부했다. 튀니지 야당도 에르도안과 만나는 것을 거부했다.[501]
- 언어학자 노엄 촘스키는 시위 진압을 비판하며, "이것을 알리는 것(과도한 진압)은 튀르키예 역사에서 가장 부끄러운 때를 회상하는 것"이라고 말했다.[502]
- 슬로베니아 철학자인 슬라보예 지젝은 튀르키예 혁명 사회주의 노동자 당(Revolutionary Socialist Workers' Party)의 뷜렌드 소마이(Bülent Somay)를 지원하며 시위대를 지지했다.[503]
- 미국 연예인 마돈나는 그녀의 인스타그램 계정에서 시위자들을 지지하면서 영국 여배우 틸다 스윈턴, 미국 음악가 모비, 미국 배우 조시 더멜, 오스트레일리아 모델 미란다 커, 영국 코미디 배우 러셀 브랜드 또한 그녀의 지지를 표방했다.[504][505] 우크라이나 여그룹인 FEMEN은 튀르키예 여성들, 시위대들에게 자신의 권리를 위해 일어서라는 뮤직 비디오를 촬영했다.[506]
- 작가 닐 게이먼은 자신의 블로그에 시위를 지지하면서 안전을 기원했다.[507]
- 이전 핑크 플로이드의 구성원이었던 로저 워터스는 자신의 페이스북 페이지에서 시위대와 연대한다고 말했다.[508]

## 갤러리

### 비디오
|  |  |  |

|  |  |

## 같이 보기
- 1980년 튀르키예 쿠데타(영어판)
- 탁심 광장 학살, 1977년 (en:Taksim Square massacre)
- 마라쉬 대학살, 1978년 (en:Maraş Massacre)
- 2010년 이스탄불 폭탄 폭발(영어판)
  - 공화국 시위 (2007년, 유사한 반정부 시위) (en:Republic Protests)
- 튀르키예의 인권(영어판)